# Cabo Rojo (Porto Rico)
Cabo Rojo (pron. spagnola: [ˈkaβo ˈroxo]; lett. 'Il capo rosso') è una città di Porto Rico situata nell'estremità sud-occidentale dell'isola. L'area comunale confina a nord con Mayagüez e Hormigueros, e a est con San Germán e Lajas. È bagnata a sud dal Mar dei Caraibi e a ovest dalle acque dello stretto della Mona. Il comune, che fu fondato nel 1771, oggi conta una popolazione di oltre 47.000 abitanti ed è suddiviso in 9 circoscrizioni (barrios).
Cabo Rojo è diviso in 5 distretti, che a loro volta sono costituiti da 8 barrios e Cabo Rojo Centro (noto anche come Cabo Rojo barrio-pueblo), il suo centro civico, un'area che comprende la principale area urbana della città, è la sede del governo municipale e si trova a circa 3 chilometri dalla costa sud-occidentale dell'isola. Il Comune di Cabo Rojo, ufficialmente conosciuto come Comune Autonomo di Cabo Rojo (in spagnolo Municipio Autónomo de Cabo Rojo), è il sesto più grande di Porto Rico per area territoriale, la seconda città più grande della parte occidentale dopo Mayagüez, la città più popolata del Distretto 20 e il comune con il maggior numero di coste. È conosciuto anche come: "Ciudad Mata con Hacha", "Capital del Turismo", "Cuna de Betances", "Cuna del Pirata Cofresí", "Capital del Marisco" e per le sue meraviglie, "Ciudad Maravillosa"
È uno dei principali centri di risorse agricole, naturali e culturali del paese, ha il maggior traffico turistico interno del paese ed è conosciuto a livello nazionale per le sue icone culturali e i paesaggi, come la Baia di Boquerón, la statua del Pirata Cofresí (unica nel suo genere), le spiagge di Boquerón, El Combate, Buyé e Playuela (Playa Sucia), il suo Centro Congressi, la Foresta di Boquerón (una delle più grandi del paese), l'Isola di Piñero (Ratones), il Capodanno a Boquerón e le feste estive. I suoi abitanti si chiamano Caborrojeños.

## Storia

### Revisione

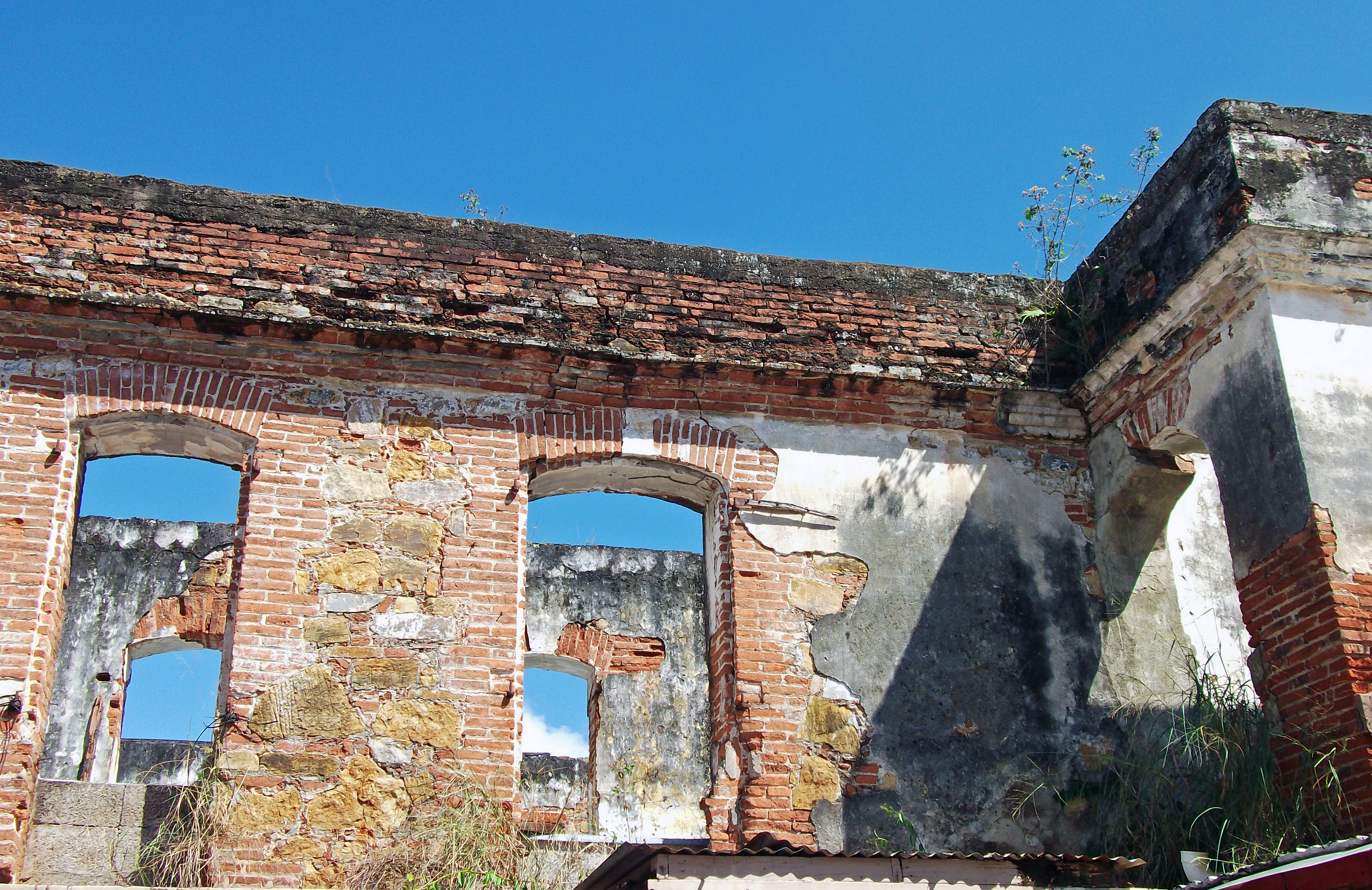
Rovine spagnole nel centro di Cabo Rojo.

Cabo Rojo racchiude, nei suoi 187 km², non solo una formidabile bellezza geografica, ma tutta una serie di eventi storici e personaggi leggendari. Il territorio è stato abitato dagli aborigeni fin dall'inizio dell'Era cristiana. Questi, approfittando delle abbondanti mangrovie, delle loro saline e dei terreni fertili, si rifornivano di ostriche e manioca come elementi principali della loro dieta. Ci sono ancora vestigia archeologiche degli antenati incise e impresse su frammenti di ceramica, petroglifi e resti di bateye rinvenuti sulle sue coste e nelle zone montuose. Recentemente, nel 1990, sull'isola di Piñero (Ratones) è stato ritrovato lo scheletro di un indigeno corrispondente alla cultura ostionoide (cultura indigena sviluppatasi a Cabo Rojo) e risalente a 1.200 anni fa.

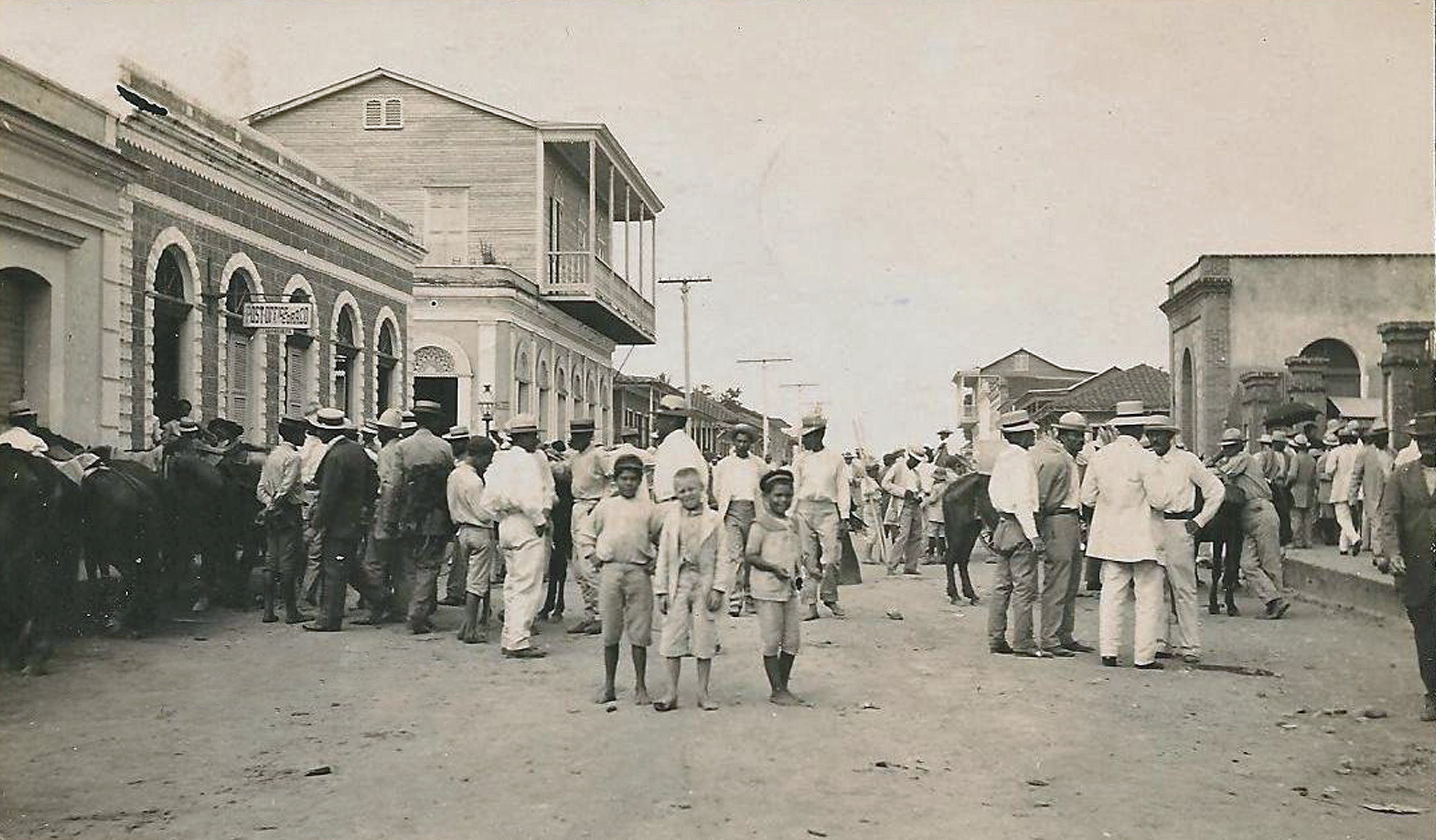
Calle Carbonell nel 1913.

Già nel 1511 (secondo lo storico Don Salvador Brau y Asencio), gli spagnoli iniziarono a stabilirsi nelle vicinanze di Los Morrillos di Cabo Rojo. Questo, al fine di sfruttare le insenature ricche di sale che la zona aveva. Questa risorsa, nostra tanto quanto il nome di Cabo Rojo, fu motivo di battaglie e coraggiose difese con l'ascia in mano fin dal primo secolo di colonizzazione. Dovette essere recuperata dopo la breve invasione inglese nel 1585 a Punta Águila. Inoltre si difese con successo dalla minaccia aguadeña nel 1769. Da lì nacque il nome popolare "Mata con Hacha" e la spiaggia adiacente acquisì il nome "El Combate". Nello stesso anno, davanti all'Eremo di San José (costruito nel 1559 e demolito nel 1924), si verificò un altro evento simile, ma questa volta davanti ai Sangermeño, subendo la stessa sorte.
Nel 1771 iniziarono i tentativi per fondare la città a causa di un precedente disaccordo territoriale con i Sangermeño (città di cui faceva parte). Da notare che una precedente richiesta, presentata nel 1759, era stata respinta, ma in questa occasione il permesso ufficiale fu concesso il 17 dicembre 1771, con la designazione di Don Nicolás Ramírez de Arellano come primo sindaco. Questa gestione spettava al governatore Don Miguel de Muesas, conosciuto anche come il fondatore delle città. Durante la metà del XIX secolo, Cabo Rojo divenne il centro degli idealisti e degli intellettuali dell'epoca, tra cui possiamo citare Betances, Brau, Carbonell e, perché no, l'eterno pirata Cofresí. Le gesta degli abitanti hanno segnato una pietra miliare nella storia di Porto Rico. Oggi Cabo Rojo entra in un nuovo secolo, impegnata nelle aspettative del futuro ma legata anche alle sfide poste dai suoi modelli storici.

### Fondazione primaria

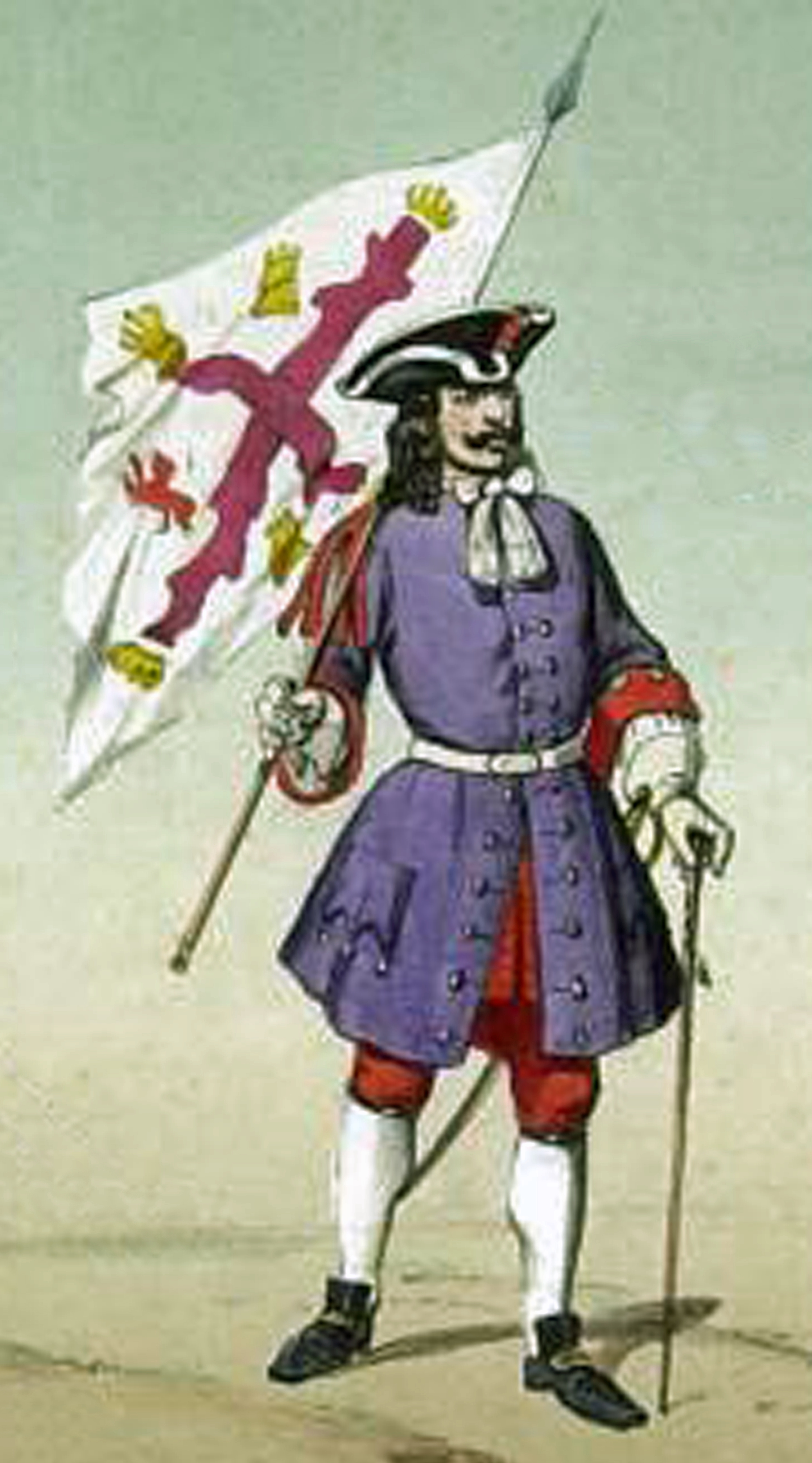
Nicolás Ramírez de Arellano y Martínez de Matos, direttore della fondazione ufficiale di Cabo Rojo.

Per studiosi, storici e anche per lo stesso Salvador Brau y Asencio, primo storico caborrojeño ufficiale di Porto Rico, l'occupazione spagnola iniziò sulla costa meridionale, nei barrios di Llanos Costa e Boquerón, e avvenne con un insediamento spagnolo nel 1511 e fu dovuta allo sfruttamento del sale in la Laguna de Fraternidad. Questo insediamento continuò ad aumentare di abitanti e nel 1525 venne fondata l'industria del sale nelle terre di Los Morrillos. Con il passare degli anni l'industria diventa fonte di prosperità e stabilità economica per i coloni, che iniziano ad esplorare i territori a nord. Nel 1550 erano già arrivati a quella che oggi è conosciuta come "La Mela" e 9 anni dopo, nel 1559, fondarono un altro insediamento in quello che era conosciuto come "Altos de la Bocoya". Questo insediamento prosperò notevolmente perché si trovava all'ingresso della baia di Puerto Escondido, oggi Puerto Real. Lì stabilirono, per la loro protezione, un forte, Forte La Mela. Anni dopo questo insediamento sarebbe stato riformato e sarebbe diventato parte della città di Puerto Real, un porto di vitale importanza nell'arcipelago di Porto Rico.
Un altro gruppo di spagnoli appartenenti all'insediamento di Los Morrillos era "entrato" nel territorio ad est di La Bocoya e, attraverso una richiesta alla corona spagnola, ottenne il permesso di costruire un eremo e di stabilirvi il culto di San José. La costruzione di questo eremo fu realizzata nel 1559 e fu dedicato a San Giuseppe.
In ogni centro abitato era fondamentale la presenza di un tempio; non è quindi strano che prima della fondazione della città esistesse una cappella o un eremo all'interno di un mulino o di un insediamento, dove si recava la popolazione stabilita nelle sue vicinanze. L'istituzione di eremi, cappelle o chiese era consentita solo in un comune con più di trenta abitanti e distante più di cinque leghe dalla parrocchia più vicina. Non era raro che la fondazione di una città fosse preceduta dalla convivenza di anni nel lento sviluppo di una comunità.
Con la costruzione dell'Eremo di San José, i suoi abitanti fondarono il Villaggio di San José. Questa comunità si è rafforzata nel corso degli anni e la sua densità di popolazione ha prosperato. La città di San José aveva un'ottima posizione perché era moderatamente lontana dal mare, il che la proteggeva dagli attacchi marittimi ma allo stesso tempo era abbastanza vicina alla costa per sopravvivere con frutti di mare e pesca.
Nel 1771, il signore Don Juan Antonio de Arce e l'Alférez Real, originario di Cabo Rojo e sindaco della città di San Germán, Don Nicolás Ramírez de Arellano y Martínez de Matos, decisero di separare o delimitare il territorio del Poblado San José da San Germán e fondare un comune indipendente con una propria parrocchia. Don Juan Antonio de Arce, insieme a 128 famiglie residenti nel paese, scrisse un documento di fondazione all'allora governatore dell'isola, Don Miguel de Muesas. Il documento divenne noto come "Testimonio Procesal Auténtico para la Instalación del Pueblo de San Miguel de Cabo Rojo" ("autentica testimonianza procedurale per l'insediamento del Comune di San Miguel de Cabo Rojo"). Il Governatore accettò volentieri ed emanò il decreto di fondazione dell'allora capitale il 17 dicembre 1771. Con la firma del decreto del Governatore a Cabo Rojo, il 17 gennaio 1772, fu ufficialmente fondata la città di San Miguel de Cabo Rojo.
Chiaramente, la città che sarebbe stata conosciuta come Cabo Rojo dal 1771 in poi era già stata fondata molto prima. Il Testimonio Procesal Auténtico ("testimonianza procedurale autentica") di quest'anno riguardava l'erezione della Parrocchia di San Miguel Arcángel, inoltre, la testimonianza procedurale stabiliva procedure per delimitare il perimetro urbano e indicare i limiti giurisdizionali, quelli di misurazione e quello finale.

### Fondazione ufficiale

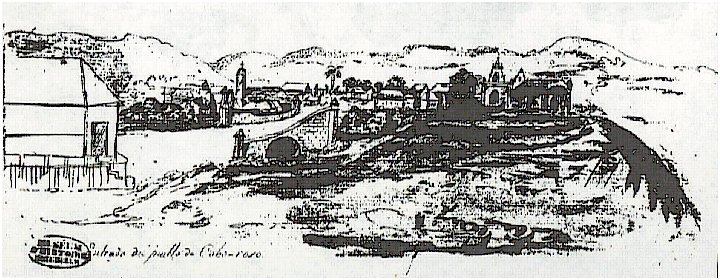
Disegno del centro di Cabo Rojo nel 1826.

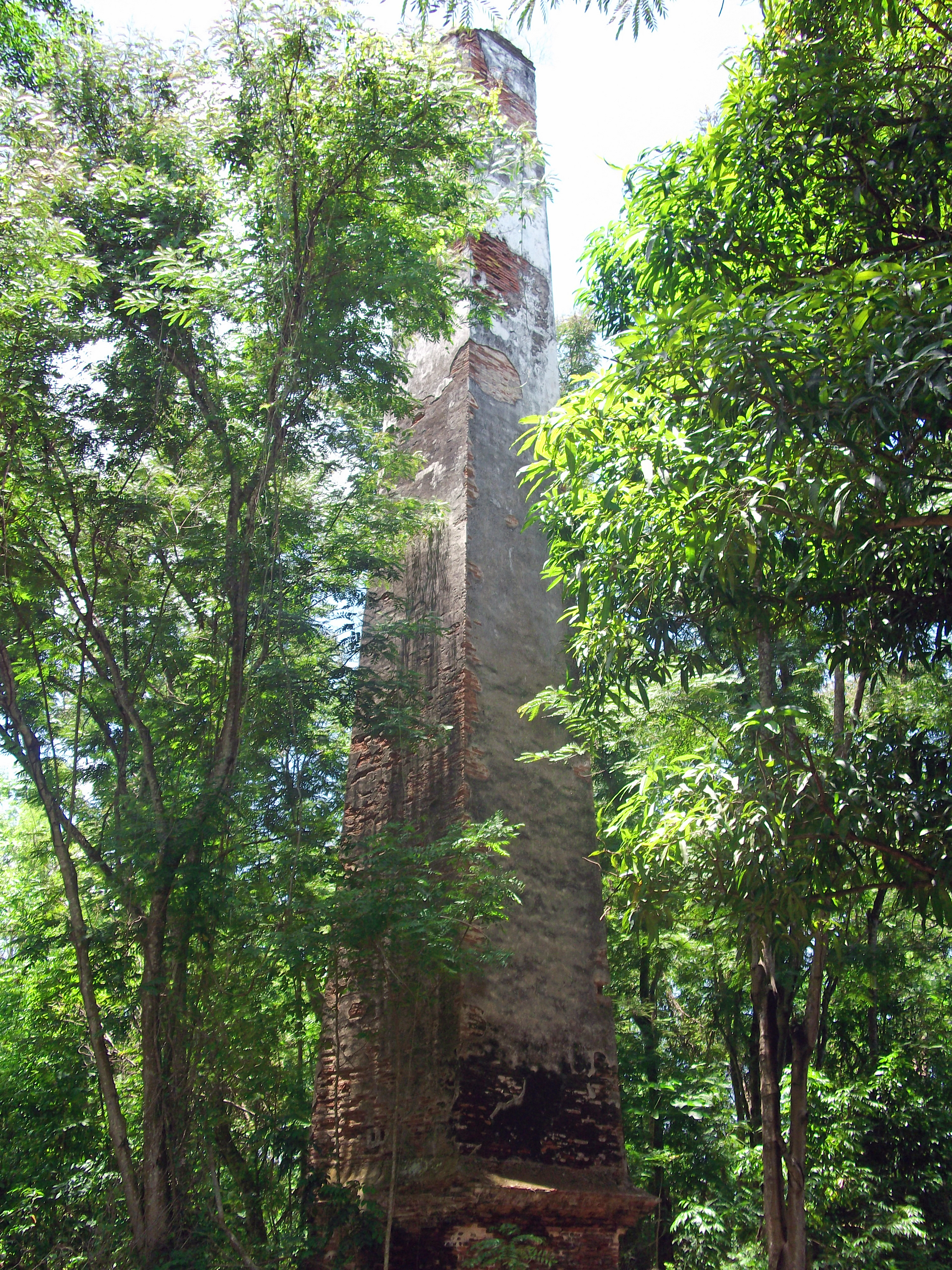
Rovine della Hacienda Belvedere.

Nel 1771, più di 242 anni fa, Don Miguel de Muesas era governatore dell'arcipelago di Porto Rico. Tenente Colonnello della fanteria spagnola degli eserciti di Sua Maestà e Capitano Generale dell'Isola, a quel tempo abitante naturale di questa regione, che si stabilirono al momento della fondazione della primitiva città chiamata "San José", situata nel piedi del Cerro Buena Vista, uomo determinato, attivo, perseverante, intelligente e di grande carattere morale, chiese al Governatore di concedergli l'autorizzazione per separare e fondare questo paese come comune indipendente dalla città di San Germán, che si chiamerà "San Miguel de Cabo Rojo", in onore del Governatore. Quell'abitante si chiamava Don Nicolás Ramírez de Arellano y Martínez de Matos, che è ricordato con gioia e che dobbiamo riconoscere come l'iniziatore della fondazione di Cabo Rojo.
***Decreto di fondazione***
Il Governatore accolse prontamente la richiesta e a tal fine emanò un decreto che concedeva l'autorizzazione alla fondazione e ordinava che la nuova località fosse ubicata nella stessa località di San José. Prevedeva inoltre, nel suddetto decreto, che la distribuzione del comune fosse verificata nel modo seguente:
Nel decreto sono state poste le condizioni affinché si possa effettuare la fondazione di Cabo Rojo. Il decreto lo nomina Primo Luogotenente a Guerra o Sindaco della nuova città al suo fondatore, Don Nicolás Ramírez de Arellano, capo dei coloni e delle 128 famiglie che diede inizio al processo di fondazione della città. Lui stesso deve farlo provvedere all'accantonamento e alla distribuzione delle spese da sostenere nella realizzazione di opere pubbliche per la decorazione della popolazione. Don Nicolás Ramírez de Arellano y Martínez de Matos e i copopolatori, termine di due anni per completare la fondazione. Dovevano fissare gli stipendi che avrebbe guadagnato il Parroco e il sacrestano e concedono atto sicuro di fondazione della nuova città. Questo decreto è stato emesso a San Juan, Porto Rico, il 17 dicembre 1771.

### Simboli
Il comune ha una bandiera e uno stemma ufficiale.

#### Stemma
*** Descrizione Araldica ***

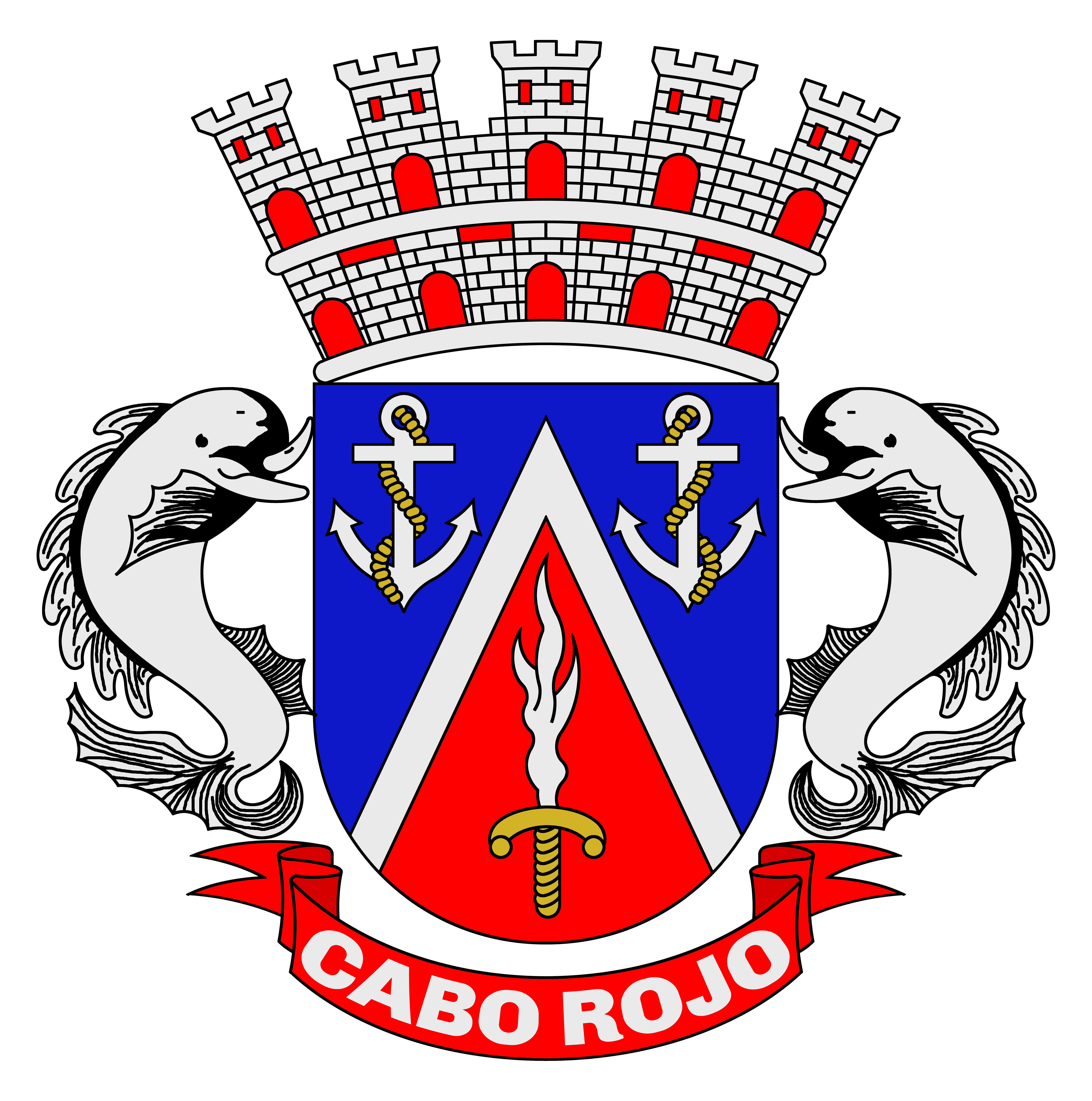
Scudo di Cabo Rojo

Questa città ha uno stemma a forma di quadrilungo, arrotondato nella parte inferiore. In un campo azzurro, una punta d'argento caricata con un'altra di rosso, questa a sua volta caricata con una spada fiammeggiante d'argento, guarnita d'oro e accompagnata in capo da due ancore d'argento, le loro goumenas d'oro. Sulla campana, corona murale d'argento con cinque torri, a forma di sciabola e decorate di rosso. Ha come supporto un delfino d'argento, stordito e ricurvo su ciascun lato. Alla base filatterio con il nome del comune
*** Simbolismo ***
Su fondo azzurro, un triangolo isoscele, la cui base poggia sul bordo inferiore dello scudo, occupando i due terzi della sua larghezza, e il cui vertice sale fino all'estremità superiore dello scudo, senza toccarne il bordo. I due lati uguali del triangolo hanno il bordo argentato. Ai lati, nella parte superiore dello scudo, sono presenti due ancore d'argento, alle cui aste sono avvolte corde d'oro. Sullo scudo poggia una corona formata da mura, da cui svettano cinque torri (visibili), tutte d'argento, con le pietre bugnate che formano le mura indicate con linee nere. Le ampie porte, finestre e altre aperture nella corona sono rosse. Questa corona ha cinque torri per denotare la sua categoria e il titolo di "città".
I principali smalti dello scudo, blu, rosso e argento, ricordano il fondatore di San Miguel de Cabo Rojo, Don Nicolás Ramírez de Arellano, e l'eminente figlio di questa città, Don Ramón Emeterio Betances y Alacán, la cui tomba - monumento in marmo onora questa piazza. La stirpe dei Ramírez de Arellano, proveniente, secondo la tradizione, dalla Casa Reale di Navarra, nel suo ramo di Porto Rico, mostra nel suo stemma i colori rosso, blu e argento. Rosso, blu e bianco erano anche, per straordinaria coincidenza, i colori simbolici degli ideali redentori di Betances, nati a Cabo Rojo. Provenienti dalla Francia, via Santo Domingo, costituivano la rappresentazione cromatica dei principi di libertà, uguaglianza e fraternità che l'insigne patrizio, senza distinzione, applicava allo stesso modo ai singoli individui come ai popoli. Questi principi, di remoto fondamento cristiano, lo portarono a liberare gli schiavi presso il fonte battesimale e a progettare per un'intera nazione - la sua patria - l'avvento al conclave dei Paesi liberi del mondo. Rosso, blu e bianco furono i colori con cui decorò la sua casa a Mayagüez e con cui, anni dopo, decorò il cielo stesso di Lares.
La punta o triangolo rosso: simboleggia il Capo, rosso come lo vide Cristoforo Colombo, e il blu e bianco, con le ancore, il mare che lo circonda, con i suoi vecchi porti e insenature, favorevoli alle imprese e alle avventure della guerra marittima , alle avventure di corsari e pirati, alla pesca e ai traffici commerciali.
Le ancore: sottolineano questo simbolismo, mentre insieme al punto, emblema araldico di rettitudine, mantengono il loro significato universale di geroglifico di speranza.
La spada fiammeggiante: infine, dominante sullo scudo, è attributo di San Michele Arcangelo, patrono di Cabo Rojo e simboleggia non solo la Giustizia Divina, ma la sublime virtù dell'umanità, significata nel grido divino del Principe della milizia celeste: Quis ut Deus? (Chi è come Dio?)
La corona murale: che lo valorizza e lo distingue, è lo stemma del comune. Rappresenta l'unità, la solidarietà, il fine comune che dovrebbe animare gli abitanti di una città e di un comune portatore di una tradizione storica che deve essere proiettata nel futuro. Ha cinque torri.
I supporti: illustrati da delfini d'argento simboleggiano il comando che i figli della città esercitano sul mare e sulle sue ricchezze pescherecce, aggiungendo a ciò che il delfino è l'animale simbolo della città.
Ai piedi, all'esterno dello scudo, appare un filatterio rosso o nastro volante con il nome della città Cabo Rojo scritto in lettere bianche.
Da notare che lo stemma è stato ufficialmente approvato, sia dall'Istituto di Cultura Portoricana che dall'Assemblea Comunale di Cabo Rojo, nel 1971, ed è stato creato dal Sig. Roberto Beascoechea Lota, consulente speciale dell'Istituto di Cultura portoricana in materia araldica.

#### Bandiera municipale

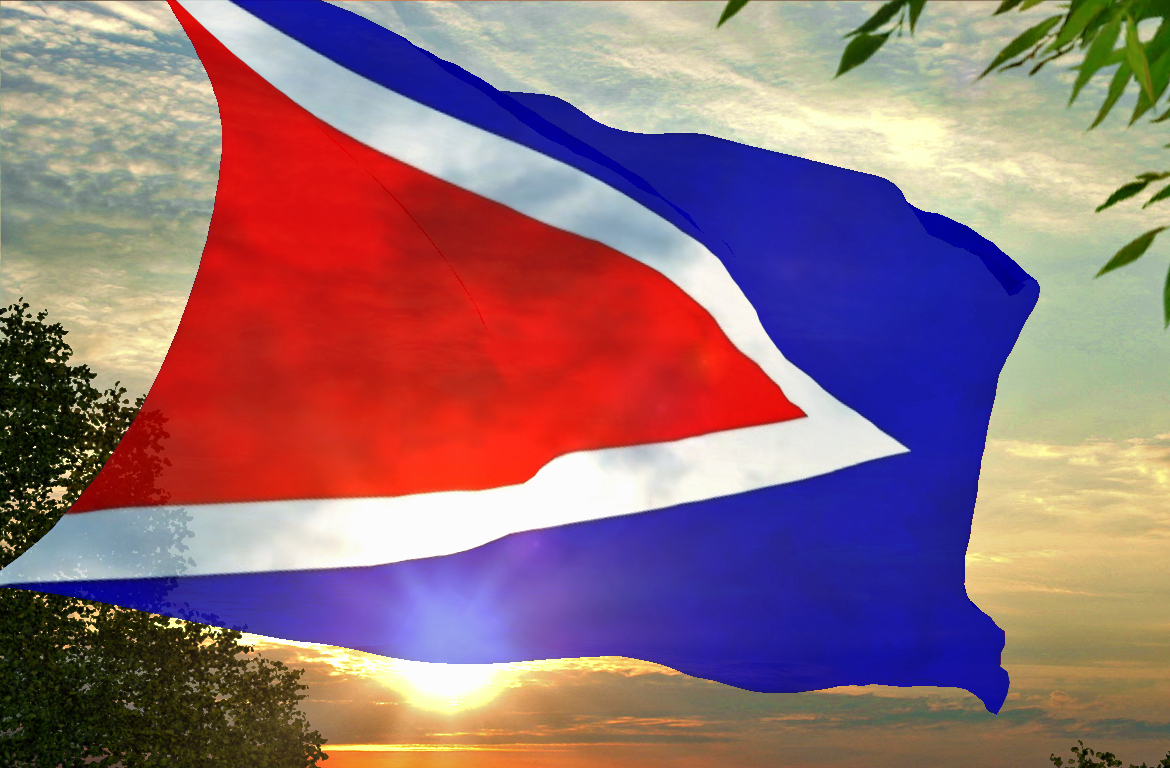

La bandiera porta i colori dello scudo di Cabo Rojo e da esso deriva il suo simbolismo. Si basa sui colori rosso, bianco e blu e sul disegno dello scudo comunale.
Consiste in un tessuto delle solite dimensioni delle bandiere municipali di Porto Rico. Da questo telo blu si alza un triangolo bianco dall'estremità immediatamente accanto all'asta della bandiera, dove la sua base fa parte dei bordi inferiore e superiore della bandiera, ma la sua punta non tocca l'altra estremità, opposta al lato di il pennone. Sovrapposto a questo triangolo bianco, si innalza un altro triangolo rosso, la cui base inizia all'estremità dell'asta e i suoi bordi sono uguali a quelli del triangolo bianco. Con l'unione di questi due triangoli si forma una "V" bianca tra i colori rosso e blu.

#### Sigillo

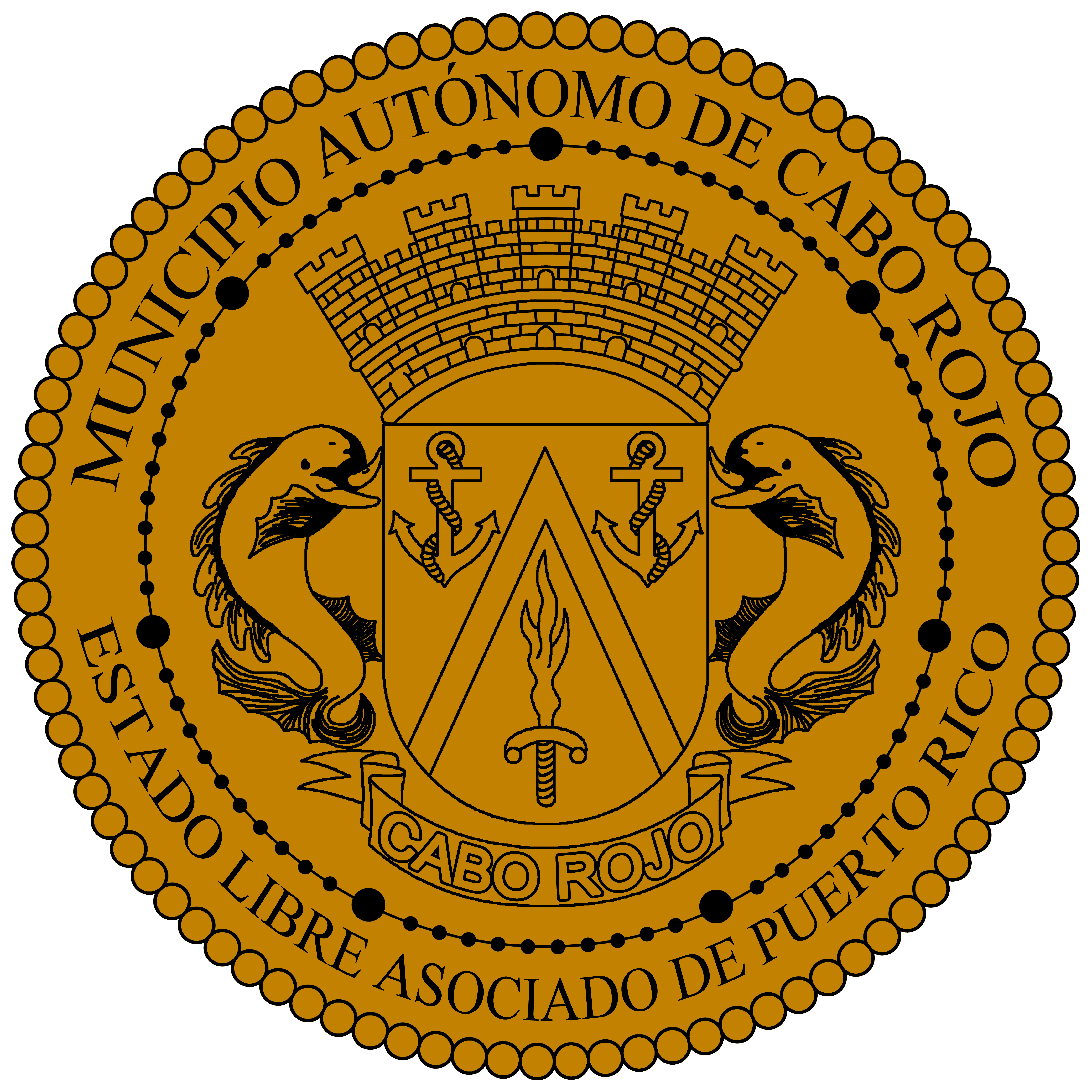

Il sigillo comunale della Città di Cabo Rojo è costituito dal disegno lineare dello scudo ufficiale, circondato da un cerchio dall'iscrizione:
MUNICIPIO AUTÓNOMO DE CABO ROJO
ESTADO LIBRE ASOCIADO DE PUERTO RICO
Questo sigillo serve per rappresentare l'entità municipale della città e ufficializzare alcuni editti e documenti. Le autorità municipali della città sono quelle che generalmente utilizzano questo sigillo.

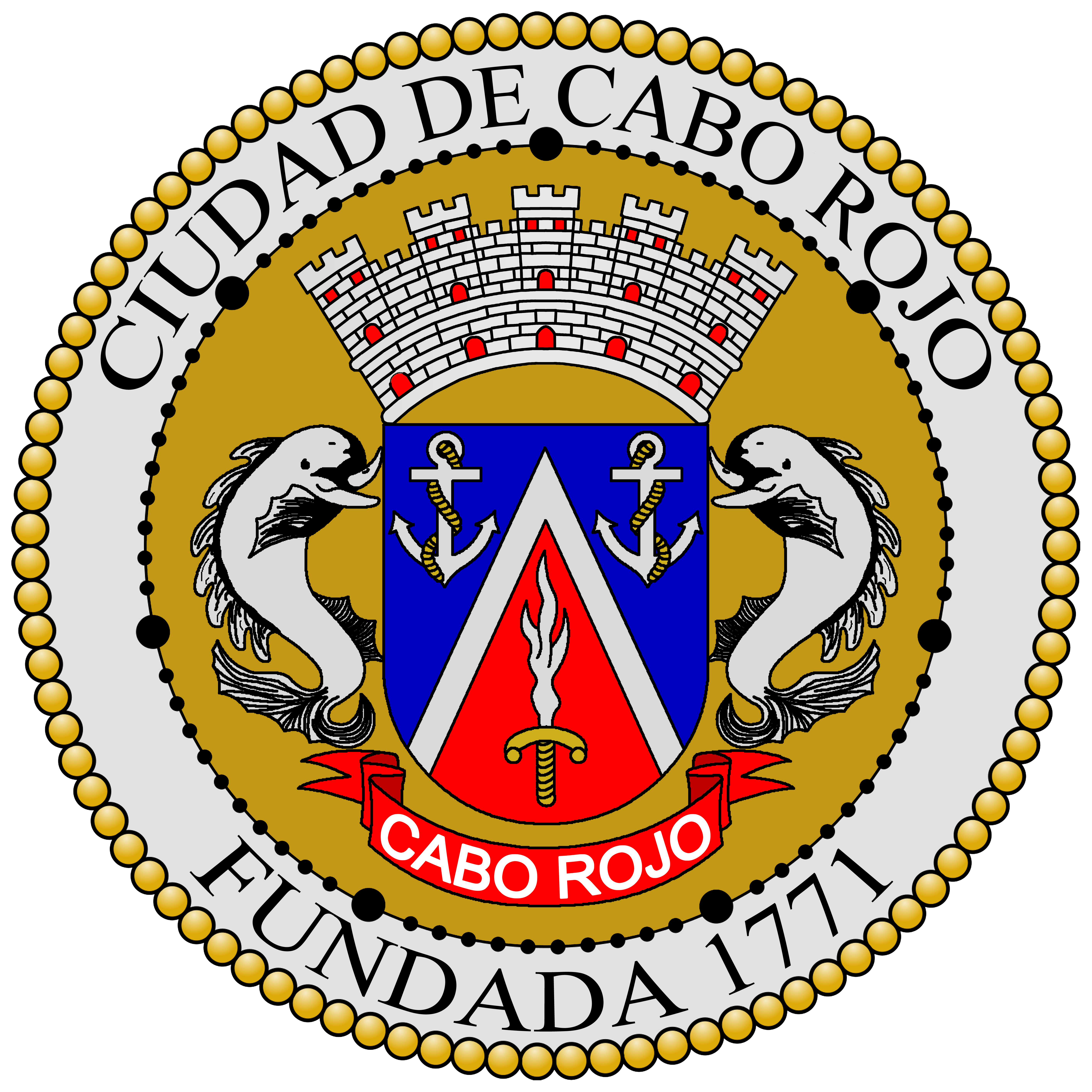

Esiste un altro sigillo con lo stesso disegno di questo ad uso dei cittadini in generale, con la sola differenza che l'iscrizione dice:
CIUDAD DE CABO ROJO
FUNDADA 1771

#### Uccello simbolo

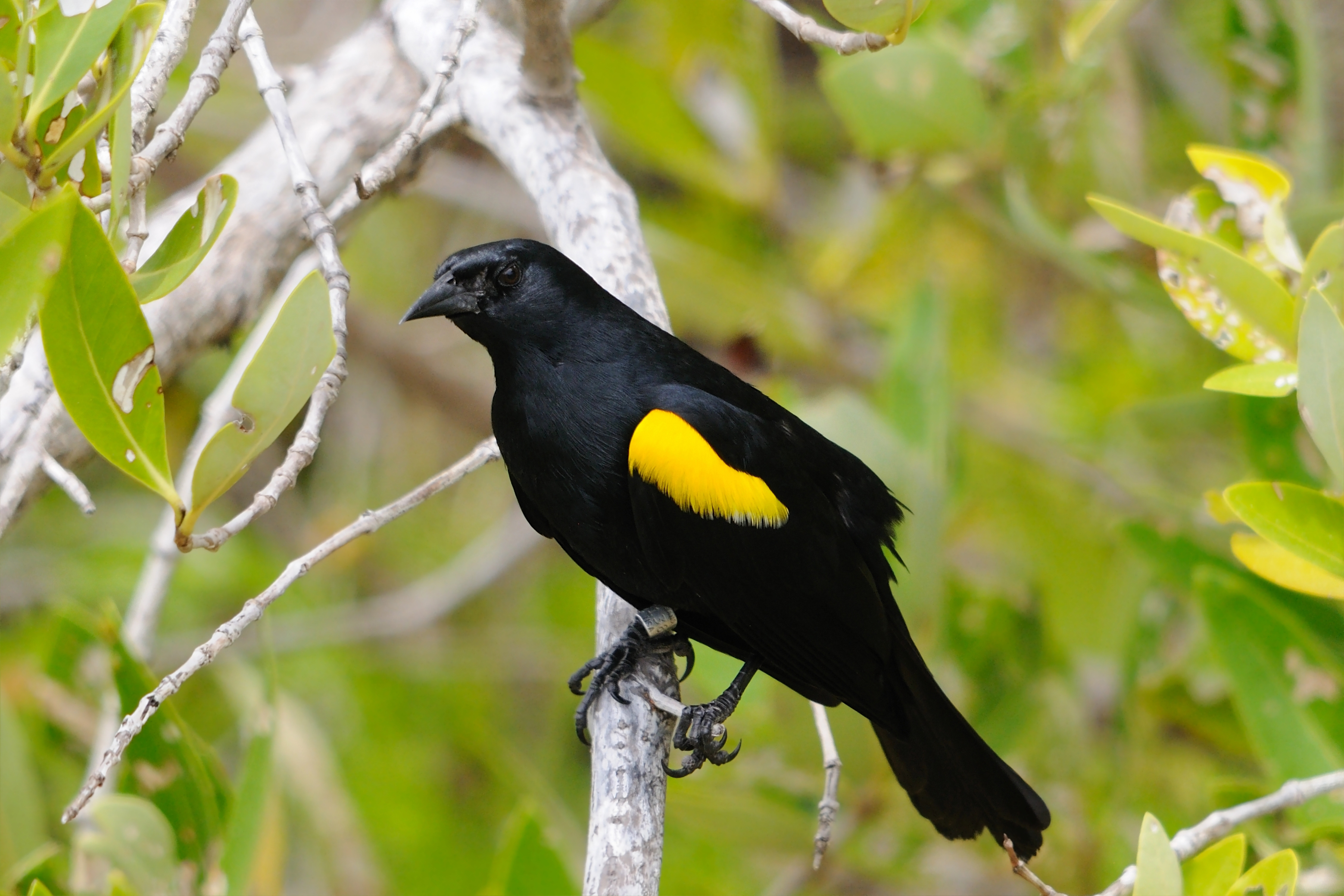
Capitano o Mariquita

Il Capitano (noto anche come La Mariquita) è l'uccello ufficiale della città. Purtroppo è uno degli uccelli autoctoni in serio pericolo di estinzione. È proprio il punto più alto di Cabo Rojo il luogo di nidificazione più importante. La coccinella portoricana è stata inclusa nell'elenco federale delle specie a rischio di estinzione nel 1976 e il sud-ovest di Porto Rico, la città di San Germán, la stazione navale di Roosevelt Roads e l'isola di Mona sono stati designati come habitat critici per la specie. Il Dipartimento delle risorse naturali e ambientali di Porto Rico e l'United States Fish and Wildlife Service condividono un programma di recupero delle coccinelle nel sud-ovest di Porto Rico (foresta statale di Boquerón), la seconda foresta di mangrovie più grande di Porto Rico dopo la foresta di Piñon. Questo programma consiste principalmente nel fornire strutture di nidificazione artificiali per la coccinella e nel controllare la popolazione dei cowbirds lucidi. Migliorare il successo riproduttivo di questa specie è importante per aumentare il numero della popolazione della Coccinella, incorporando sempre più giovani nella popolazione esistente. Tuttavia, proteggere l’habitat di cui la specie ha bisogno per sopravvivere è essenziale per il suo recupero.

#### Fiore simbolo

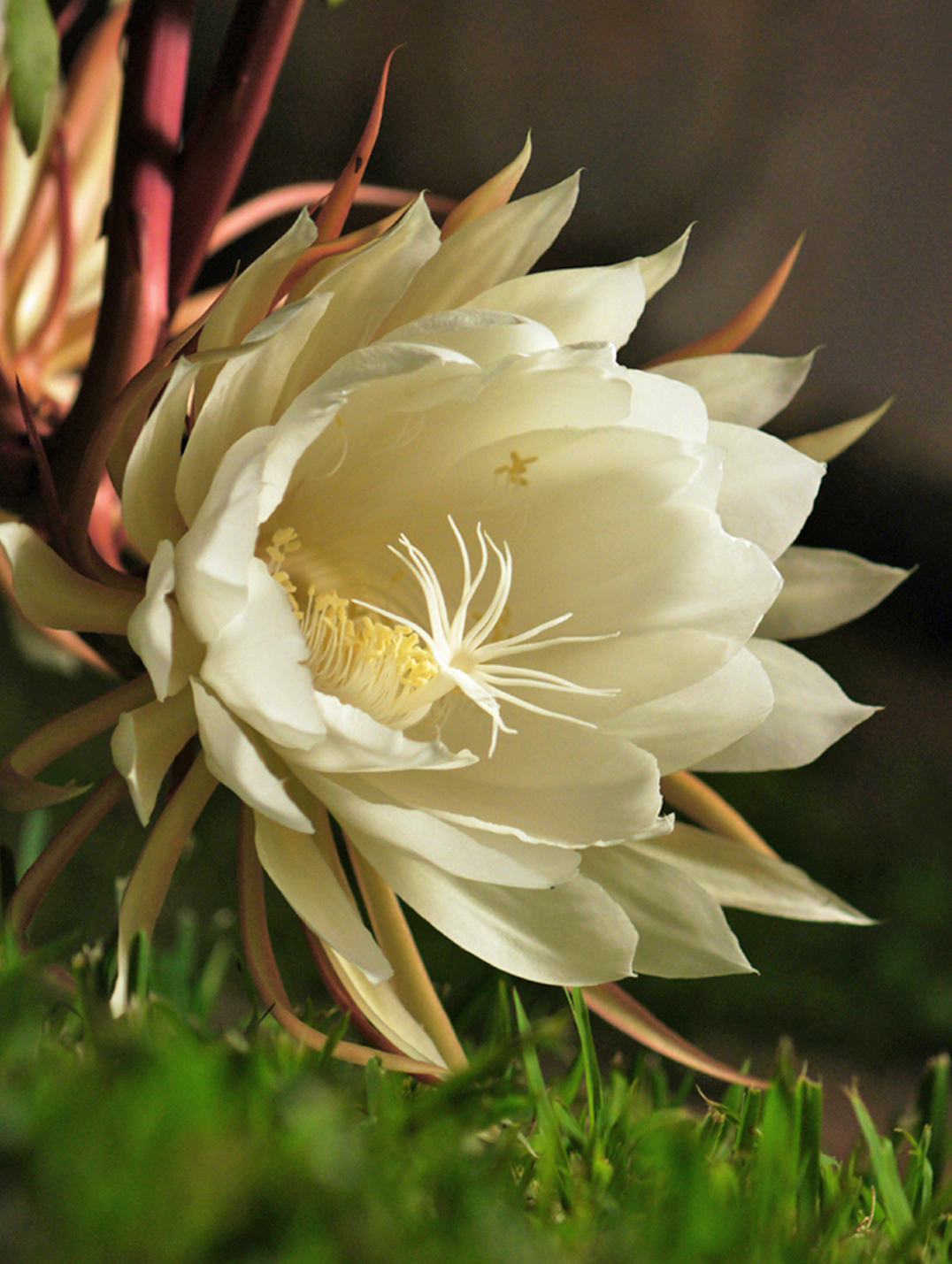
Fiore di Sebucán

Il fiore di Sebucán è il fiore ufficiale di Cabo Rojo. Abbondante nella parte sud della città, tra i quartieri di Llanos Costa, Llanos Tuna e Boquerón. Offre un bellissimo e tenero fiore bianco. Il Sebucán raggiunge i 20 piedi di altezza e si staglia maestoso nella nostra flora. Più facile da trovare nella parte costiera come la Laguna Guaniquilla, le Salinas, il faro e nel territorio della Riserva Federale di Pesca e Fauna Selvatica di Boquerón.

#### Albero simbolo

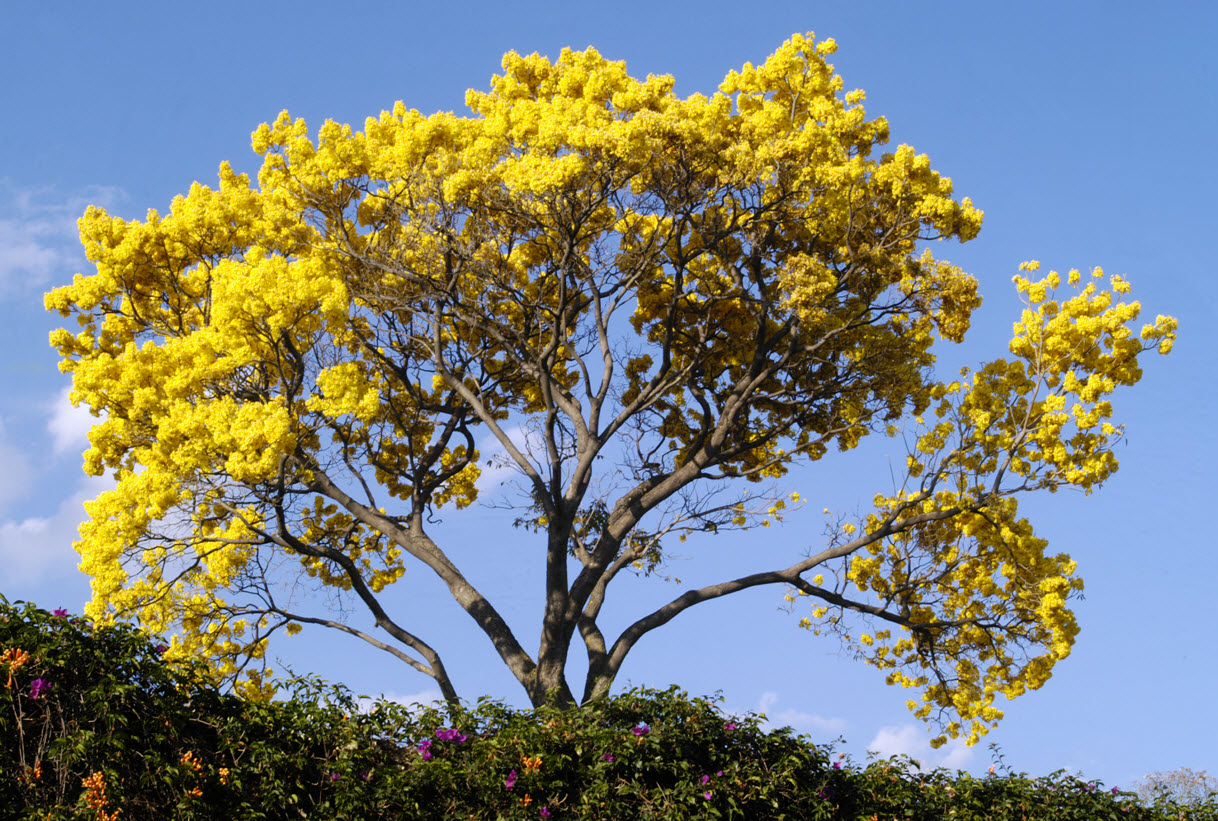
Guaiaco

Il Guaiaco è l'albero ufficiale di Cabo Rojo. La solidità del suo cuore, insieme alla sua abbondanza nel nostro suolo, ne fanno il simbolo della determinazione e della volontà del Caborrojeño. Le proprietà medicinali che gli vengono attribuite e che gli danno il nome "Palo Santo" sono caratteristiche dell'atmosfera rilassante di questa città. Molte delle specie di Tabebuia vengono coltivate a scopo decorativo, poiché sono caratterizzate dalla fioritura prima che il fogliame deciduo germogli nuovamente. Sono pregiati anche per la falegnameria, che apprezza la durezza, il peso e la resistenza all'acqua e ai parassiti del loro legno; Sebbene non siano adatti per lavori delicati a causa della difficoltà di maneggiarli, sono ottimali per materiale da esterno. Alcune specie sono anche estremamente resistenti al fuoco. La corteccia di molte di queste specie, conosciuta genericamente come pau d'arco o ipé in portoghese, viene utilizzata come infuso come fungicida e per il trattamento dei reni. Le molteplici affermazioni secondo cui avrebbe effetti benefici nel trattamento del cancro non sono state verificate scientificamente.

#### Pietra simbolo

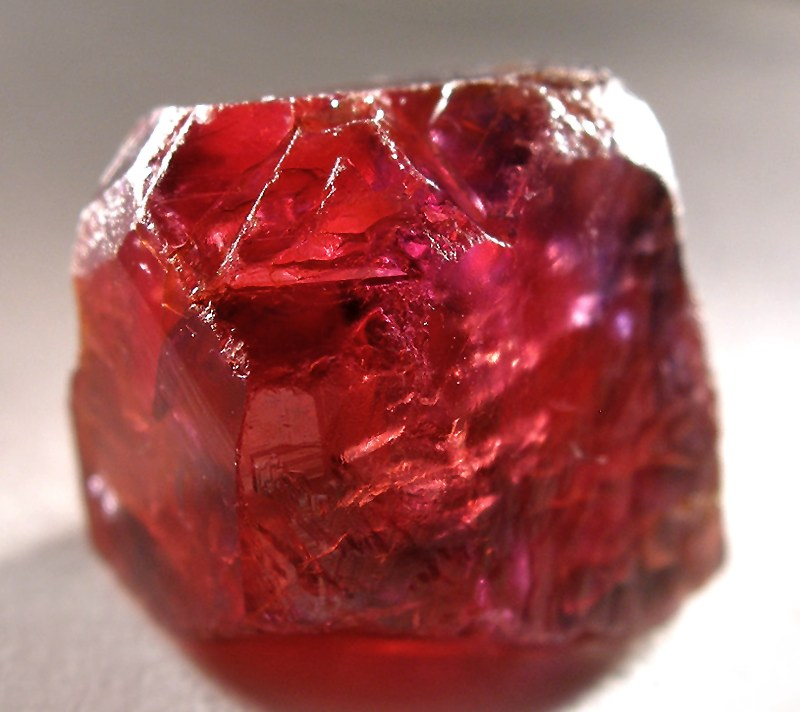
Rubino

Il Rubino, pietra preziosa, varietà minerale del corindone, il secondo minerale più duro dopo il diamante. La varietà più pregiata è pulita, di colore rosso intenso e si chiama sangue di piccione. Cabo Rojo ha adottato il rubino come pietra simbolo per ovvi motivi. Innanzitutto il colore della pietra è rosso intenso, colore da cui prende il nome la nostra città, cabo “ROJO”. Il colore rosso scuro o rosso "sangue" allude anche al sangue versato dagli abitanti di Caborrojeños in difesa della città in varie occasioni nel corso della sua lunga e ricca storia, come le battaglie: delle miniere di sale, dell'eremo, della difesa del forte La Mela e delle difese di Puerto Real, tra gli altri. Un altro motivo è che il rubino è la seconda gemma più preziosa dopo il diamante, e questo significa che Cabo Rojo, se paragonato al resto dell'arcipelago portoricano, ha molto valore come comune e città in tutta l'isola portoricana. prospettive. Infine, il rubino con la sua durezza, indica la forza e la tenacia che il Caborrojeño mostra come persona in tutte le sue sfaccettature, e con la sua bellezza, il carattere ospitale, amichevole e gentile che mostra personalmente.

#### Animale simbolo

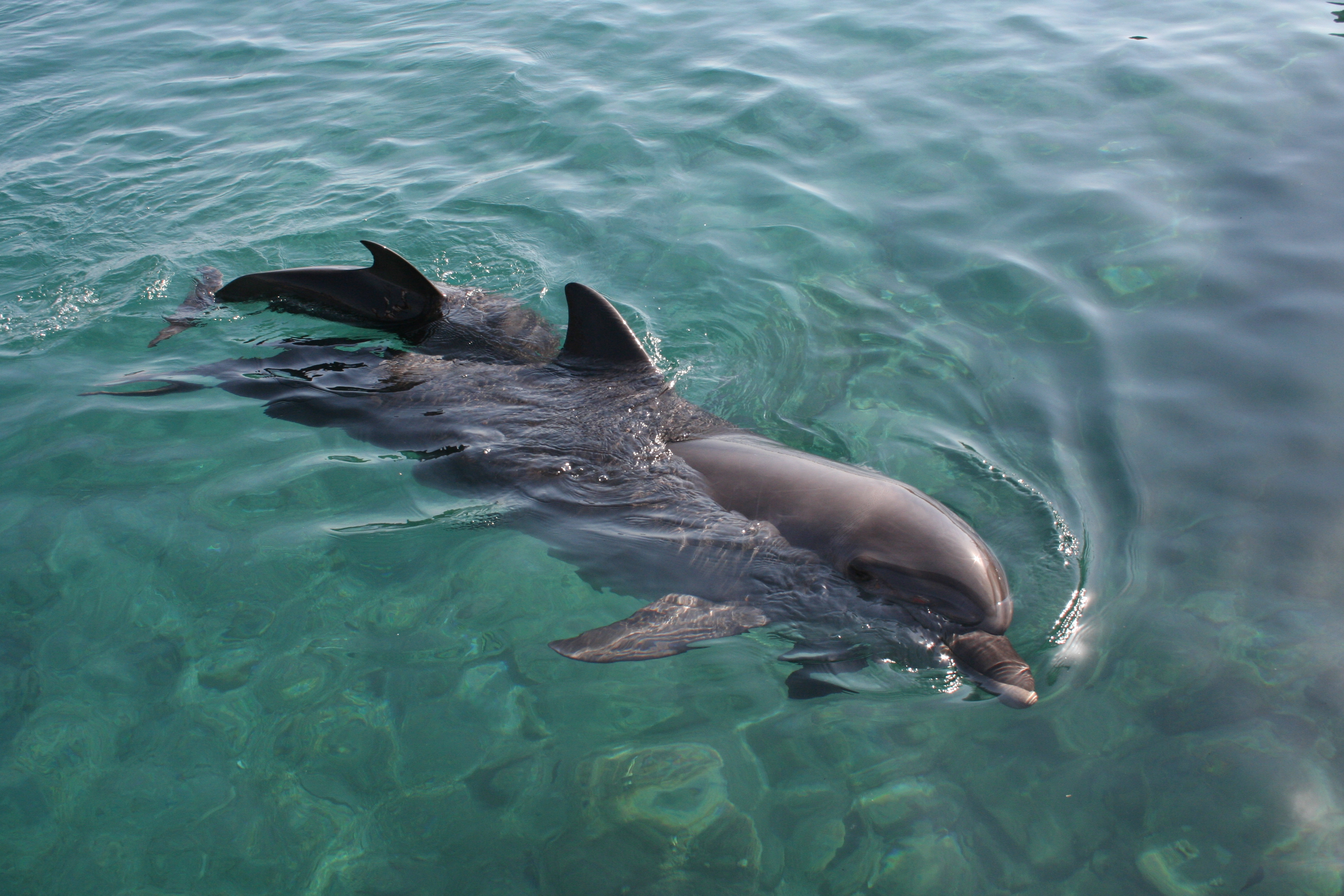
Delfino

Il delfino è stato scelto come animale simbolo per vari motivi. Innanzitutto, i delfini abbondano sulle coste di Cabo Rojo, durante tutto l'anno, ma soprattutto durante la stagione degli amori, quando sono facilmente avvistabili dalla spiaggia nelle loro danze di corteggiamento. Inoltre, il delfino, come il carattere del Caborrojeño, è amichevole, amichevole e docile nel carattere, ma quando viene attaccato di solito difende il suo territorio da qualche minaccia. Questo fatto è dimostrato nel carattere del Caborrojeño del passato quando si ricordano le famose e storiche battaglie di Las Salinas nel quartiere di Boquerón; quello del 1585 contro gli inglesi e quello del 1769 quando i Caborrojeños difesero nuovamente Las Salinas, questa volta armati di asce, contro un gruppo di invasori della città di Aguada. A causa di questa battaglia il settore assume il nome di El Combate. Un'altra battaglia ebbe luogo davanti all'Eremo di San José, nella quale i Caborrojeños difesero con grande coraggio e tenacia l'ingresso al paese dagli invasori del vicino paese di San Germán. A causa di queste importanti battaglie, i Caborrojeños acquisiscono il nome "Mata con Hacha". Infine, il delfino rappresenta la galanteria dei Caborrojeño e il comando che esercitano sul mare e sulle sue ricchezze ittiche.

#### Struttura simbolo

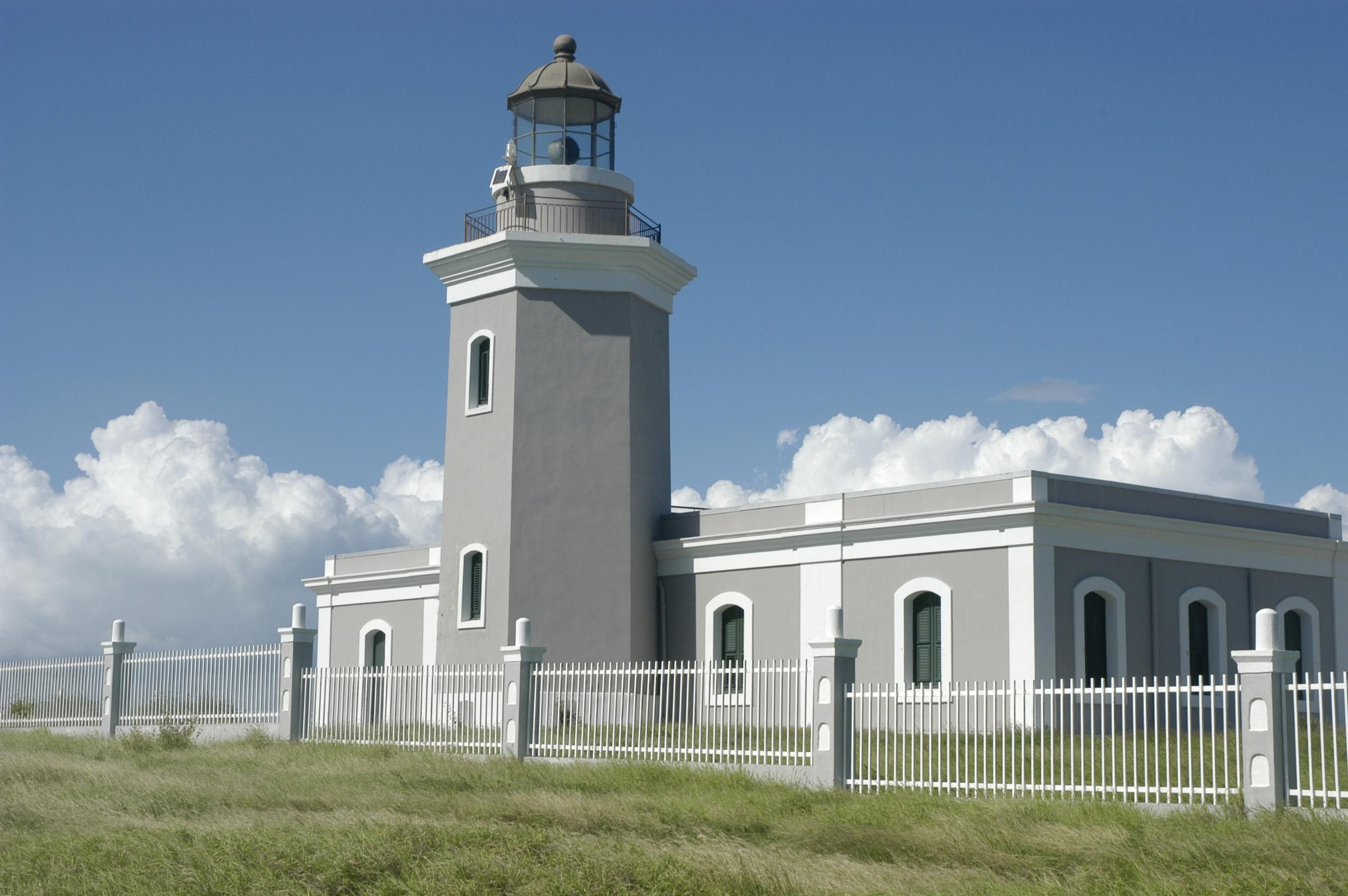
Faro Los Morrillos

Il Faro Los Morrillos è la struttura simbolo della città di Cabo Rojo perché è la struttura o edificio di Cabo Rojo più riconosciuto dai portoricani come appartenente alla città. Quando un portoricano osserva la struttura del faro in foto o video, indipendentemente dal fatto che sia identificato come faro di Cabo Rojo, gli viene subito in mente la città di Mata con Hacha, perché questo edificio è facilmente identificabile in tutto Porto Rico come un'icona di Cabo Rojo. Inoltre, il faro stesso si trova sullo splendido Cabo Los Morrillos come un guardiano che si prende cura e custodisce l'ingresso della città e tutti i tesori geografici e marittimi che offre sia alla gente del posto che agli stranieri. Come fatto rilevante e importante, il faro è la struttura più meridionale dell'arcipelago di Porto Rico, costruito nel 1881, all'estremità meridionale di Borínquen.

#### Frutto tipico

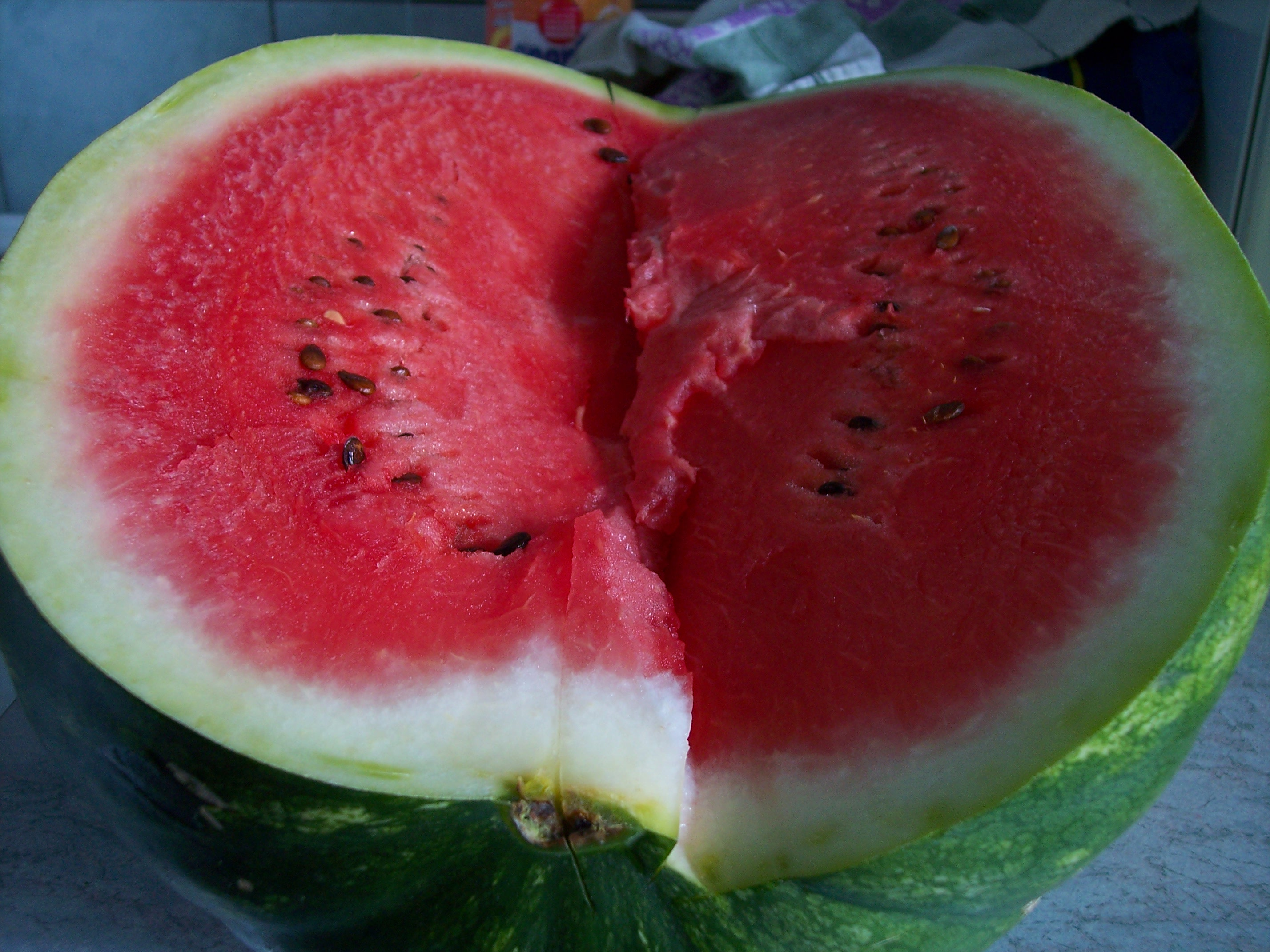
Anguria

L'anguria è il frutto tipico della città per alcuni motivi. Sulla costa meridionale del comune, più precisamente nella zona del Corozo, questo frutto veniva coltivato in grandi quantità per il commercio locale ed estero. Per un certo periodo divenne il frutto più coltivato sulla costa sud-occidentale di Cabo Rojo. Anche nel quartiere di Boquerón, all'estremità meridionale della baia di Boquerón, si chiama Punta Melones, per l'accoglienza che ha avuto la coltivazione di questo frutto in quella regione. Il melone, al centro, esibisce uno dei colori distintivi di Cabo Rojo, il rosso. Infine, il melone ha un sapore rinfrescante e rilassante, che si potrebbe dire alluda al modo in cui si sentono i visitatori che vengono in questa città in cerca di relax in un ambiente rinfrescante e attraente.

#### Piatto tipico

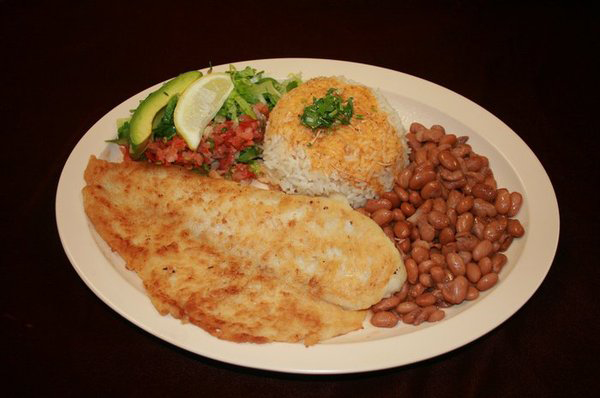
Riso, fagioli e pesce fritto

Riso e fagioli accompagnati da pesce fritto compongono il piatto tipico di Cabo Rojo. Questo piatto non solo descrive il Caborrojeño come portoricano, poiché riso e fagioli sono i cibi nazionali di Porto Rico, ma incorpora anche il pesce, che è il principale prodotto della pesca nei villaggi di pescatori e nei pescatori indipendenti. Il pesce, essendo così tipico e comune in città, dà il tocco Caborrojeño a questo piatto. In molte case questo piatto viene preparato quasi quotidianamente, data l'accessibilità del pesce, il prodotto principale delle nostre coste. Il pesce è diventato un ingrediente essenziale dei nostri piatti culinari e viene consumato a Cabo Rojo in tutti i modi possibili di preparazione.

#### Dolce tipico

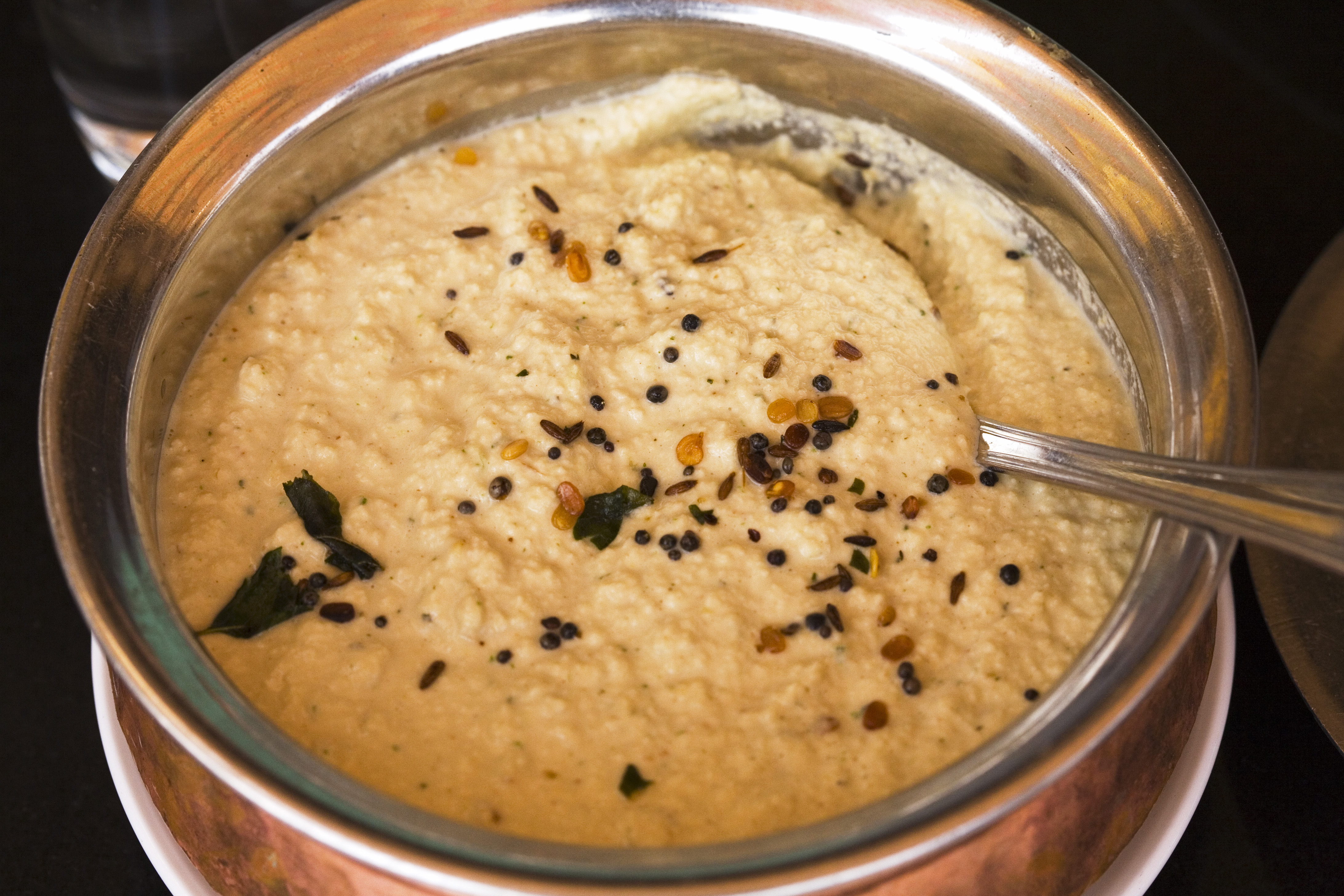
Crema al Cocco

La crema al cocco è il dolce tipico più caratteristico di questa città.
Per iniziare, è a base di cocco, un ingrediente facile da preparare che si può trovare in tutta la costa Caborrojeña. È stato scelto come dolce tipico per l'accoglienza che ha avuto ed è tuttora presente nelle varie regioni. Fino a poco tempo fa esisteva nel centro di questa città una famiglia con il nome "Los Cremeros" a cui era dedicato produrre e vendere attraverso il "pregón" nelle strade e nella Plaza Dr. Ramón Emeterio Betances y Alacán de Cabo Rojo questo aromatico e provato dolce. Questo dolce, Caborrojeño come il faro e il pirata Cofresí, non solo si prepara nel Centro, ma si possono anche trovare individui e persino famiglie che si dedicato alla produzione di dolci in aree come: El Combate, Boquerón, Guaniquilla e Las Palmas. La crema al cocco è ancora il dolce più rappresentativo di questa città.

#### Distintivo storico

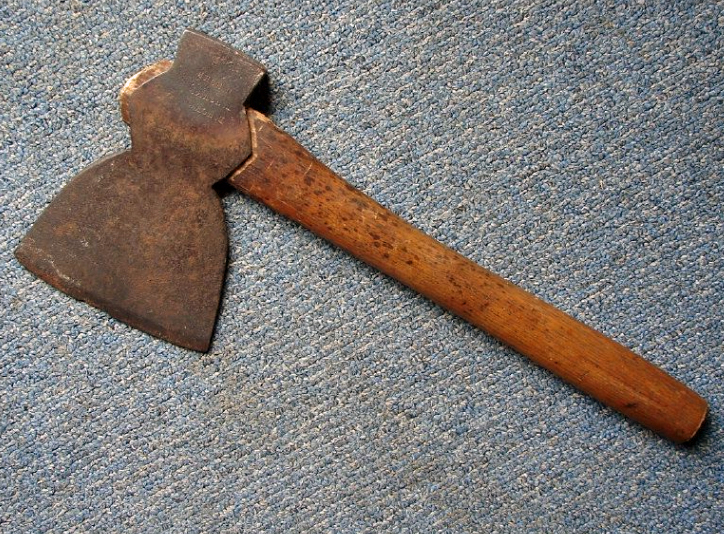
Ascia

L'ascia è diventata il simbolo per eccellenza della cultura e della storia della città di Cabo Rojo. Non c'è altro elemento di questo tipo che identifichi il Caborrojeño tanto quanto l'ascia. Essendo uno strumento di lavoro domestico, a quel tempo uno dei più utilizzati nella regione, divenne un'arma di difesa contro diversi attacchi diretti contro questa città da altre regioni locali. In quelle occasioni, i Caborrojeños espulsero e difesero coraggiosamente Las Salinas e altri luoghi dagli attacchi, ottenendo così il sorprendente soprannome di "Mata con Hacha" (Uccidi con un'ascia). Riconosciuto a livello nazionale come simbolo di questa città, famosa per la difesa dei suoi territori e possedimenti attraverso la sua storia ricca e leggendaria. L'illustre politico Caborrojeño, Antonio Fas Alzamora, ex presidente e attualmente senatore di spicco dell'Assemblea legislativa del governo di Porto Rico, ha adottato questo strumento come proprio simbolo, per il suo profondo e radicato orgoglio di essere figlio di questo città. Nessun altro comune di Porto Rico ha questa distinzione e peculiarità.

## Geografia fisica

### Territorio

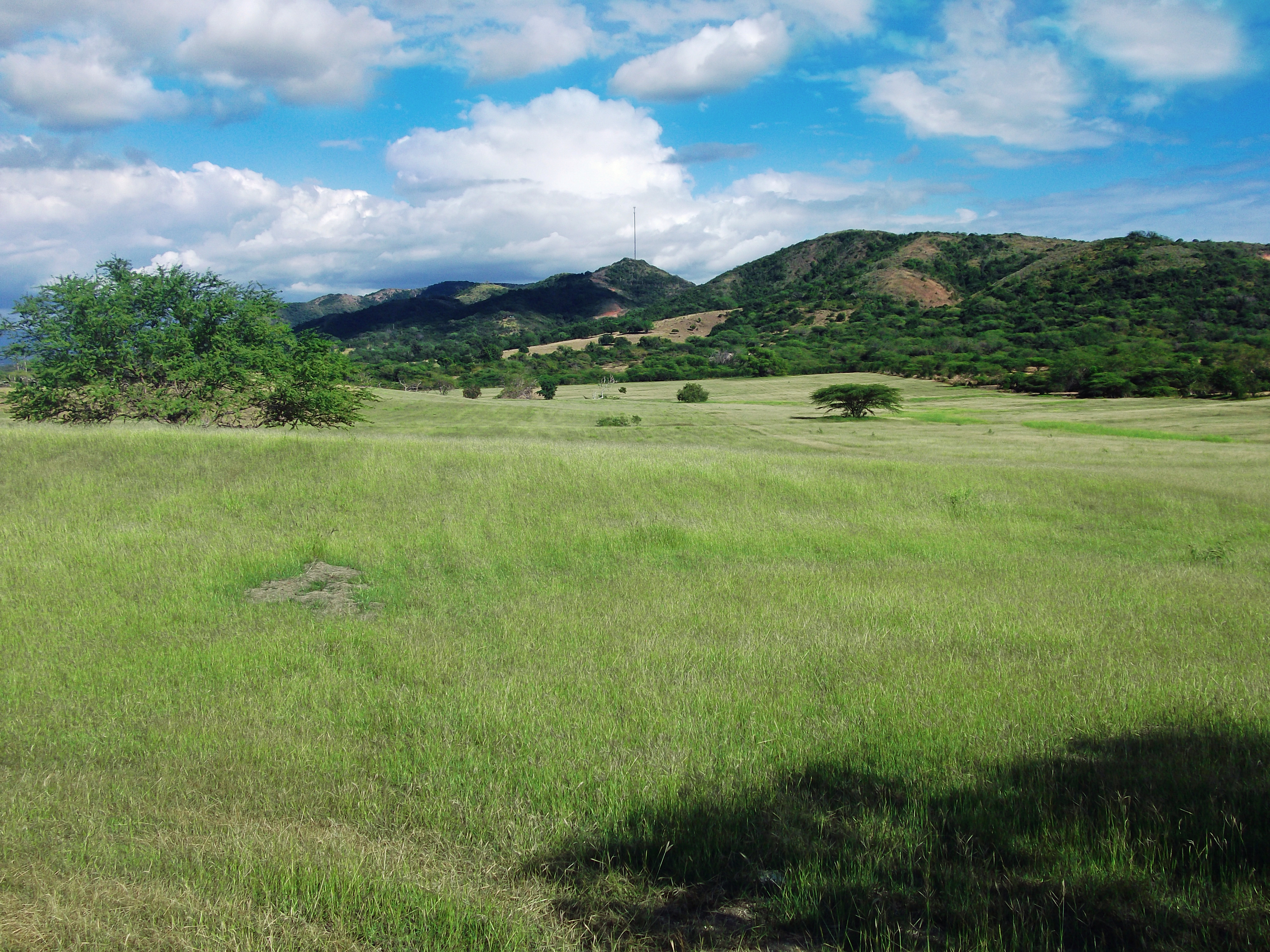
Sierra Bermeja.

Cabo Rojo si trova nell'estremo sud-ovest di Porto Rico. La sua area si estende su 70,4 miglia quadrate (182,5 km²).
Questa città si distingue per la diversità della sua geografia, delle sue risorse naturali e della biodiversità dei suoi ecosistemi. Tra le sue bellezze ci sono le sue spiagge, le sue lagune (Atolladero, Joyuda, Guaniquilla e Caño Boquerón), le sue baie (Bramadero, Puerto Real, Boca Prieta, Boquerón, Salinas e Sucia), le sue saline, la Foresta Demaniale di Boquerón e la Sierra Bermeja. Questi elementi rendono questo luogo una destinazione di vacanza importante e un punto di ricerca scientifica a Porto Rico. Per questo motivo, questo comune ospita la Riserva nazionale della fauna selvatica di Cabo Rojo, che comprende il Centro Interpretativo Las Salinas e dispone anche di due laboratori marini situati a Punta Arenas e El Combate. Un'altra attrazione è la grotta del leggendario Pirata Cofresí dove si dice abbia nascosto il bottino rubato alle navi mercantili che solcavano la regione.
Il 12 agosto 2000 è stata approvata la Legge n. 73 che istituisce il Programma per la Promozione, Tutela e Conservazione delle spiagge di Porto Rico che aspirano alla Bandiera Blu. Essa è un riconoscimento internazionale che identifica le spiagge che hanno o garantiscono sicurezza, eccellenti servizi infrastrutturali (bagni, docce, fontane, ecc.), programmi per il riciclaggio dei rifiuti solidi, educazione ambientale ed eccellente qualità della guida, tra gli altri criteri. Attualmente la Playa de Boquerón possiede questa distinzione.

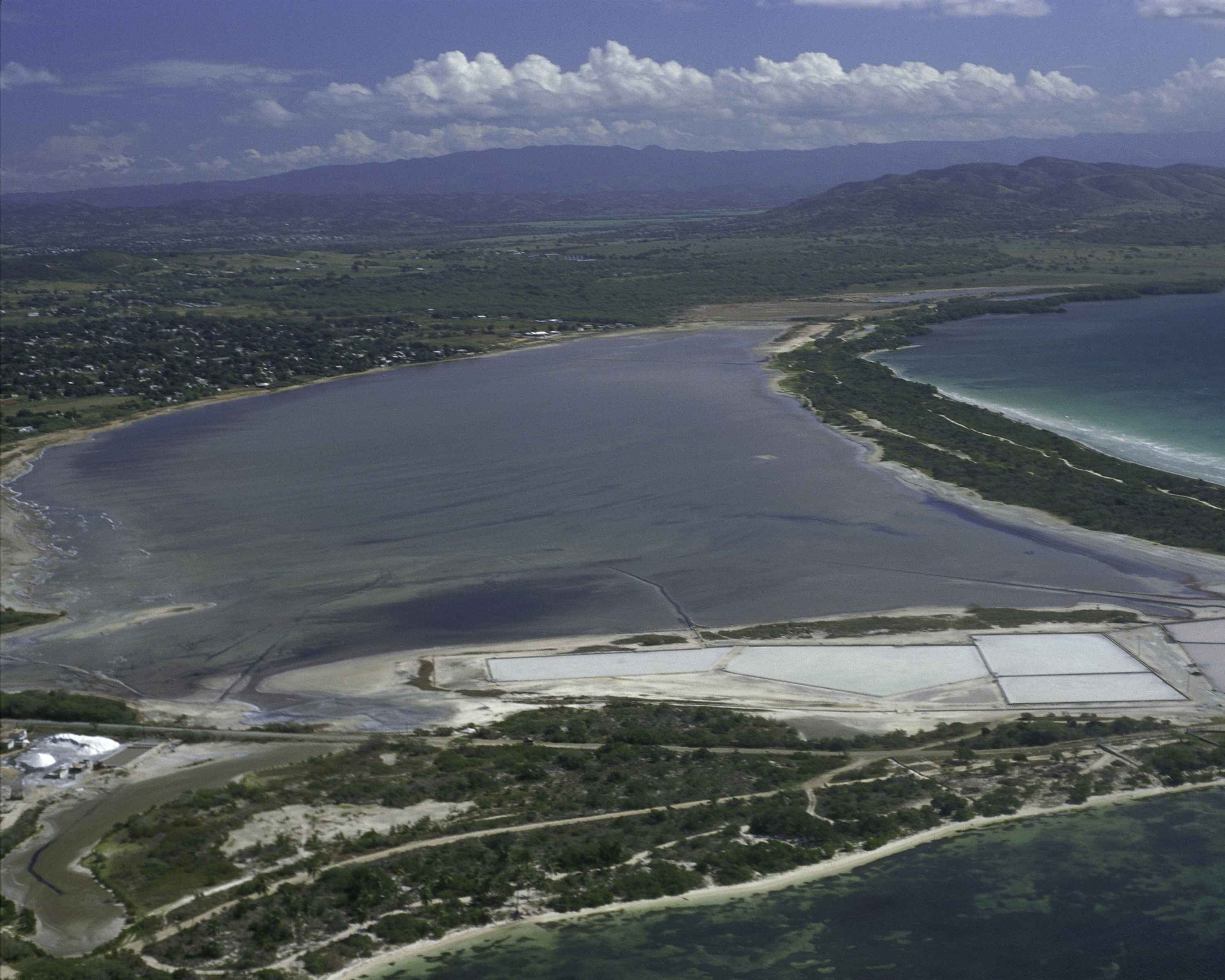
Riserva nazionale della fauna selvatica di Cabo Rojo.

La Sierra Bermeja, nella zona sud della città, è la formazione rocciosa più antica dell'arcipelago di Porto Rico, per questo motivo Cabo Rojo riceve il soprannome di "Donde Surgió la Patria" (Dove è nata la patria), perché questa catena montuosa fu la prima ad emergere dal mare al momento dell'emergere dell'arcipelago di Porto Rico dalle acque del Mar dei Caraibi.
Appartiene alla sottoregione delle valli costiere occidentali. Questa topografia consente di utilizzare il 38% delle sue terre per l'agricoltura, in particolare per piantare angurie, pomodori e peperoni. Altre aree hanno rilievi come la Sierra Bermeja, la catena montuosa della Sabana Alta, il Monte Grande e i Peñones de Melones. Tra le sue altezze più alte ci sono Cerro Mariquita di 988 piedi (301,14 metri), Cerro de Buena Vista di 850 piedi (259 metri), Cerro Vargas di 650 piedi (198,12 metri) e Cerro Conde Ávila di 394 piedi (120 metri).

### Idrografia
I fiumi Guanajibo, Novillo e Viejo attraversano questo comune. Anche il Canale d'irrigazione, il Cajul Arroyo e i ruscelli attraversano il suo territorio: Boquerón, La Costa, Los Chorros, Formina, Grande, González, Irrizary, Mendoza, Los Pajaritos, La Piedra, Pileta, Las Piñas, Teresa e Zumbón. Spiccano inoltre le lagune di Bocanasilla, Atolladero, Joyuda, Guaniquilla e Caño Boquerón. Numerose baie delimitano la sua costa: Bramadero, Puerto Real, Boca Prieta, Salinas e Sucia. Dispone inoltre di un gran numero di punti tra cui: Guanajibo, Arenas, Ostiones, Carnero, La Mela, Guanaquilla, Moja Casabe, Águila, Molino e Pitahaya. Il Rifugio degli uccelli di Boquerón si trova nell'omonimo quartiere, considerato un santuario degli uccelli protetti e delle specie endemiche di Porto Rico. Questo santuario è completato da vari progetti di rimboschimento nella Riserva nazionale della fauna selvatica di Cabo Rojo e sull'isola di Mona. Nel caso di quest'ultima, si prevede di controllare l'erosione subita da detta isola piantando mangrovie e installando barriere coralline.

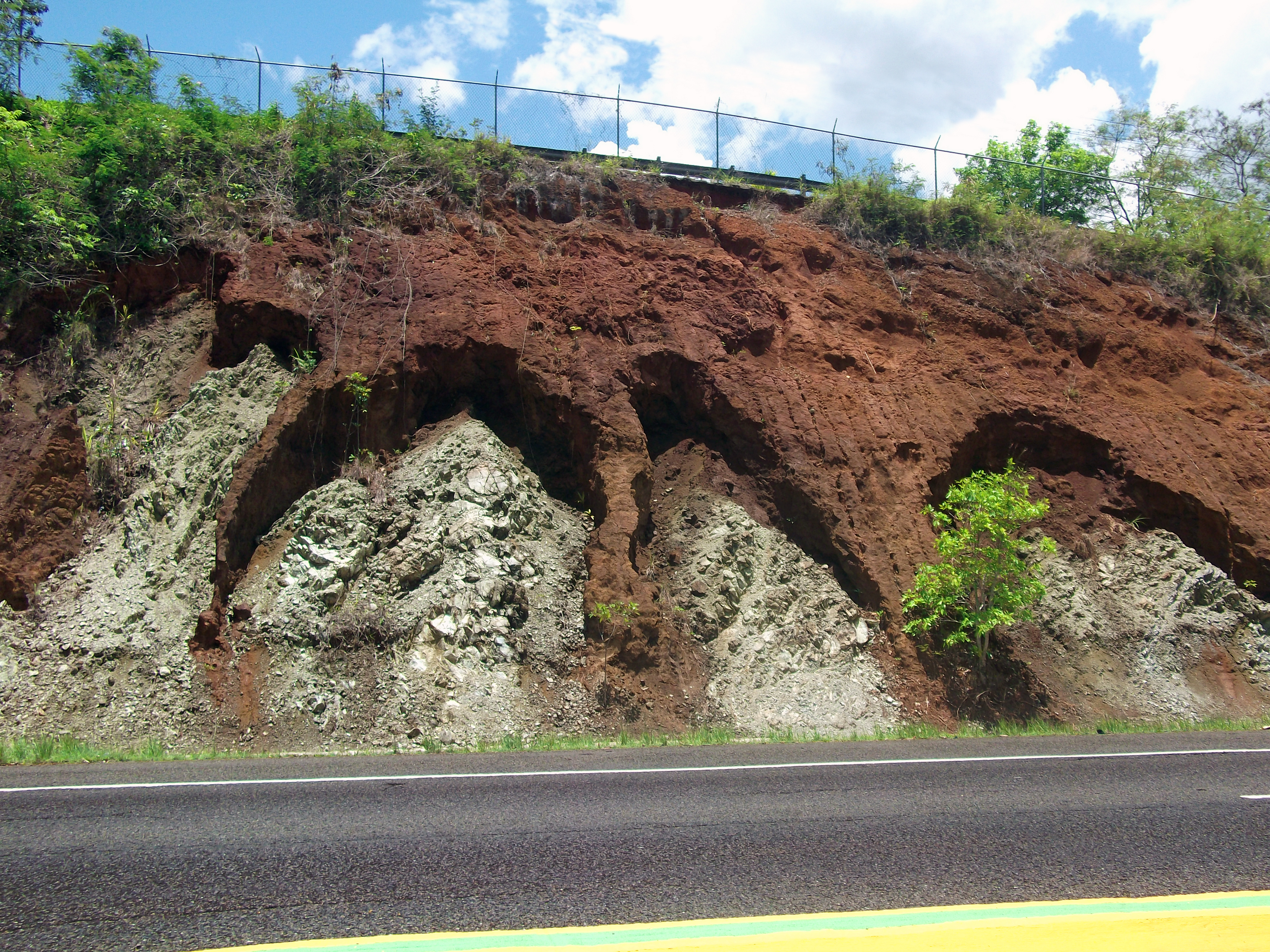
Strati di roccia e minerali in PR-100.

Cabo Rojo possiede importanti sistemi di mangrovie, alcuni dei quali sono in pericolo a causa della pressione di sviluppo che subiscono. Tra questi ricordiamo: la Baia di Boquerón, con 48,74 prolunghe; Dirty Bay, corde 89,35; Caño Boquerón, con corde 98,06; Joyuda, con 80.22; Laguna Joyuda, con corde 119,82; Puerto Real, il più sviluppato con 153,32 acri; Punta Guaniquilla, con 66,00 corde, Punta La Mela, il sistema più piccolo con 17,26 corde; e Punta Ostiones, la più grande di tutte con 246,74 ettari. Insieme, questi sistemi ammontano a 919,51 acri, che equivalgono all'1,9% del territorio di Cabo Rojo.
Las Salinas è operativa dal 1511, è stata la prima industria dell'isola e delle Antille. Il sale diventa un prodotto di scambio a causa della mancanza di valuta. Alcuni dei suoi amministratori furono Román Baldorioty de Castro e la famiglia Colberg. In questo settore iniziò il primo movimento di sciopero dell'isola, a favore dei migliori benefici per i lavoratori, dando origine alla parola "salario". Questa zona è ecologicamente importante perché migliaia di uccelli fanno la loro ultima sosta per nutrirsi nell'emisfero settentrionale, nelle saline di Cabo Rojo, prima di raggiungere il Sud America durante la loro emigrazione annuale. Le saline fanno parte del Cabo National Wildlife Refuge, gestito dal Fish and Wildlife Service. L'area comprende 1.249 acri di lagune, saline, foresta secca e mangrovie. Le sue grandi lagune sono Fraternidad e Candelaria, che dispongono di un proprio sistema di evaporazione e di un impianto di lavorazione del sale. Nel 2011 Las Salinas ha festeggiato i 500 anni di funzionamento continuo.

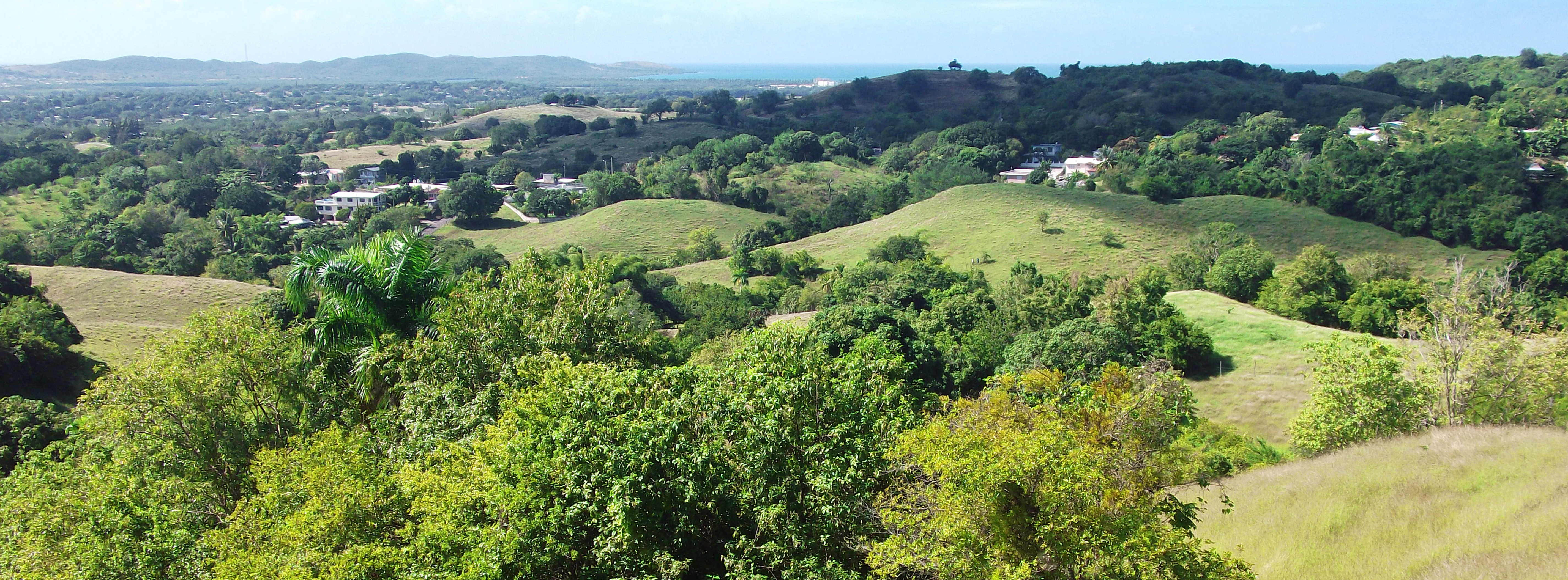
La baia di Boquerón vista dalle montagne di Llanos Tuna.

### Strutture di interesse storico-architettonico
Il Registro Nazionale dei Luoghi Storici del Dipartimento degli Interni degli Stati Uniti d'America comprende il Faro Los Morrillos di Cabo Rojo (1981) e Punta Ostiones (2004). Sono stati individuati più di venti siti archeologici, alcuni classificati come idonei a entrare nel Registro, ma nessuno è adeguatamente documentato.

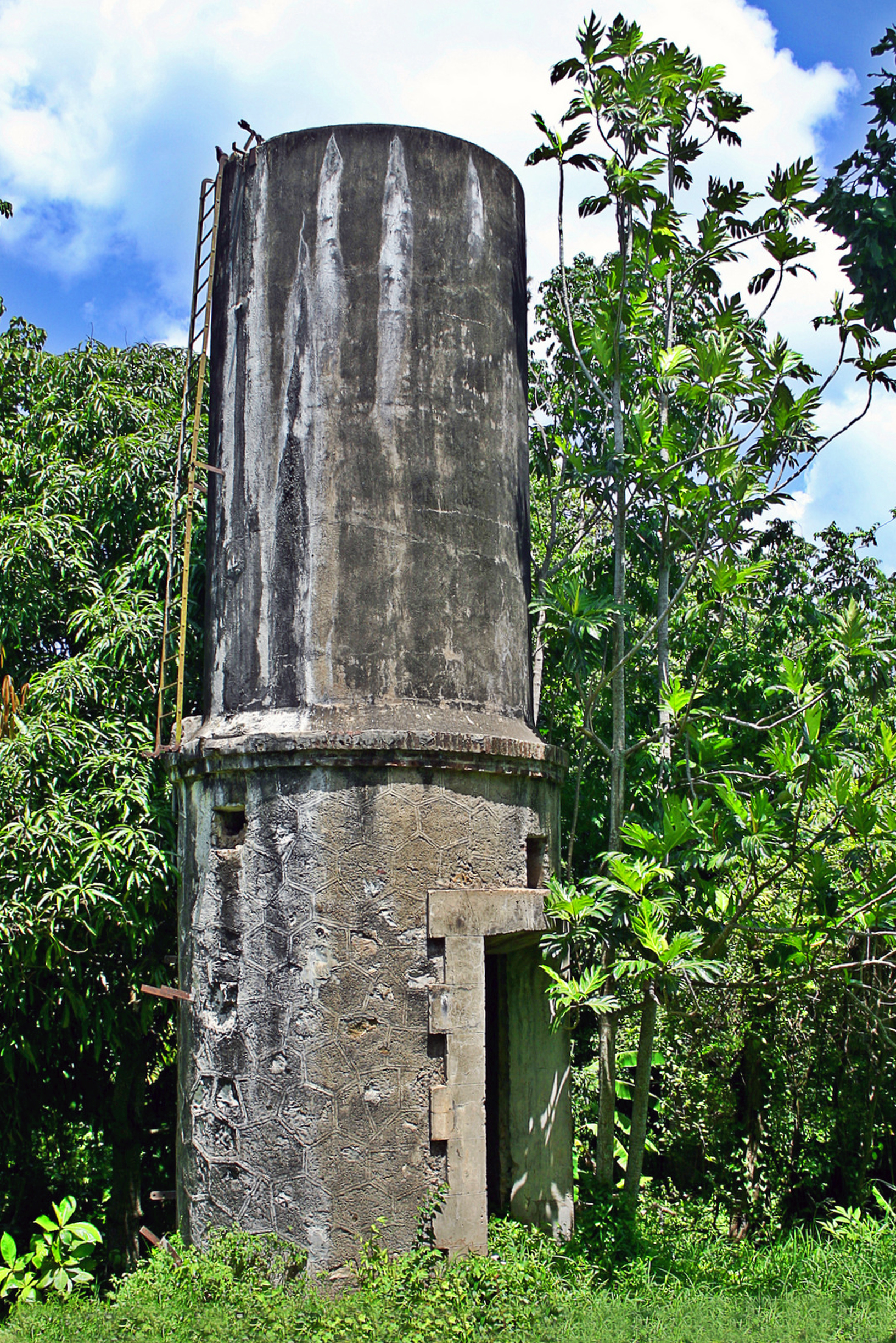
La Cambija nel Barrio Pedernales.

| Sito Archeologico                                    | Posizione                             |
| ---------------------------------------------------- | ------------------------------------- |
| Hacienda Belvedere (resti di camino)                 | PR-102, Barrio Miradero               |
| Hacienda Isabel Josefa                               | Tra i fiumi Viejo e Guanajibo         |
| Ponte del fiume Viejo                                | PR-103, Barrio Bajura                 |
| Stazione ferroviaria - Centro                        | Centro                                |
| Centrale elettrica di Carbonell (edificio rimanente) | Esq. Rius y Mestre, Centro            |
| Torre dell'acqua del treno (La Cambija)              | PR-307, Barrio Pedernales             |
| Fabbrica di canna da zucchero Franqui                | PR-103, Barrio Pedernales             |
| Fabbrica di Cal Wiscovitch                           | Barrio Pedernales                     |
| Tunnel ferroviario                                   | Barrio Pedernales (Proprietà Privata) |

| Haciendas Azucareras | Posizione            |
| -------------------- | -------------------- |
| Hacienda Providencia | Barrio Miradero      |
| Hacienda Buena Fe    | Periferia de Joyuda  |
| Hacienda Gabina      | Barrio Miradero      |
| Hacienda San Carlos  | Barrio Bajura        |
| Hacienda Concepción  | Periferia del Centro |
| Hacienda Dolores     | Barrio Miradero      |
| Hacienda Carmelita   | Barrio Miradero      |
| Hacienda Guillermina | Barrio Miradero      |
| Hacienda Retiro      | Barrio Bajura        |

### Siti archeologici
Il comune ha un gran numero di proprietà e luoghi di valore storico. Sebbene sia vero che si conosca l'ubicazione di decine di luoghi, edifici e strutture di importanza storica, la mancanza di uno studio approfondito ne rende difficile la corretta gestione. In base all'esistenza di questi luoghi si può argomentare e prevedere l'esistenza di altri.
Cabo Rojo è attualmente uno dei comuni con il maggior numero di siti archeologici identificati (scavi e non) e un'area sensibile in questo senso. Questi luoghi, di grande pregio, variano nelle loro caratteristiche. Tra questi, depositi di conchiglie indigeni, luoghi di sepoltura, antichi insediamenti umani, edifici dell'epoca coloniale spagnola, tra gli altri.

### Clima

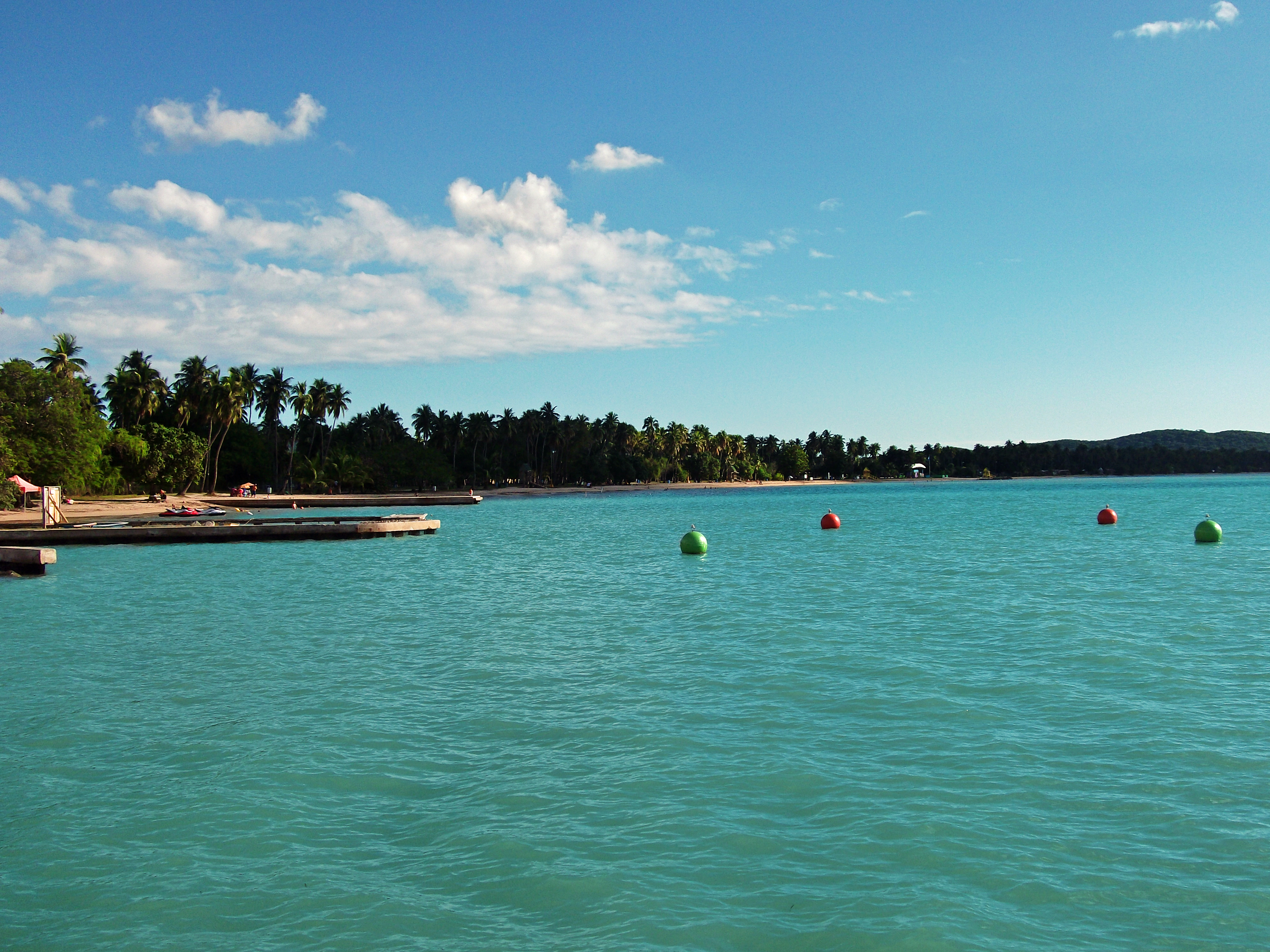
Playa de Boquerón

Secondo la classificazione dei climi di Köppen, Cabo Rojo ha un clima tropicale monsonico. La temperatura media varia leggermente in città, a causa degli alisei tropicali che aiutano a mitigare il caldo e l'umidità durante tutto l'anno. Grazie a questi alisei, Cabo Rojo raramente sperimenta il caldo soffocante e l'umidità che ti aspetteresti di trovare in un clima tropicale (anche se questo è cambiato a causa del riscaldamento globale). In genere dicembre e gennaio sono i mesi più freddi; e luglio, agosto e settembre sono i più caldi.
Sebbene sia tropicale e si trovi nella zona dei Caraibi, Cabo Rojo sperimenta temperature fresche tra novembre e marzo a causa delle montagne vicine e dei fronti freddi. I mesi più secchi vanno da gennaio ad aprile, tuttavia, a causa dei venti, si verificano precipitazioni anche in questi mesi. Come molti altri posti nei Caraibi, Porto Rico e quindi Cabo Rojo, è molto suscettibile agli uragani. Ci sono i pericoli delle depressioni tropicali e degli uragani nei mesi da giugno a novembre, dove le piogge possono diventare forti e causare inondazioni soprattutto sulle rive dei fiumi. I venti prevalenti provengono da Nord-Ovest e la velocità media è più alta nel mese di luglio, raggiungendo fino a 17 miglia orarie.
Le precipitazioni nel Comune di Cabo Rojo sono abbondanti, con una media di 68,5 mm, che possono variare da 55,9 a 72. I mesi di maggio, agosto, settembre, ottobre e novembre sono quelli che riflettono le maggiori precipitazioni: 8,42, 7,32; 10.01, 9,39 e 8,24 mm rispettivamente. I mesi in cui le precipitazioni sono minori sono dicembre, gennaio, febbraio e marzo con 3.01; Rispettivamente 1,72, 2,35 e 3,41 mm. Cabo Rojo è caratterizzato dalle sue diverse regioni, che variano da montagne umide e fresche (metà settentrionale) a regioni dove le precipitazioni sono molto scarse (metà meridionale). La sua temperatura varia anche all'interno della sua ampia geografia. Cabo Rojo ha un gran numero di sistemi naturali presenti a Porto Rico, ecosistemi così diversi come la foresta secca subtropicale, le mangrovie, le lagune ipersaline, gli stagni d'acqua dolce, i corsi d'acqua intermittenti, le grotte, le foreste, i fiumi, le paludi, le montagne, gli estuari, le scogliere, le formazioni vulcaniche e la maggiore quantità in miglia di costa rispetto a qualsiasi altro comune di Puerto Rico. Questi sistemi hanno prosperato in tutto il territorio Caborrojeño proprio grazie alla sua varietà climatica.

## Suddivisioni amministrative

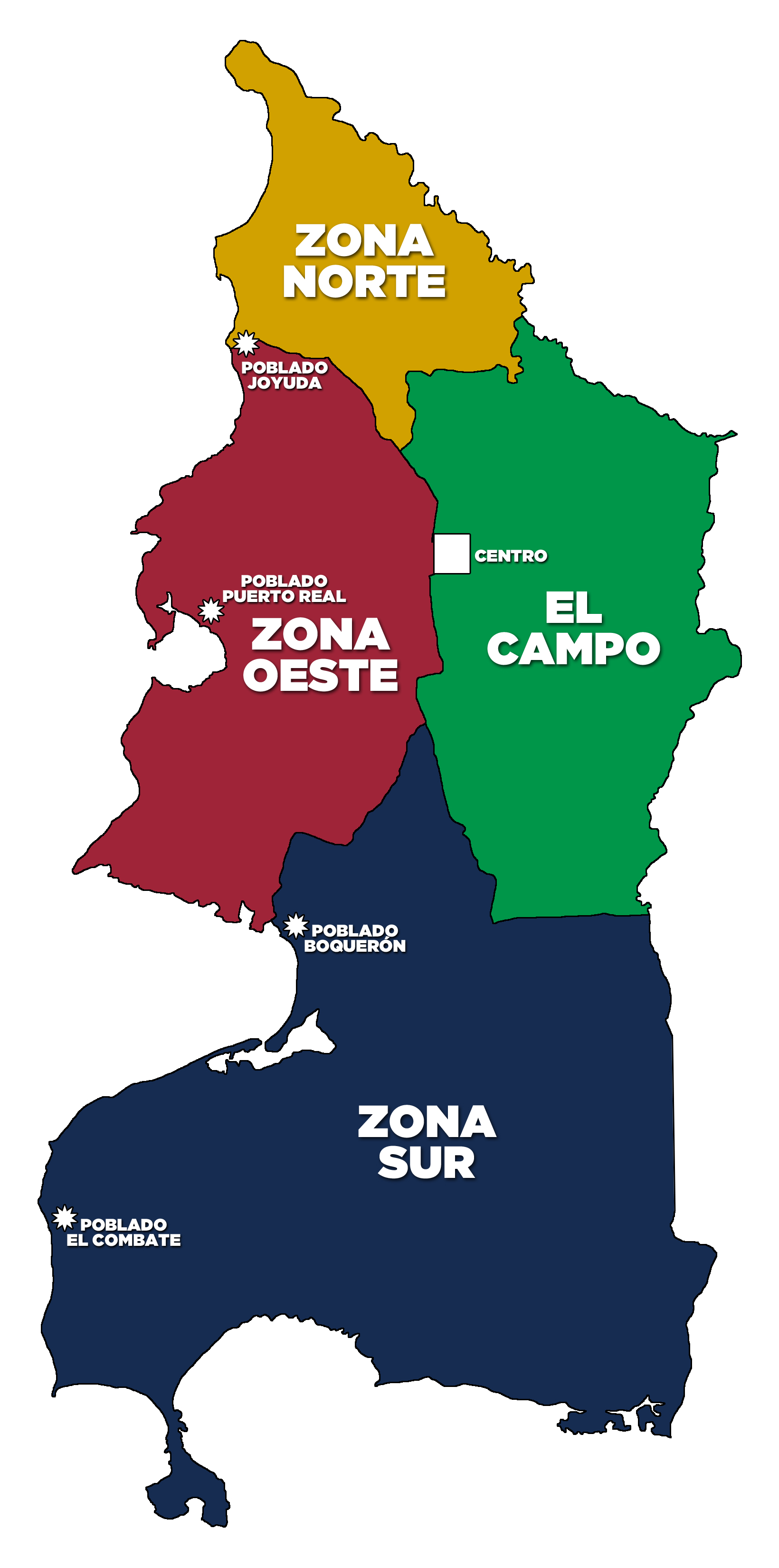
Distretti di Cabo Rojo

La città è comunemente divisa nel centro amministrativo (Centro); la zona turistica più ricca (Zona Sur); la zona residenziale meno abbiente (Zona Norte); le periferie della costa occidentale (Zona Oeste) e la regione interna (El Campo). Ognuno con le proprie qualità, tratti culturali e punti di interesse che li differenziano gli uni dagli altri.

### Centro

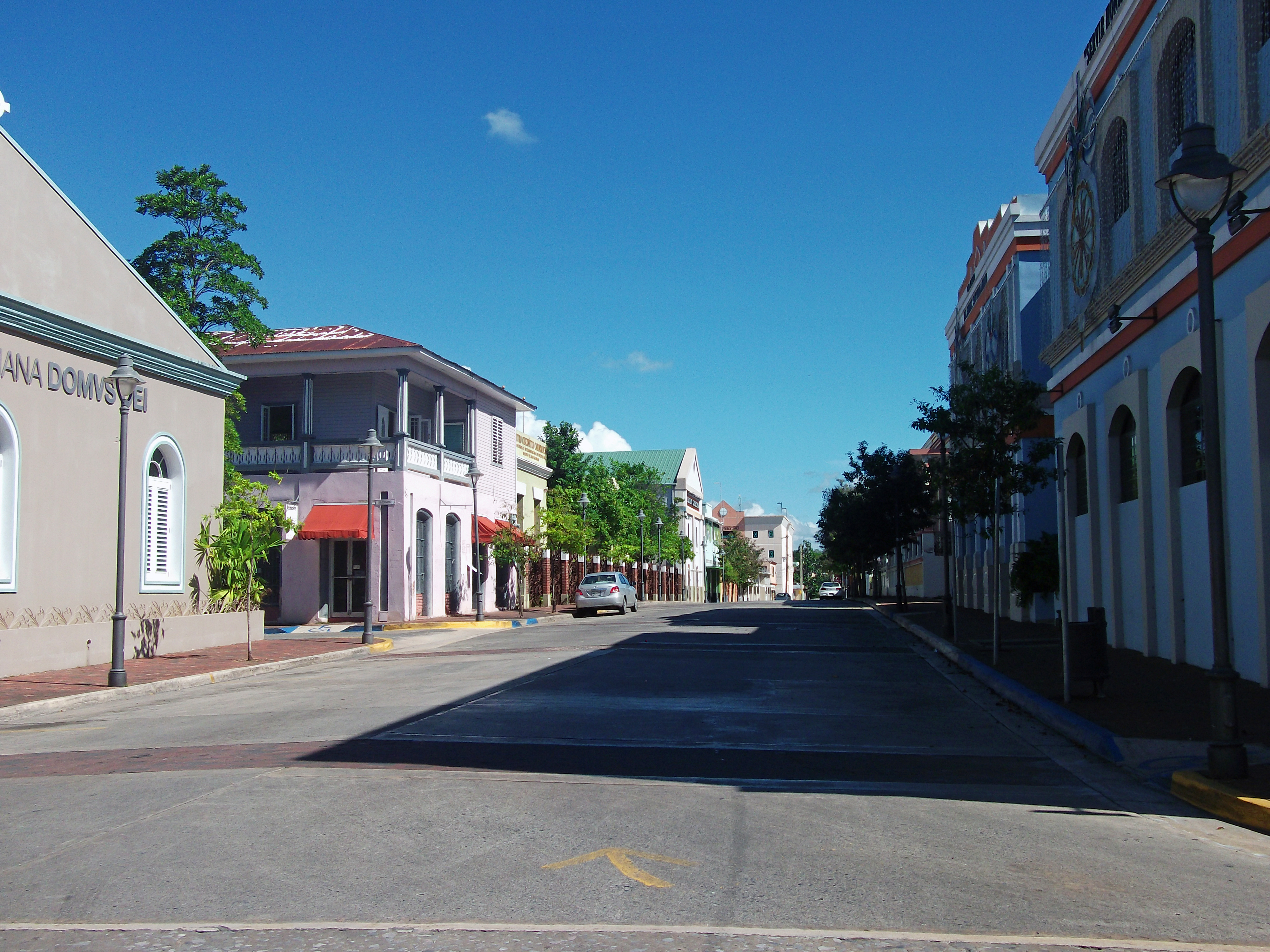
Calle Betances - Centro

Centro è il cuore storico della città, nonché il suo centro amministrativo e finanziario. Alcuni luoghi di interesse includono Plaza Dr. Ramón Emeterio Betances y Alacán, che è tra i 5 parchi giochi più grandi ed eleganti di Porto Rico. Vi sono alcuni monumenti di grande interesse culturale, religioso e patriottico. Tra queste c'è la Parrocchia di San Miguel Arcángel, di grande ampiezza, bellezza architettonica e ricca di storia che risale alla sua costruzione nel 1783. In stile neoclassico, questa maestosa e bella chiesa è stata dichiarata Monumento Storico Nazionale e contiene le testimonianze di nascita di Betances, Brau e Cofresí. L'Obelisco dei fondatori della città, dedicato a Don Nicolás Ramírez de Arellano e Martinez de Matos, alle 128 famiglie fondatrici e ai 3 nobili cittadini che cedettero gentilmente le loro terre per l'ubicazione della città al momento della sua fondazione: Don José Albino, Don Cristóbal Camacho e Don Antonio Alicea. Questo obelisco è il più alto dei Caraibi. Il Monumento a Salvador Brau y Asencio, primo storico ufficiale di Porto Rico. Questo monumento è uno dei più alti di Porto Rico.
La Fuente - Scultura "1873" che simboleggia le catene spezzate al momento dell'abolizione della schiavitù a Porto Rico il 22 marzo 1873. Anche il monumento a Salvador Carbonell, costituito da una colonna coronata da una croce. Infine, il più importante e rilevante, il Mausoleo del Dr. Ramón Betances y Alacán, Padre della Patria portoricana, abolizionista, medico e il figlio più illustre di questa città. Questa piazza è l'unica a Porto Rico ad avere i resti mortali di un eroe all'interno del suo perimetro. Altre importanti attrazioni del Centro includono il sito dell'ex Eremo di San José, che attualmente è un Centro per anziani. Il Teatro Excelsior (costruito nel 1871), il Centro delle Belle Arti (ex scuola JLM Curry), che fu la prima scuola costruita a Porto Rico sotto il governo americano. La Biblioteca Municipale Doña Blanca Colberg Rodríguez, l'edificio che ospita la Piazza del Mercato, che fu l'ultimo progetto degli spagnoli a Porto Rico prima del cambio di sovranità e il cui progetto originale doveva diventare il teatro più grande di Porto Rico. Le scuole Luis Muñoz Marín e Pedro Fidel Colberg. Alcune delle sue grandi strade includono Calle Brau, Calle Betances e Calle Carbonell. La moderna struttura dell'Ufficio del Sindaco, sede del governo municipale della città, è un altro dei suoi punti di interesse. La costruzione della Chiesa Presbiteriana risale al 1903. Molte strutture signorili sparse nel Centro sono testimoni della ricca storia ed esempi della bellezza architettonica di quel tempo.

### Zona Sur

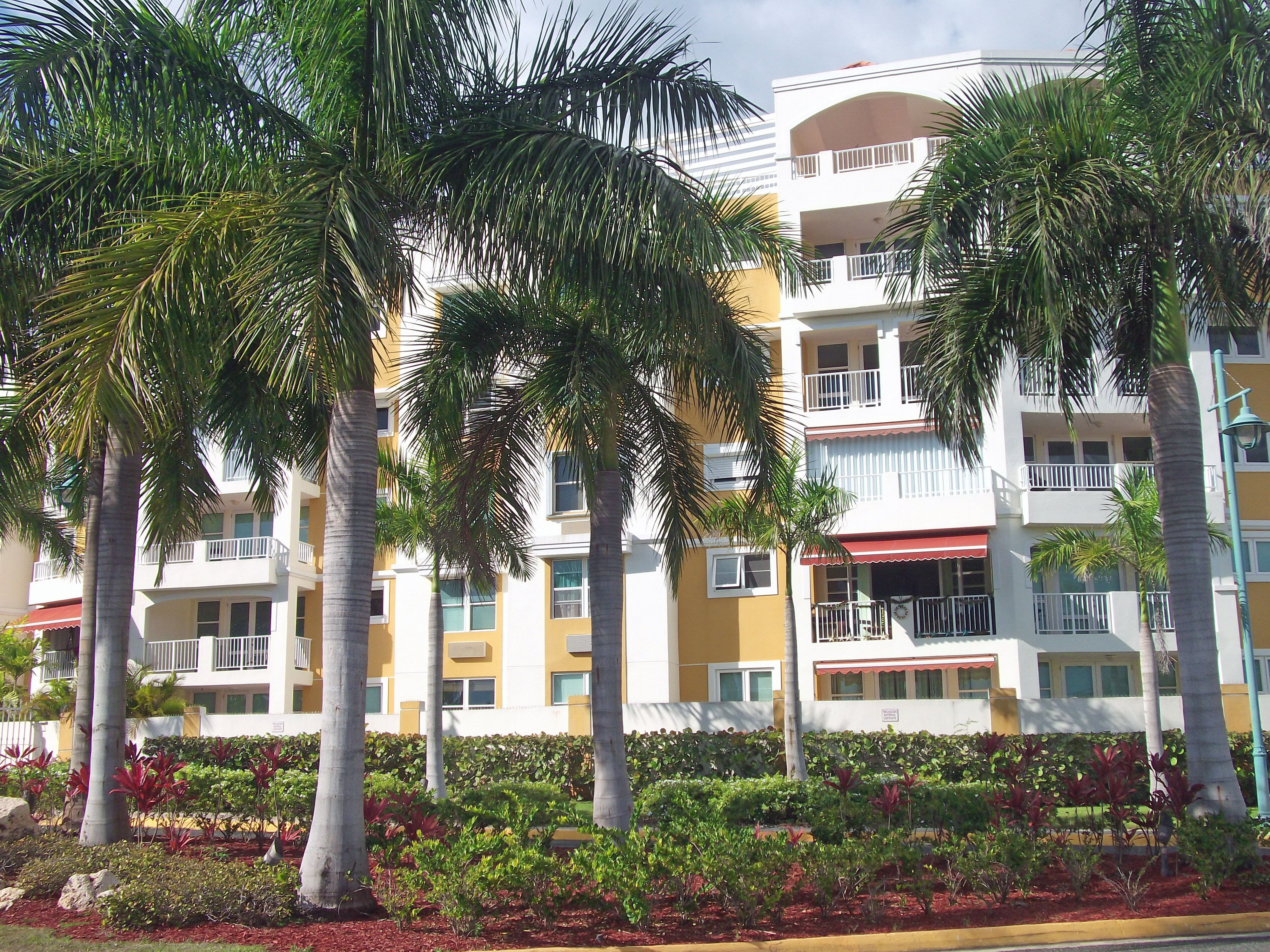
Avenida Atlántica - Zona Sur

La zona sur (sud) di Cabo Rojo è costituita dai quartieri Boquerón e Llanos Costa, che costituiscono la costa balneare più famosa del paese. È la parte più ricca della città e la più conosciuta; la regione di El Combate in particolare ha il tasso immobiliare più costoso nella parte occidentale di Porto Rico. La zona di Boquerón ospita innumerevoli eventi culturali e attrazioni di grande interesse locale e nazionale. Ecco il Balneario de Boquerón, con diverse strutture per il tempo libero e l'intrattenimento dei suoi visitatori. L'estremità settentrionale di questa zona si trova molto vicino al Poblado Boquerón e in totale occupa 3/5 della costa che circonda la baia di Boquerón. A sud della stessa si trovano Los Pozos e Peñón de Melones, il cui nome si riferisce all'industria della coltivazione di questo frutto nella regione. Alla sua vetta si accede tramite veicoli fuoristrada e percorrendo numerosi sentieri (Escursionismo). Offre il maggior numero di viste spettacolari sulla baia e sulla zona circostante, verso il Faro Los Morrillos.
L'omonima zona, dove si trova il faro, offre uno dei panorami più belli di Porto Rico. Questa parte, con i suoi frontoni e le sue grandi scogliere di altezza, mostrano il caratteristico colore rossastro-rame, da cui la città prende il nome. Nelle vicinanze si trovano le Saline di Cabo Rojo (Las Salinas), la più antica industria delle Antille, attiva dal 1511. La Zona Sur è dove si trovano la Riserva di pesca e fauna selvatica e la Foresta di Boquerón, luoghi di incalcolabile valore ecologico, dove si trovano numerose specie di flora e fauna che si trova solo in queste riserve. Pitahaya Beach è un'altra attrazione della regione. Alcune delle attività svolte nella Zona Sur sia dalla gente del posto che dagli stranieri sono il ciclismo, l'escursionismo, la vela, i viaggi in aereo, il birdwatching, il beach volley e in aggiunta a ciò, una disciplina con radici profonde in questa zona è il Tiro con l'arco, per il quale Cabo Rojo dispone delle migliori strutture, nella zona di Samán, in questa zona.

### Zona Norte

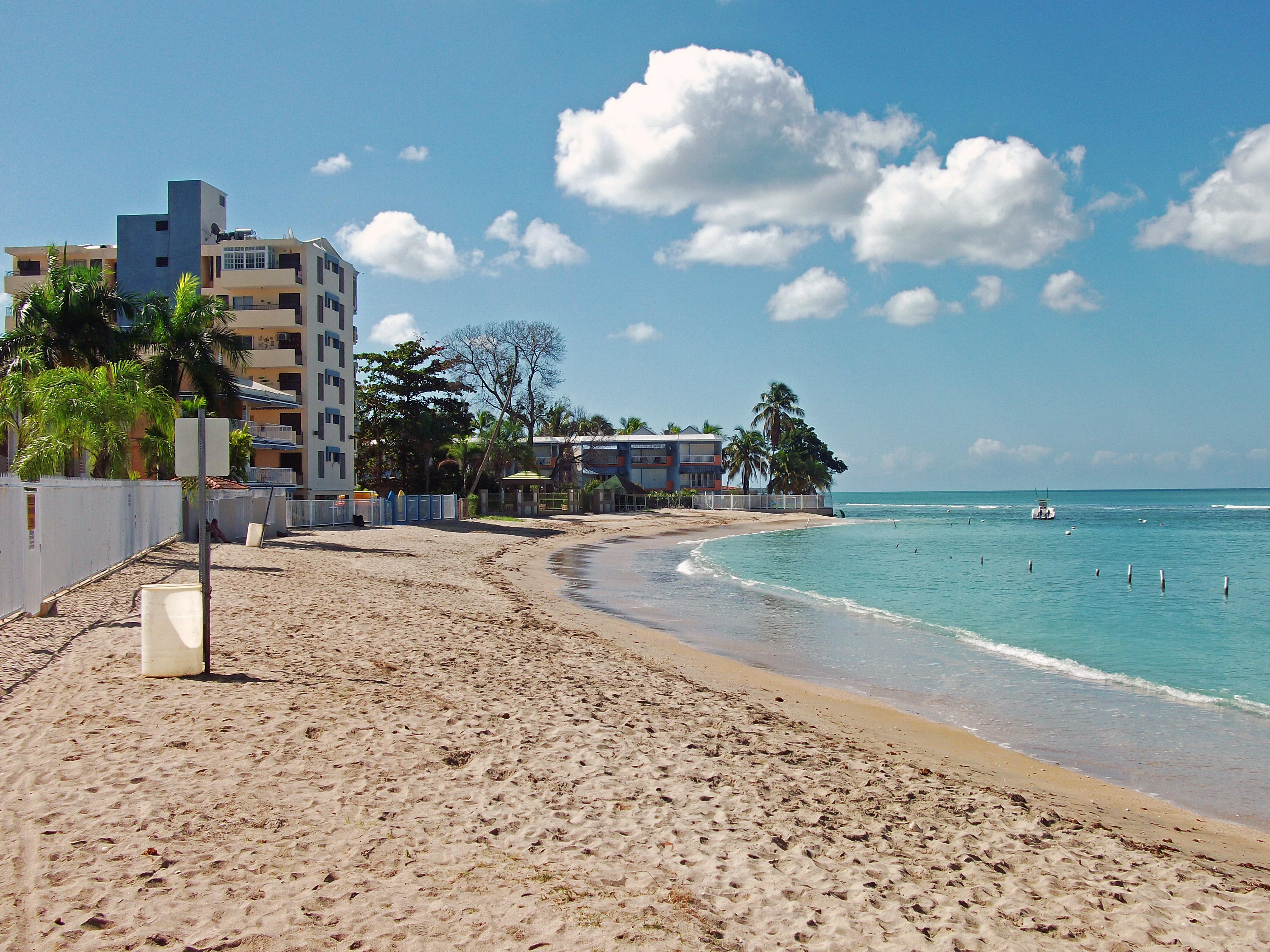
Playa Azul - Zona Norte

La Zona Norte (nord) comprende il quartiere di Guanajibo e inizia alla foce del Río Guanajibo, nel luogo in cui detto fiume separa il Comune di Mayagüez da quello di Cabo Rojo . Questa regione è la sede del Laboratorio di Ricerca sulla Pesca (LIP) del Dipartimento delle Risorse Naturali e Ambientali di Porto Rico, fondato nel 1969. Oltre al Laboratorio, la zona ha anche altre attrazioni turistiche e storiche, come i percorsi ciclabili. Percorsi MTB Monte Pirata, il vecchio penitenziario minorile, l'estuario di Guanajibo, Punta Guanajibo, Punta Arenas, Baia di Bramadero, Playa Azul, Ponte Silva e le Lagune di Bocanasilla, Atolladero e Joyuda.
Quest'ultima è una riserva naturale protetta con numerose specie, ed è una dei 2 bacini naturali a Porto Rico, l'altro è Tortuguero, a Vega Baja, e ha bioluminescenza naturale. La zona è famosa per la sua costa fiancheggiata da residenze, attività commerciali, ristoranti e numerosi condomini e torri residenziali.
Negli ultimi anni sono stati realizzati importanti progetti edilizi residenziali, variando da progetti a costo moderato a quelli ad alto costo. La zona è diventata un luogo attraente in cui vivere, grazie alla vicinanza di grandi centri commerciali, supermercati, luoghi di interesse, della costa, di risorse naturali e di altri comuni. In un punto del confine, dove il Río Guanajibo divide il comune di Cabo Rojo da quello di Hormigueros, si trova un vecchio ponte di ferro, il famoso Ponte Silva dove il 10 agosto 1898 fu combattuta la Battaglia del Ponte Silva dalle Truppe spagnole e nordamericane durante la guerra ispano-americana. Questo ponte, costruito nel 1897, fu in uso fino a soli 20 anni fa, quando accanto ad esso ne fu costruito uno più grande in cemento. Il ponte esiste ancora e deve la sua permanenza al fatto che lo attraversa un'importante conduttura di acqua potabile proveniente dall'Autorità per gli Acquedotti e le Fogne di Porto Rico.

### Zona Oeste

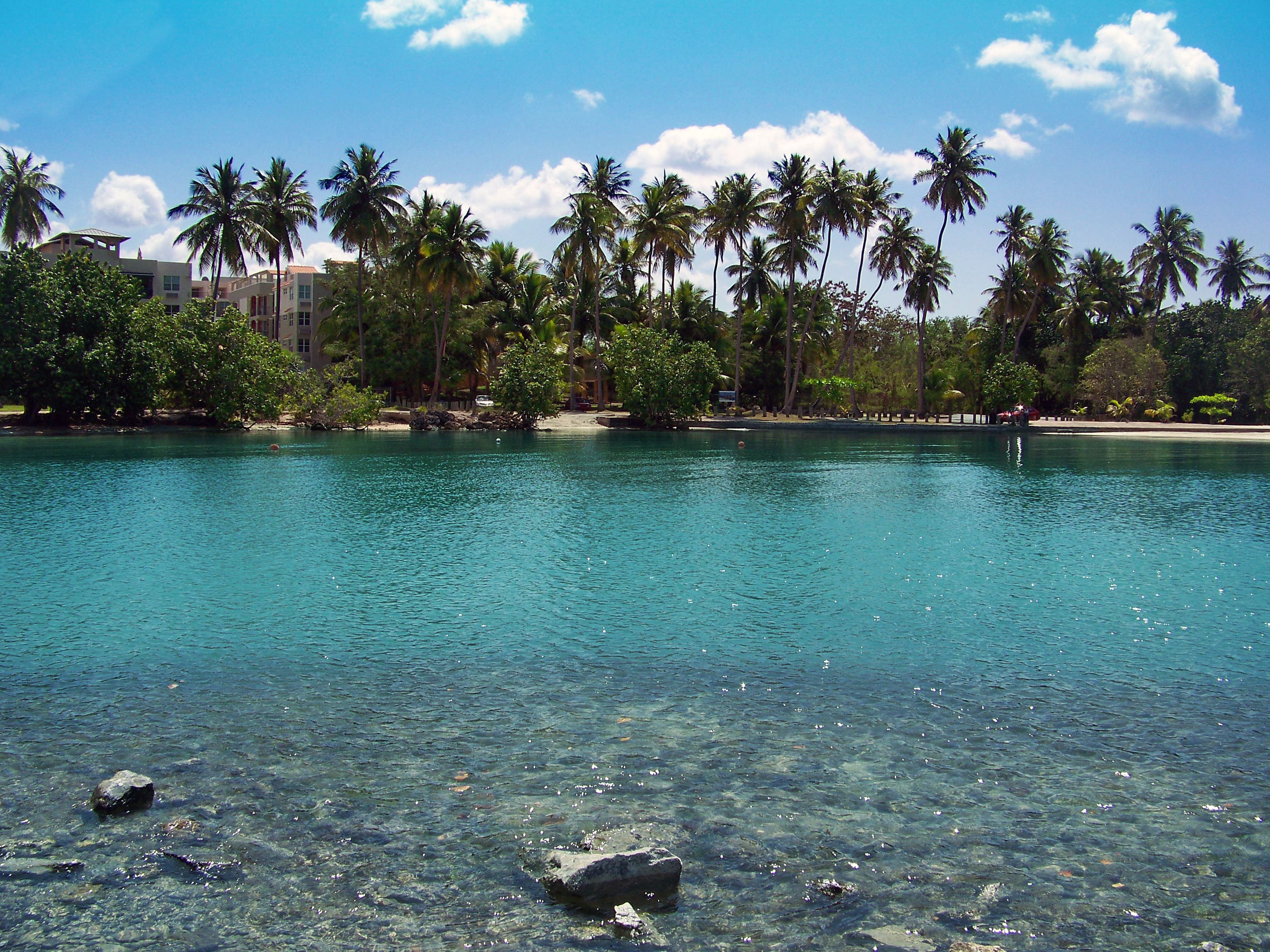
Playa Ostiones - Zona Oeste

Questa zona è stata oggetto di interessanti progetti di sviluppo negli ultimi anni. Comprende i quartieri di Miradero e Pedernales. Esiste un chiaro contrasto sociale tra le zone del Club Deportivo, La Mela e Villa Taína rispetto a grandi comunità come Joyuda, Puerto Real e Guaniquilla. Tuttavia, ciascuno ha le proprie caratteristiche e attrattive di riconoscimento nazionale. Situata sulla costa, a ovest del centro cittadino, questa zona è ricca di risorse naturali, attrazioni, un'importante industria della pesca, vestigia storiche del passato e altre qualità che la distinguono dalle altre regioni della città. Rimane un'area di crescita accelerata, che attrae alcuni dei settori più ricchi della popolazione e stabilimenti commerciali polivalenti. I grandi condomini, i complessi residenziali e i centri abitati di questa zona danno un senso di tranquillità rispetto all'affollato Centro. Le bellissime spiagge di Ostiones, La Mela e Buyé sono molto apprezzate dai residenti della città e i suoi visitatori.
L'area di Guaniquilla/La Mela/Puerto Real conserva importanti reperti e siti del passato storico di Cabo Rojo. A La Mela si trova il sito di quello che era il Fortín de Pedernales, destinato alla difesa dell'antico Puerto Real. Nelle vicinanze si trova La Cambija, una cisterna che riforniva d'acqua il treno circolare scomparso. La stessa Guaniquilla è la città natale del famoso e unico pirata portoricano Roberto Cofresí y Ramírez de Arellano, protagonista di numerose leggende e storie. Ecco la Laguna Seca de Guaniquilla, un punto di prim'ordine per la sua eccezionale bellezza e attrattiva. Il Tunnel Guaniquilla, la Foresta di Pedernales, le fornaci da calce, le cave di conchiglie a Joyuda e Ostiones e il Santuario Schoenstatt sono altre attrazioni della zona. Joyuda è una delle mete preferite per i suoi numerosi ristoranti e alberghi; Puerto Real è la comunità più popolata della città con più di 20.000 persone e il più grande villaggio dei pescatori a Porto Rico. A nord della baia di Boquerón si trova Villa Taína, un esclusivo complesso residenziale di alto pregio. Zona piena di fascino e con un posto glorioso, orgoglio di ogni Caborrojeño.

### El Campo

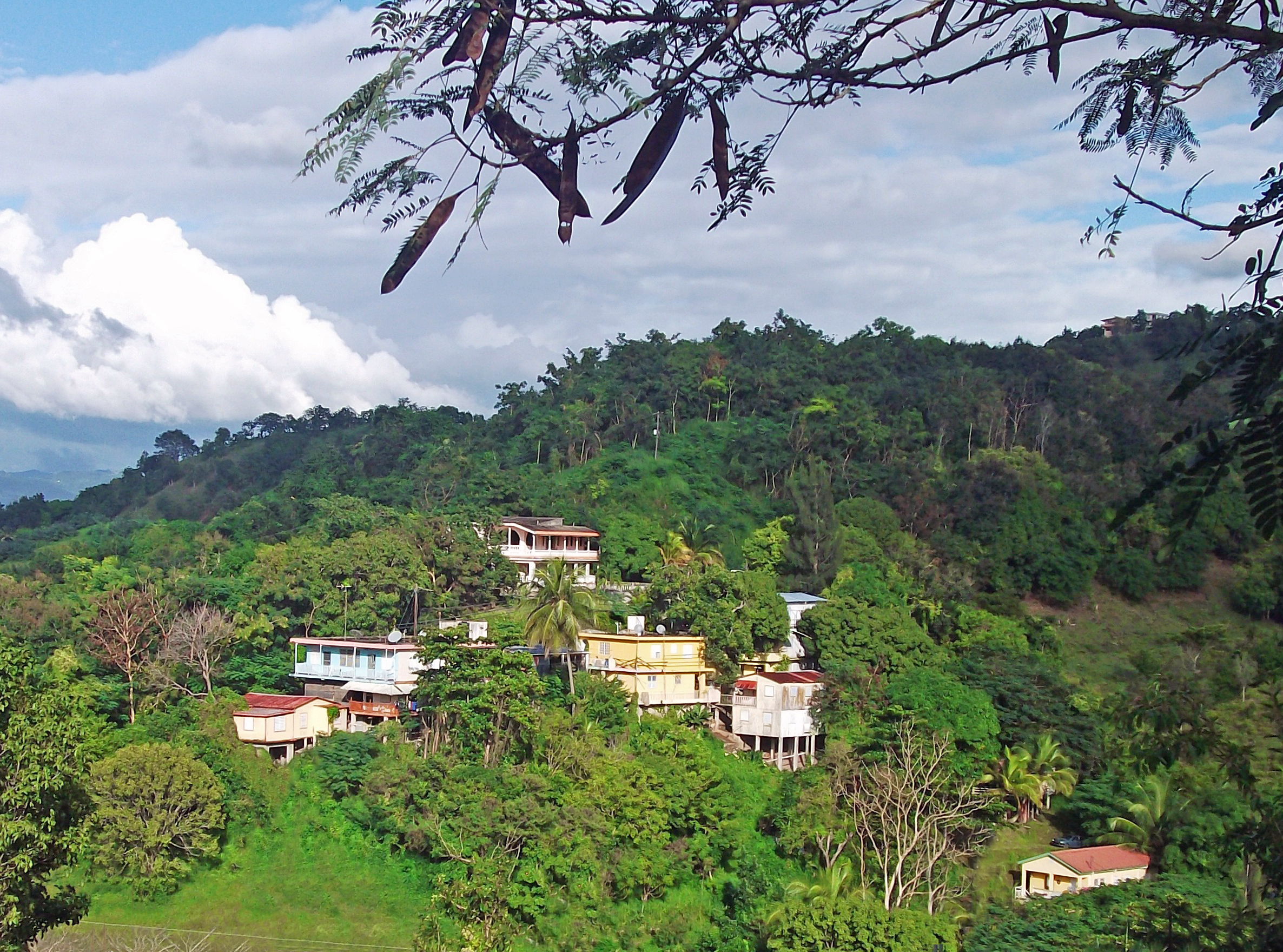
La Cocaleca - El Campo

El Campo è la zona interna, l'unico dei quartieri che non ha costa né sbocco al mare. Ha il grado di sviluppo più basso rispetto alle altre, tuttavia è ancora una regione interessante o priva di attrazioni. Comprende i quartieri di Bajura, Monte Grande e Llanos Tuna. Caratterizzato dall'essere una regione interamente agraria, la sua economia è basata sull'agricoltura e sull'allevamento. È inoltre caratterizzato dall'abbondanza di corpi idrici, falde acquifere e sistemi di irrigazione. Verso nord è pianeggiante e privo di rilievi, al contrario, a sud è molto aspro, caratterizzato da alte montagne, colline e rilievi da dove si possono vedere la baia di Boquerón, i Peñones de Melones, Los Morrillos e la Sierra Bermeja. Qui si trovano i sistemi di grotte Cueva Tuna e Cueva del Maestro Aniceto, ricchi di diverse specie di fauna che si trovano solo in questo tipo di sistemi. Molto attraente per chi pratica la speleologia.
A causa della posizione e delle caratteristiche di questa regione, i suoi abitanti hanno uno stile di vita caratteristica dei comuni dell'interno montuoso di Porto Rico, pur essendo molto vicini alla costa. Molto tipiche sono le passeggiate a cavallo, i locali tipici di ristorazione, come lechoneras e i caffè. L'esuberante flora della regione ospita diverse specie di uccelli, animali e insetti, che grazie al poco intervento dell'uomo e alla fitta vegetazione hanno creato un ecosistema molto efficiente e sano. In alcuni orari e periodi la regione gode di climi più freschi e freddi rispetto al resto della città, questo a causa dell'altitudine delle montagne su cui si trova. La zona in cui si incontrano i quartieri di Monte Grande e Llanos Tuna è un belvedere naturale. Da questo punto in altitudine si hanno le migliori viste panoramiche del Centro, della Zona Oeste e anche verso i comuni di Mayagüez e Hormigueros.

## Circoscrizioni

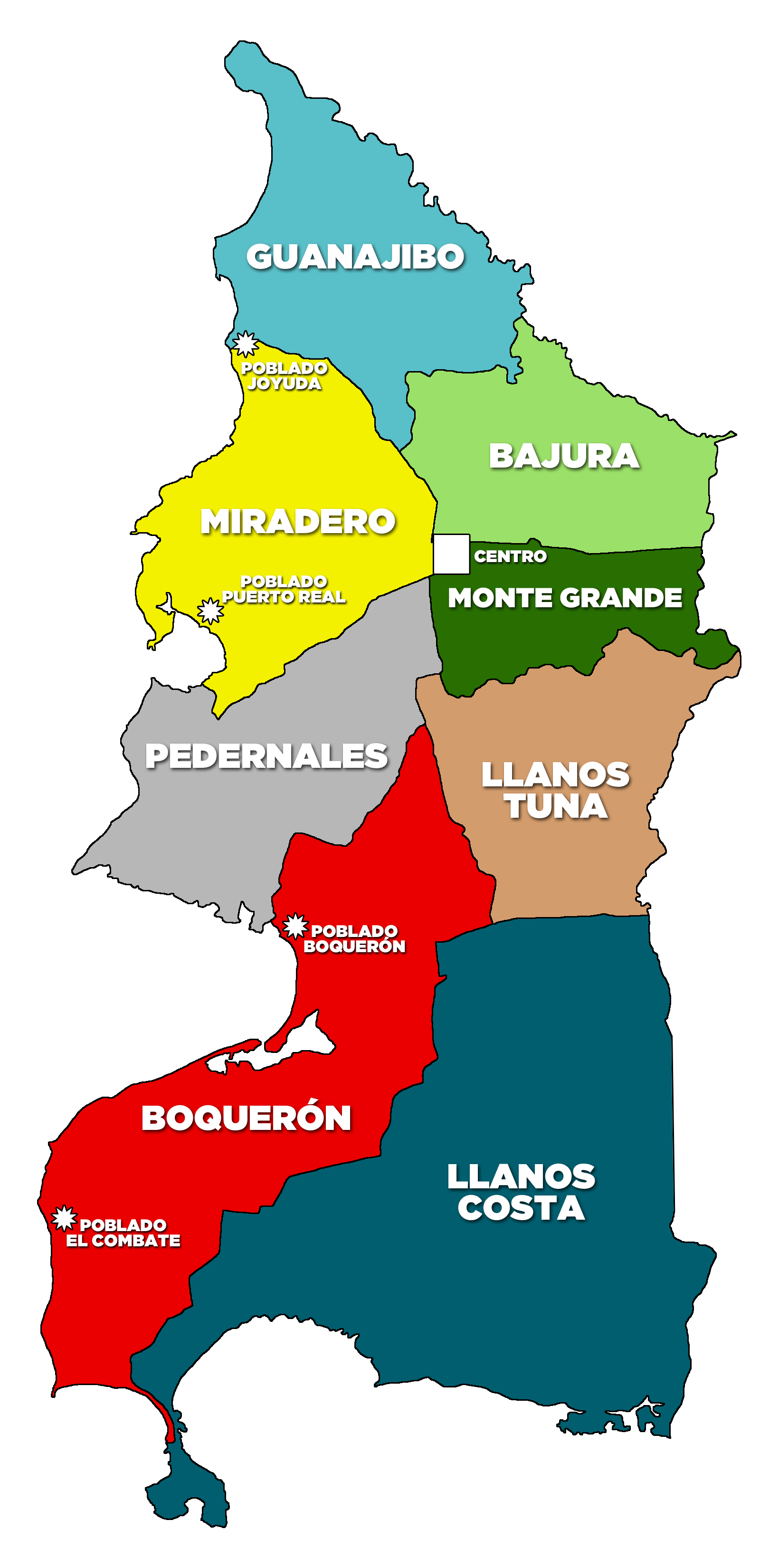
Mappa di Cabo Rojo

### Bajura

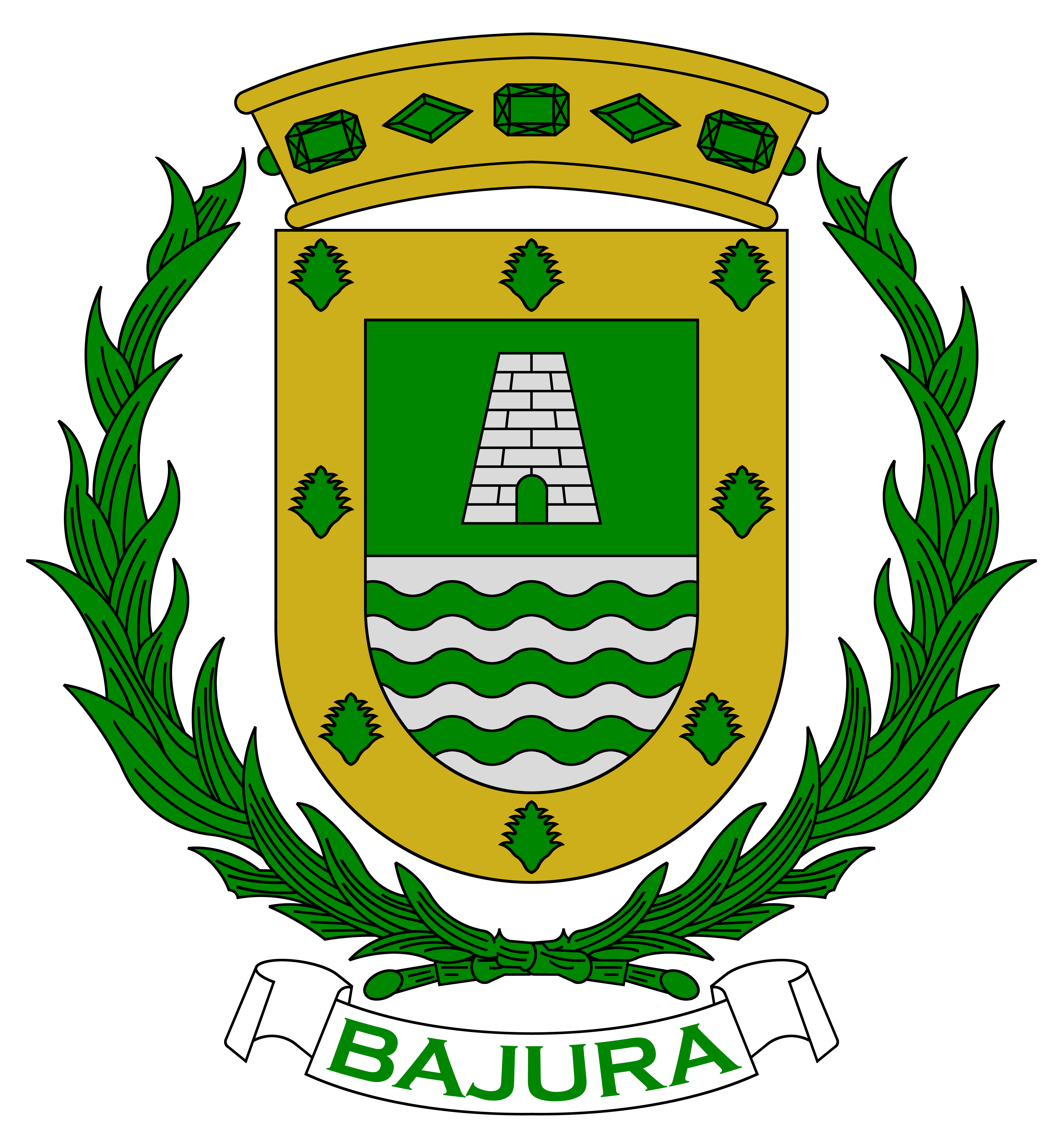

Il quartiere Bajura si trova nella regione nord-orientale del comune. Questo quartiere ha origine nel cosiddetto "Hatillo de la Bajura", parte del Gran Hato di Guanajibo. Il suo nome deriva dall'estesa pianura che occupa il suo territorio e dalla sua mancanza di rilievi. Bajura confina a nord con Guanajibo e il Comune di Hormigueros; a est, con il Comune di San Germán; a sud con Monte Grande e a ovest con Miradero. Alcuni dei suoi settori sono: El Coqui, Colacho, Parcelas Margarita, Villa Luisa, Manolo Matos. Anticamente nelle vicinanze esisteva un eremo dedicato a Nostra Signora di Altagracia. Al confine del quartiere con Monte Grande, verso sud-ovest, si trova il Centro di Cabo Rojo. L'acqua consumata nel centro cittadino proviene da una falda acquifera a valle. Il territorio è attraversato dal Río Viejo ("il fiume vecchio"), che scarica le sue acque nel fiume Guanajibo. Qui si trova anche la Cuevas Swamp, una zona paludosa ricca di fauna e fauna selvatica. C'erano tre piantagioni di canna da zucchero a Bajura, Isabel Josefa, Retiro e San Carlos, che era la più produttiva della città. La sua celebrazione più importante è l'Incontro del quartiere di Coquí, durante il mese di gennaio. La sua risorsa principale è l'allevamento, l'impianto di riciclaggio, che serve numerosi comuni della regione, e la coltivazione del fieno, grazie all'eccellente topografia e qualità del suolo del quartiere.

### Boquerón

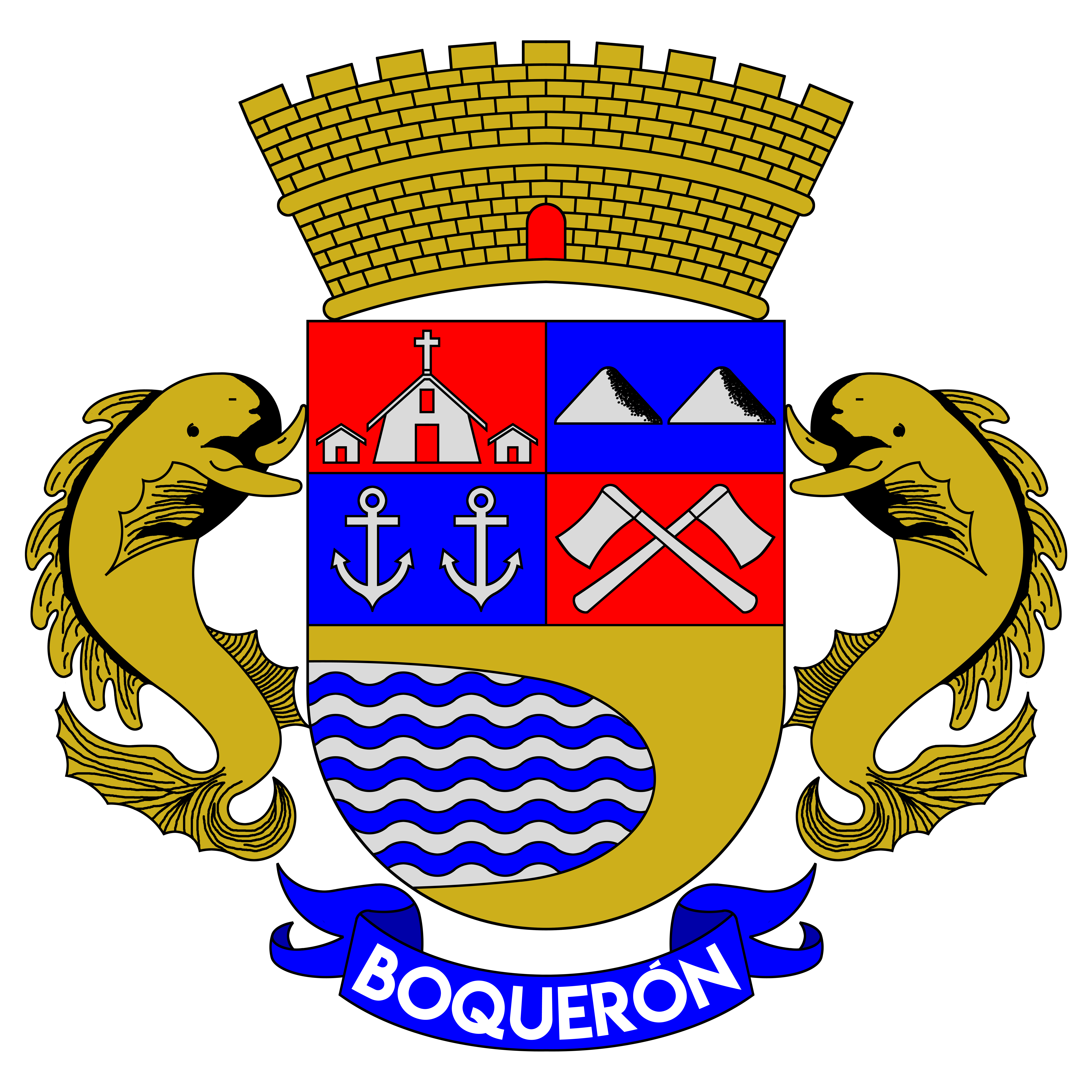

Il quartiere Boquerón occupa la regione sud-ovest del comune. Si attesta che già nel 1537 esisteva un nucleo di coloni nelle vicinanze dell'attuale settore El Combate. È conosciuta come "La capitale di Cabo Rojo". Il suo nome è dovuto alla grande imboccatura dell'omonima baia. Boquerón confina a nord con Pedernales e Llanos Tuna; a est con Llanos Costa; a sud con il Mar dei Caraibi e ad ovest con il Canale di Mona. Alcuni dei suoi settori sono: Moncho Méndez, Cuatro Tiendas, El Combate, Corozo, Melones. El Poblado de Boquerón, anticamente chiamato "Los Achiotes", è famoso per il suo movimento turistico, soprattutto durante la stagione estiva. El Poblado offre ai turisti una vasta gamma di divertimenti, posti dove mangiare e l'acquisto di souvenir. È anche molto famoso per le sue ostriche. Laguna Candelaria, una delle due grandi lagune che formano le saline di Cabo Rojo, si trova a Boquerón. Nel 1769, Las Salinas diede ai Caborrojeños un motivo per dimostrare il loro coraggio difendendo, con l'ascia in mano, questa preziosa risorsa. Da questo fatto nacque il nome El Combate e i suoi abitanti acquisirono lo pseudonimo di "Mata con Hacha". Ha il Boquerón Vacation Center and Spa, una delle spiagge più belle e idilliache di Porto Rico, dove ogni anno si tengono grandi festival estivi. Tra le sue attrazioni ci sono: la Laguna di Rincón, la spiaggia di El Combate, Puerto Angelino, il Rifugio degli Uccelli e la spiaggia di Los Pozos, tra gli altri. La baia di Boquerón è una delle più belle e frequentate da stranieri che arrivano con le loro barche a vela da tutto il mondo. Tra le sue celebrazioni più importanti ci sono: il Festival dei Tre Re a gennaio, la parata di San Patrizio a marzo, il festival e la parata della comunità LGBTT a giugno, e il torneo di pesca del marlin azzurro a ottobre. Le sue risorse sono il turismo, l'edilizia, gli alberghi e la pesca.

### Guanajibo

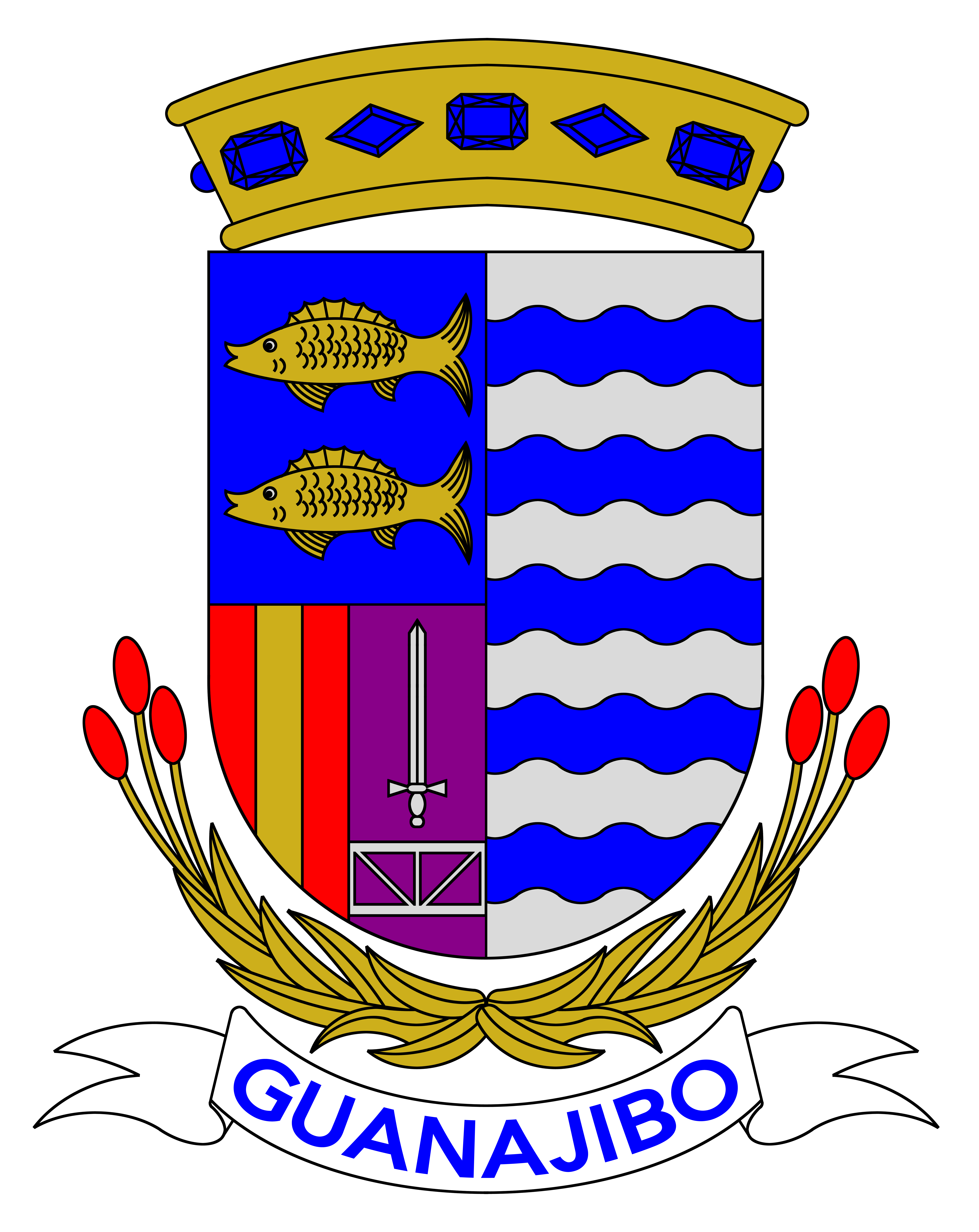

Il quartiere Guanajibo si trova all'estremità settentrionale della città. Confina a nord con il comune di Mayagüez, ad est con il comune di Hormigueros, a sud con Bajura e Miradero e ad ovest con il Canale della Mona. Gli abitanti del quartiere sono conosciuti come "Los Cangrejeros", perché è molto comune tra la gente del posto allevare granchi per la vendita. Alcuni dei suoi settori sono: Sabana Alta, Plan Bonito, Punta Arenas, Cerrillos, Vista Verde. Nel suo territorio si trova parte della "Milla de Oro del Buen Comer". A Guanajibo si trova una delle tre baie bioluminescenti di Porto Rico: la Riserva Naturale della Laguna di Joyuda. Questa è la componente principale della Riserva e occupa il 43,9% (355 acri). La profondità media è di 1,25 metri e il volume delle sue acque è stimato in 1,44 milioni di metri cubi. Il fenomeno della bioluminescenza si verifica solo in determinati periodi. Nella laguna sono state identificate 41 specie di pesci appartenenti a 24 famiglie. La più abbondante è la specie mojarras. Altre specie comuni sono: agone (Megalops atlanticus), bonefish (Elops saurus), barbú (Polydactylus virginicus), picua (Sphyraena barracuda), mojarreta (Diapterus rhombeus), snook (Centropomus undecimalis), jurel ojón (Caranx latus) e jarea (Curema Mugil). Si caratterizza per il colore rossastro delle sue terre. Qui si trova il Laboratorio di ricerca sulla pesca (LIP), del Dipartimento delle risorse naturali e ambientali di Porto Rico e l'ex carcere minorile. All'altezza di Plan Bonito, settore Guanajibo, si possono ammirare splendidi panorami sia della città di Cabo Rojo, Joyuda e della sua laguna, sia dei comuni circostanti come Mayagüez e Hormigueros. La sua festa più importante è la vigilia di San Giovanni, a giugno. Le sue risorse sono la pesca e il turismo.

### Llanos Costa

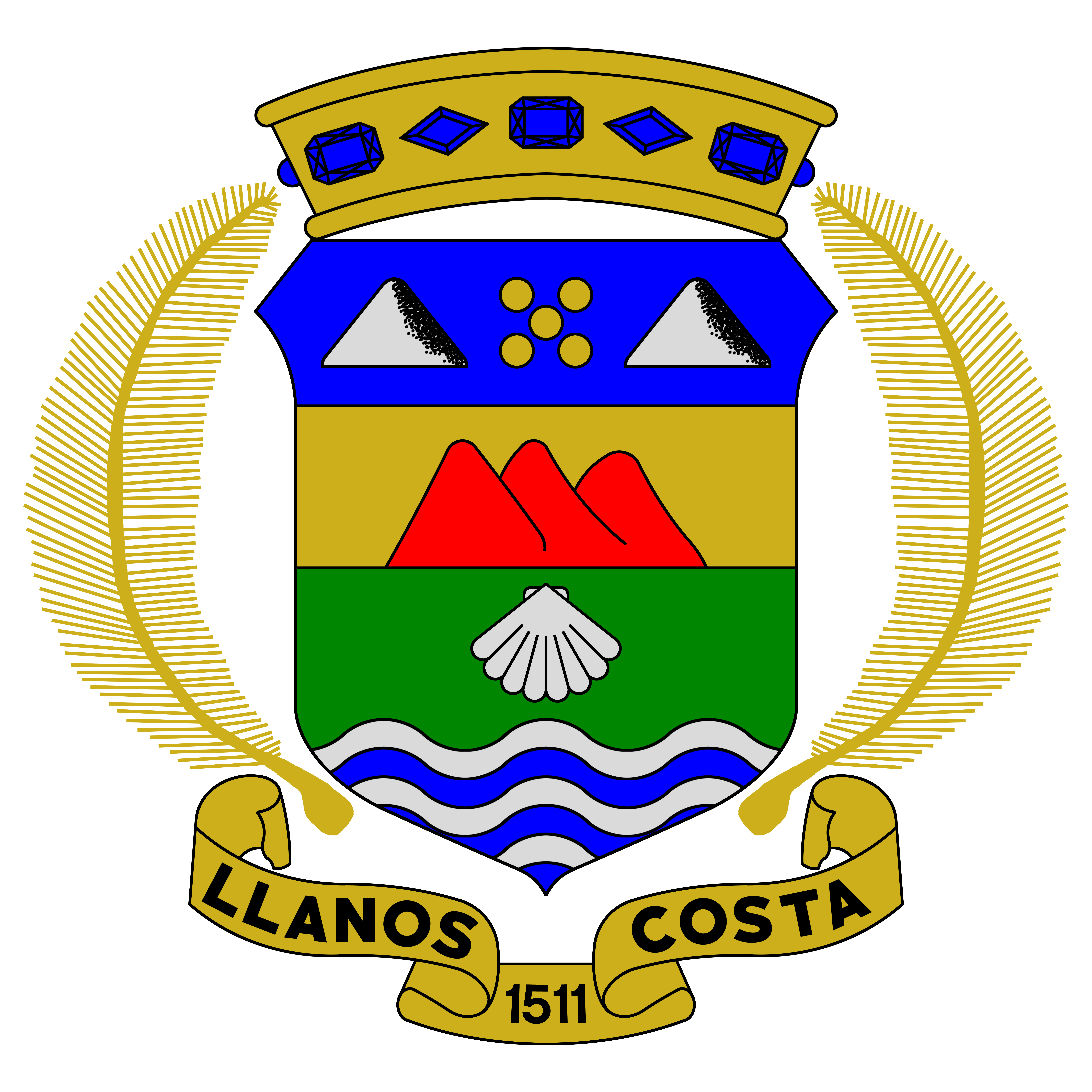

Llanos Costa si trova all'estremità meridionale della città. Secondo lo storico Caborrojeño Salvador Brau y Asencio, nel 1511 iniziò lo sfruttamento delle saline. Il suo nome è dovuto all'estesa pianura sulla costa meridionale del comune. Confina a nord con Llanos Tuna, ad est con il Comune di Lajas, a sud con il Mar dei Caraibi e ad ovest con Boquerón. Alcuni dei suoi settori sono: Las Palmas, Samán, El Caño, Las Guanábanas, Las Arenas. I suoi abitanti sono chiamati "Llaneros". Si caratterizza per essere il quartiere con la più vasta area territoriale di Cabo Rojo, più grande anche di alcuni comuni di Porto Rico, ma è comunque uno dei meno popolati, perché gran parte del territorio è costituito da terreni agricoli, da allevamento di bestiame o da allevamenti selvatici. Nel territorio sono presenti: il Rifugio Faunistico, la Foresta statale di Boquerón e di Los Morrillos, santuari protetti per la preservazione di diverse specie di fauna e flora. A Llanos Costa si trova anche la Sierra Bermeja, la formazione rocciosa più antica dell'isola. Sempre nella Sierra Bermeja si trova Cerro Mariquita, il punto più alto della città. Questo ampio quartiere è il luogo in cui si trova una delle spiagge più belle e incontaminate di Porto Rico, La Playuela. Questa si trova tra le scogliere che compongono Los Morrillos, ed è caratterizzata dalla sua sabbia bianca e dalle acque cristalline. È considerata la regione più lontana dal Centro Civico. La sua celebrazione più importante è la Three Kings Wake, a gennaio. Le sue risorse sono: la pesca, l'allevamento, l'agricoltura e l'industria del sale.

### Llanos Tuna

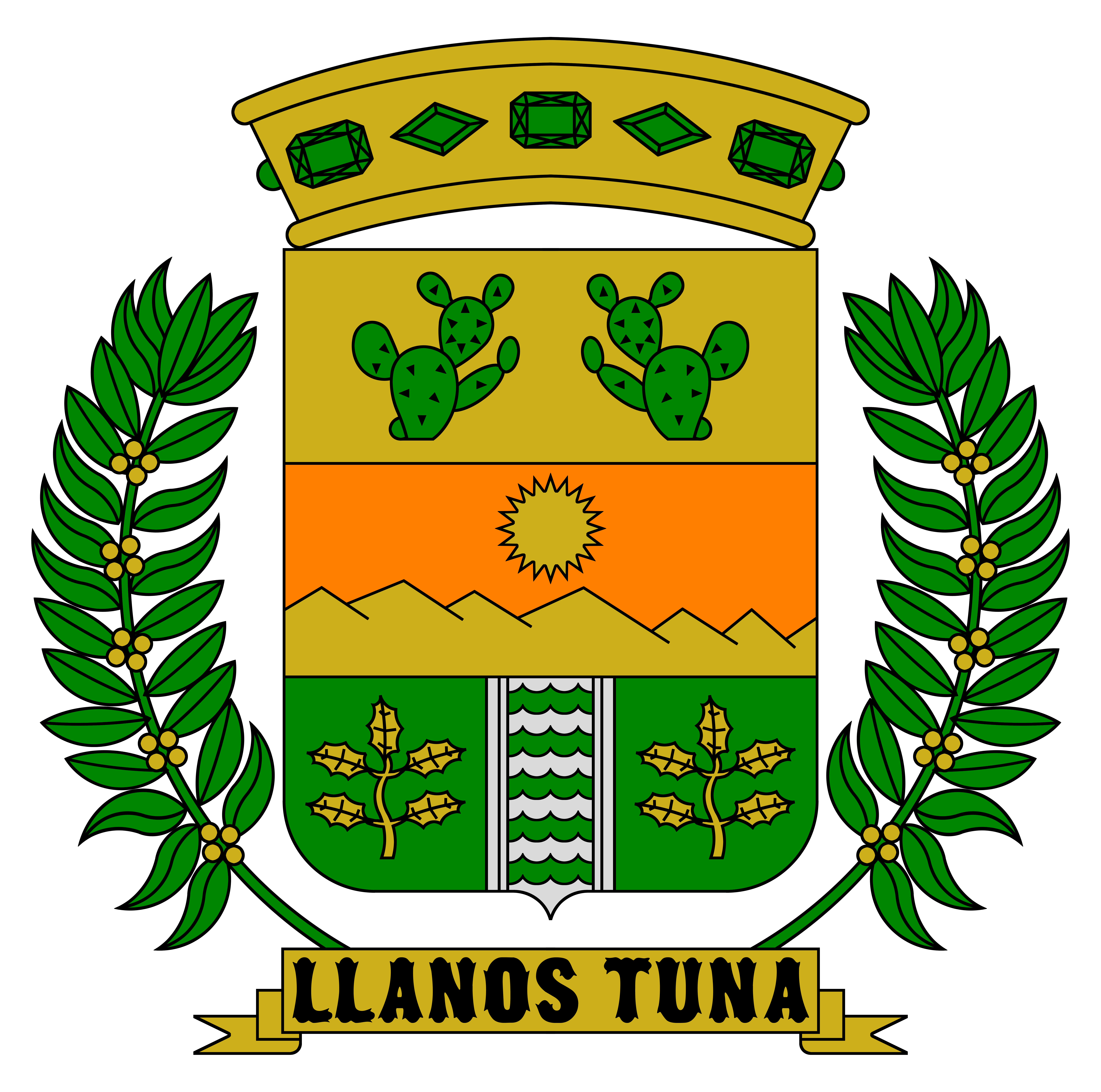

Llanos Tuna si trova nella regione centro-orientale del comune. Deve il suo nome all'abbondanza di fichi d'india nella pianura. Confina a nord con Monte Grande, ad est con il Comune di Lajas, a sud con Llanos Costa, e ad ovest con Boquerón. Gli abitanti sono conosciuti come "Los Trepa Jaldas", a causa della topografia accidentata nel nord del quartiere. Si caratterizza, appunto, perché verso sud è pianeggiante e poco collinoso e verso nord ci sono molte montagne e alte colline. Alcuni dei suoi settori sono: Betances, El Brujo, La Tuna, Charco Hondo, Las Magas. È noto che nel suo territorio sono nati numerosi personaggi di spicco dell'ambiente artistico e culturale. Tra le sue attrazioni ricordiamo: la Statua del Dr. Ramón Emeterio Betances e la Strada Panoramica del Tonno. Attraverso questo percorso si possono ammirare alcuni dei panorami più belli di Llanos Tuna, di altri quartieri come Llanos Costa e Boquerón Bay, oltre a vedere dall'alto i tramonti sul Mar dei Caraibi. Si può dire inoltre che Llanos Tuna possiede il maggior numero di specchi d'acqua nel suo territorio rispetto agli altri 7 quartieri. Attraversa il sistema di irrigazione della Valle di Lajas. La sua risorsa principale è la coltivazione di frutti minori e, in misura minore, del bestiame.

### Miradero

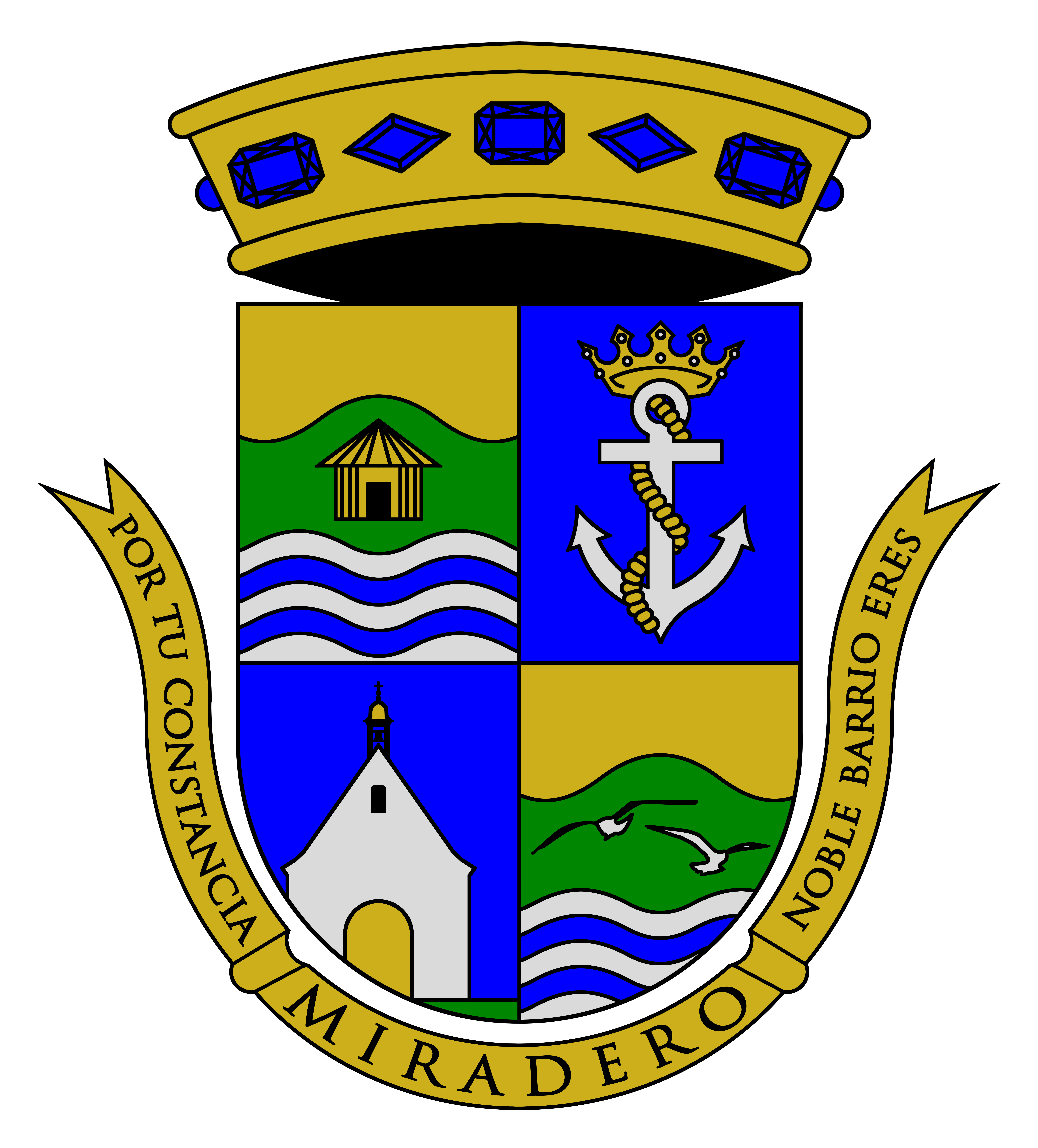

Miradero si trova nella regione nord-occidentale del comune. Deve il suo nome alla collina o belvedere da cui si vede il mare. Confina a nord con Guanajibo, a est con Bajura, a sud con Pedernales, e ad ovest con il Canale della Mona. I suoi abitanti sono conosciuti come "Los Pescadores". Alcuni dei suoi settori sono: Puerto Real, Belvedere, Oliveras, Parabueyón, La Garita. Anticamente, al tempo dei Tainos, due piccoli gruppi di coloni indigeni erano concentrati nelle zone oggi conosciute come "Punta Ostiones" e Joyuda. All'inizio della fondazione del Comune e della costruzione del Centro, Miradero fu uno dei luoghi presi in considerazione. Nel suo territorio si trova il primo e il più grande villaggio di pescatori, Puerto Real e parte di Joyuda. Si caratterizza per essere il quartiere più popolato di Cabo Rojo a causa dei numerosi centri abitati della regione. Puerto Real è la città con il maggior numero di abitanti di Porto Rico. La produzione della pesca è così abbondante che tutta la richiesta di pesce, crostacei e alcuni molluschi, da parte dei ristoratori della città e dei paesi circostanti, viene soddisfatta attraverso le cinque pescherie che garantiscono l'acquisto del pesce e il suo mercato. Il Caño de Miradero nasce nell'omonima savana e le sue acque non scorrono. È considerata la migliore primavera. Punta Belvedere si trova qui, questo sistema si trova interamente a Cabo Rojo. È composto da due (2) segmenti, uno terrestre e l'altro marino, dove quest'ultimo si estende per nove (9) miglia nautiche. Il segmento terrestre è lungo circa 256,36 corde. Tra gli ecosistemi presenti ci sono barriere coralline, praterie di erba marina, mangrovie, paludi salmastre, isolotti di mangrovie, lagune poco profonde, banchi di sabbia e spiagge. La vegetazione è prevalentemente dominata da specie di mangrovie: rosse e bianche. Quest'ultimo si trova nelle zone più allagate. Nelle zone prossime alle spiagge si possono trovare alberi di cocco associati a specie legnose tipiche della macchia costiera. Si trovano inoltre specie erbacee ed arbustive caratteristiche di terreni disturbati da azioni antropiche. La fauna, infine, comprende 24 specie diverse, che sono principalmente uccelli, rettili e crostacei. Tra le sue celebrazioni più importanti ricordiamo: il Festival del Pesca'o (Puerto Real), che si celebra da marzo ad aprile e il "Torneo Internazionale di Attrezzatura Leggera" a settembre. Le sue principali risorse sono fabbriche, pesca e turismo.

### Monte Grande

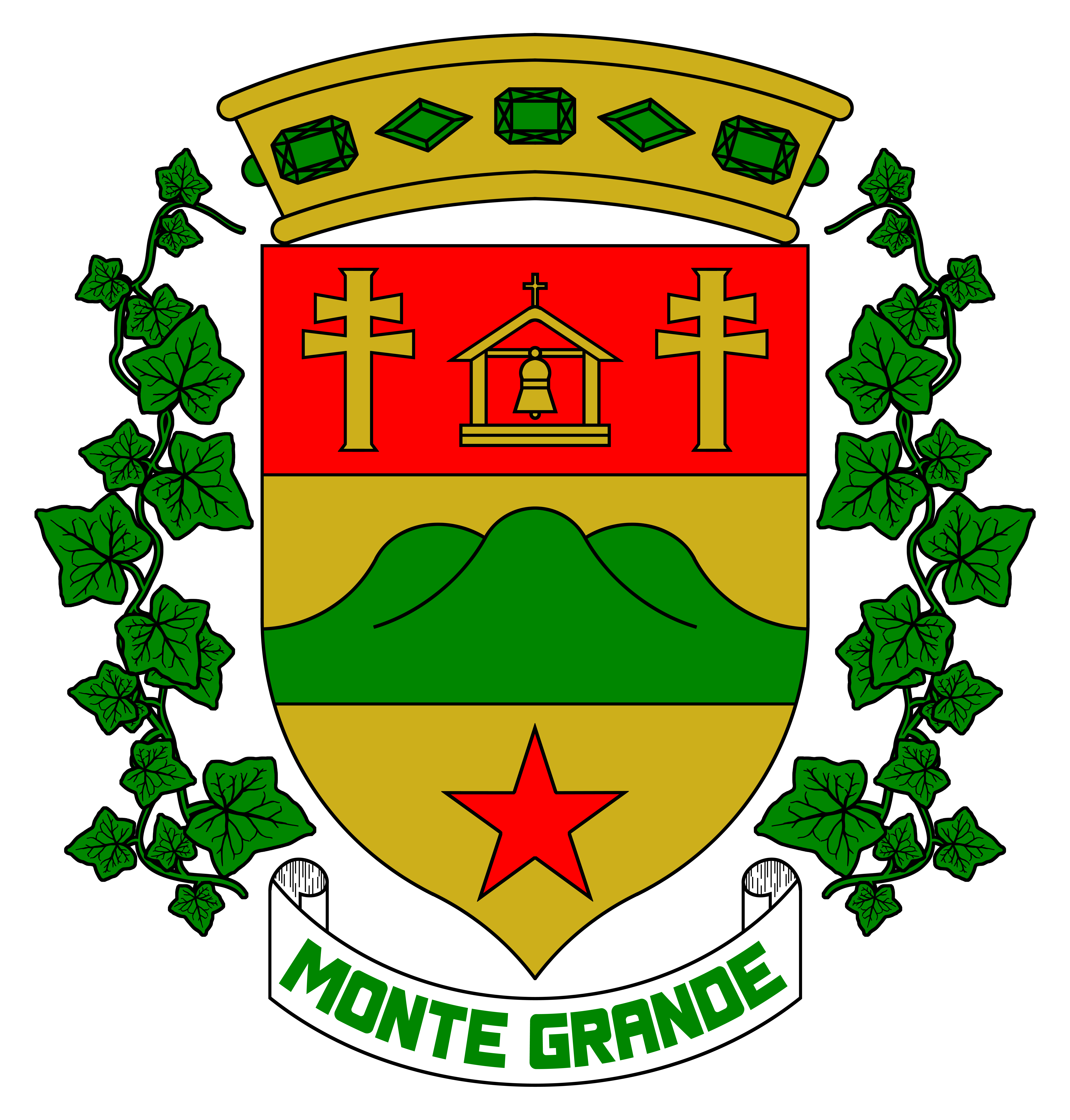

Monte Grande è situato nella zona centro-settentrionale del comune. Si chiama così per via dell'alta montagna dove si trova Cerro Buena Vista. Confina a nord con Bajura, a est con il Comune di San Germán; a sud, con Llanos Tuna e ad ovest, con Pedernales. Si caratterizza per essere il quartiere più piccolo di Cabo Rojo. Alcuni dei suoi settori sono: Vega Alegre, Ballajá, Parcelas 35, Las Quebradas, La Quince. Nonostante sia il quartiere più piccolo, è il secondo per popolazione del comune. È conosciuto come il "Barrio de los Alleys", a causa delle numerose strade e vicoli della regione. La sua attrazione turistica si basa piuttosto sulla vista panoramica che si può vedere dal Cerro Buena Vista (il secondo punto più alto di Cabo Rojo, a 850 piedi (259 metri). Da lì si può vedere tutta la costa sud-ovest. Si può anche vedere la Ciénaga Grotte Adiacenti al colle si trovano le grotte di: Cueva del Maestro Aniceto, ricca di fossili di vita marina, corrispondenti al Giurassico. Più a est si trova la Cueva de las Quebradas. In questo luogo si conservano oltre 20 petroglifi indigeni e la Grotta del Tonno, con una fauna variegata tipica di questi sistemi. Vicino all'Eremo di San José, tra Sangermeños e Caborrojeños, intorno al 1559 fu costruito l'Eremo . San José, dando il via alla fondazione del paese, che dopo più di 200 anni diventerà il comune di San Miguel de Cabo Rojo, con una propria parrocchia consacrata. a San Miguel Arcángel, un paese che si trasformò nella città che è oggi e il cui centro civico si trova nel quartiere di Monte Grande. Le sue celebrazioni più importanti sono: Il Rosario Cantato, a luglio e la Trulla de Reyes, nel mese di gennaio. Le sue risorse sono: la coltivazione di frutti minori, il commercio e l'agricoltura.

## Società

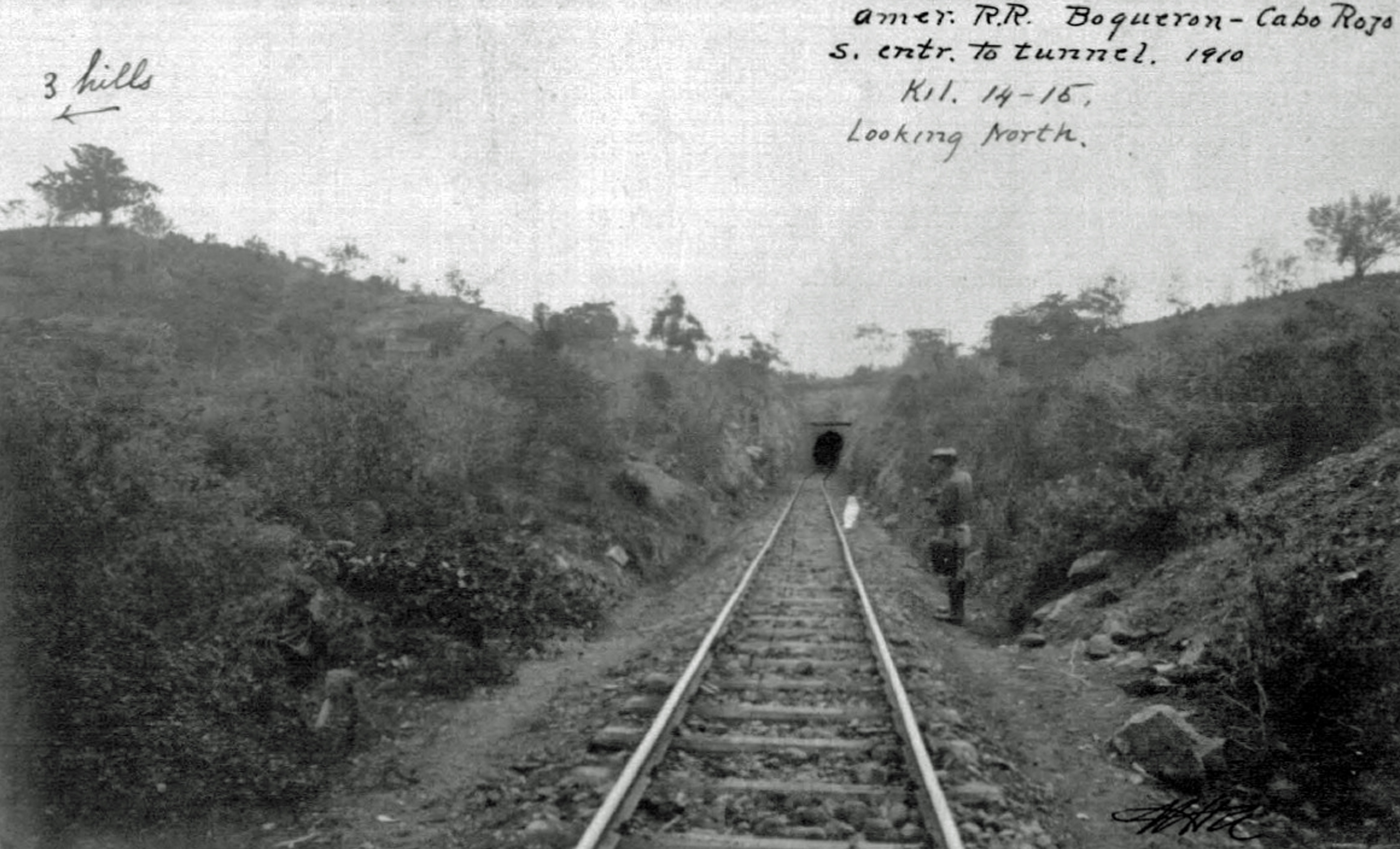
Tunnel ferroviario nella tangenziale di Cabo Rojo il 1910

Negli anni '40 Cabo Rojo era una piccola città di 28.606 abitanti. Il treno passeggeri passava di qui e aveva stazioni nel Centro e a Boquerón. Vi rimase fino al 1953, anno in cui andò in pensione a causa della difficile situazione economica. Nel 1960 la popolazione diminuì a causa del massiccio spostamento di bambini verso la Capitale e verso il nord. Si riprese presto e nel censimento del 1990 aveva una popolazione di 39.887 abitanti, che la classificò al 22º posto in tutto Porto Rico. Nel censimento del 2000 aveva una popolazione di 46.911 abitanti, diventando così il 18º comune più popolato di Porto Rico. Secondo il censimento del 2010, Cabo Rojo ha una popolazione di 50.917 abitanti.
A causa della diversità degli immigrati arrivati in questa parte di Porto Rico tra la fine del XIX secolo e l'inizio del XX secolo, a Cabo Rojo risiedono anche i discendenti dei corsi provenienti dalla Corsica; arabi di origine libanese e iraniana; brasiliani; persone spagnole; irlandesi e persone provenienti da altre parti dei Caraibi. Ognuno di loro, contribuendo con la propria cultura e imparando dalla nostra. Allo stesso modo, molte famiglie di origine nordamericana hanno fatto di Cabo Rojo la loro dimora permanente, attratte dal clima, dalle spiagge, dalla cultura caraibica e dal calore della sua gente. La stragrande maggioranza di questi gruppi e famiglie stranieri, ma caborrojeños d'adozione, si sono stabiliti nelle zone costiere, soprattutto nella Zona Sur, nei pressi dei centri abitati di Boquerón e El Combate.

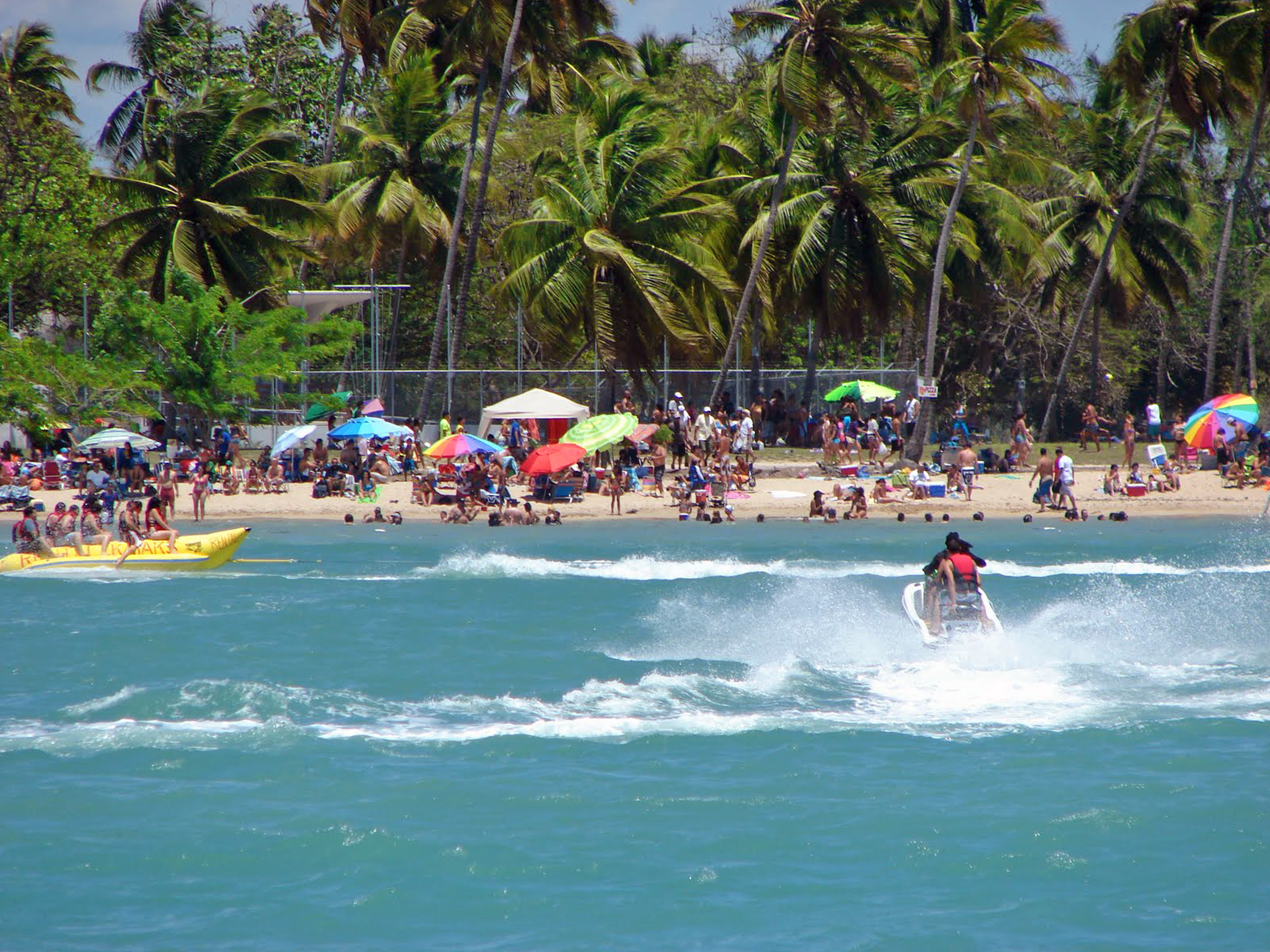
Bagnanti nella Playa de Boquerón

### Evoluzione demografica
Abitanti censiti
|  |

### Etnie e minoranze straniere
Il 51,2% della popolazione è bianca (26.070 persone), il 36,5% è di razza mista o bruna (18.585 persone), l'11,4% è nera (5.805 persone), lo 0,7% è asiatica (287 persone) e lo 0,1% è di origine indigena (136 persone). Lo 0,01% (34 persone) non ha segnalato la propria razza nel censimento del 2010.
| Ascendenza genomica autosomica di individui non imparentati a Cabo Rojo secondo uno studio genetico del 2009 | Ascendenza genomica autosomica di individui non imparentati a Cabo Rojo secondo uno studio genetico del 2009 | Ascendenza genomica autosomica di individui non imparentati a Cabo Rojo secondo uno studio genetico del 2009 | Ascendenza genomica autosomica di individui non imparentati a Cabo Rojo secondo uno studio genetico del 2009 | Ascendenza genomica autosomica di individui non imparentati a Cabo Rojo secondo uno studio genetico del 2009 |
| --- | --- | --- | --- | --- |
| Colore | Origine indigena                                                                                             | Origine africana                                                                                             | Origine europea                                                                                              | |
| bianchi | 6.7% | 6.9% | 86.4% | |
| misti | 8.3% | 23.6% | 68.1% | |
| neri | 7.3% | 50.9% | 41.8% | |

Un altro recente studio genetico autosomico, condotto in un'università alla periferia di Cabo Rojo, con "bianchi", "misti" e "neri", è giunto a conclusioni simili allo studio genetico del 2009. Ricordiamo che la nostra razza e cultura sono un prodotto di 3 razze che esercitarono influenza durante la colonizzazione spagnola. Spagnoli (razza bianca), indigeni (misti) e africani (neri). Attraverso questa mescolanza di razze è emersa la razza portoricana e quindi Cabo Rojo fa parte di quella razza.
Cabo Rojo ha la particolarità di aver avuto sindaci di tutte e 3 le razze. Tra questi, Roberto Ramírez Kurtz (razza bianca), Santos Ortiz Ruíz (razza mista) e Perza Rodríguez Quiñones (razza nera). La popolazione vive orgogliosa delle proprie radici e dei propri valori, indipendentemente dalla razza, dallo status sociale, dall’orientamento sessuale o dall’origine.

### Religione
| Religione       | Percentuale | Persone |
| --------------- | ----------- | ------- |
| Cattolici       | 61.49%      | 31,309  |
| Protestanti     | 29.56%      | 15,051  |
| Senza religione | 3.87%       | 1,970   |
| Altre           | 5.08%       | 2,587   |

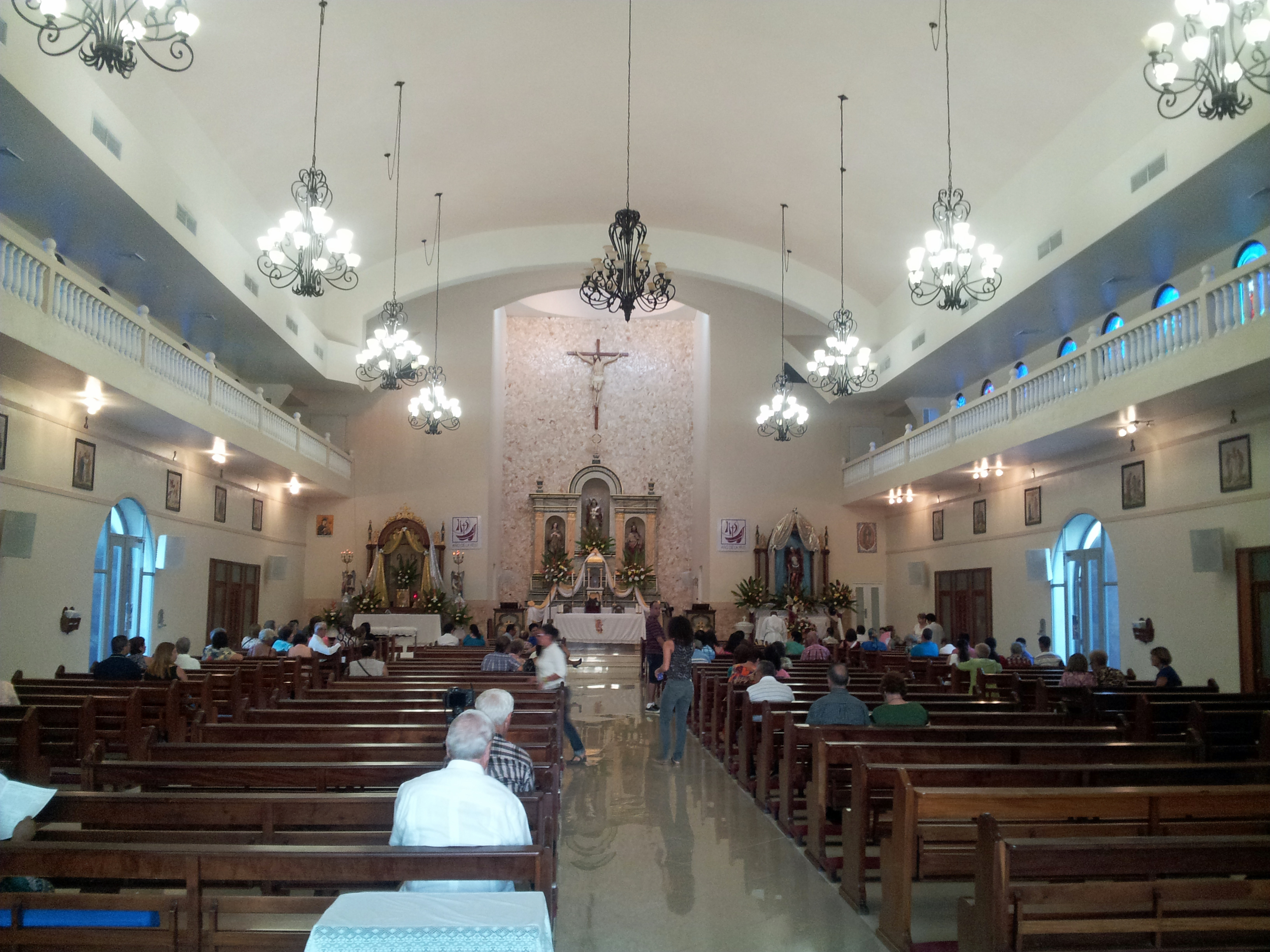
Interno del tempio parrocchiale San Michele Arcangelo nel centro

La maggior parte della popolazione di Cabo Rojo è cattolica. La religione cattolica è presente in tutti gli aspetti della storia della città fin dalla sua primitiva fondazione. Nel 1559 fu costruito l'Eremo di San Giuseppe; questo fatto portò all'insediamento e alla formazione della popolazione primitiva, per questo motivo il paese fu conosciuto come San José. Nell'anno 1783 furono terminati i lavori di costruzione della Parrocchia di San Michele Arcangelo, affinché la popolazione potesse accedere a questi due luoghi di culto cattolico. Attualmente, Cabo Rojo è diviso in 2 parrocchie cattoliche: la metà settentrionale è sotto la tutela della Parrocchia di San Michele, con il suo tempio principale nel centro; e la metà meridionale è sotto la tutela della Parrocchia di San Giuseppe, con il suo tempio principale, nel comune di Boquerón. Entrambe le parrocchie con cappelle in tutto il territorio di Caborrojeño. La città ha un istituto costruito e amministrato dalla Parrocchia di San Michele Arcangelo, il Colegio San Agustín. Il suo parroco, padre Ángel Ortiz Vélez, ne è il direttore.

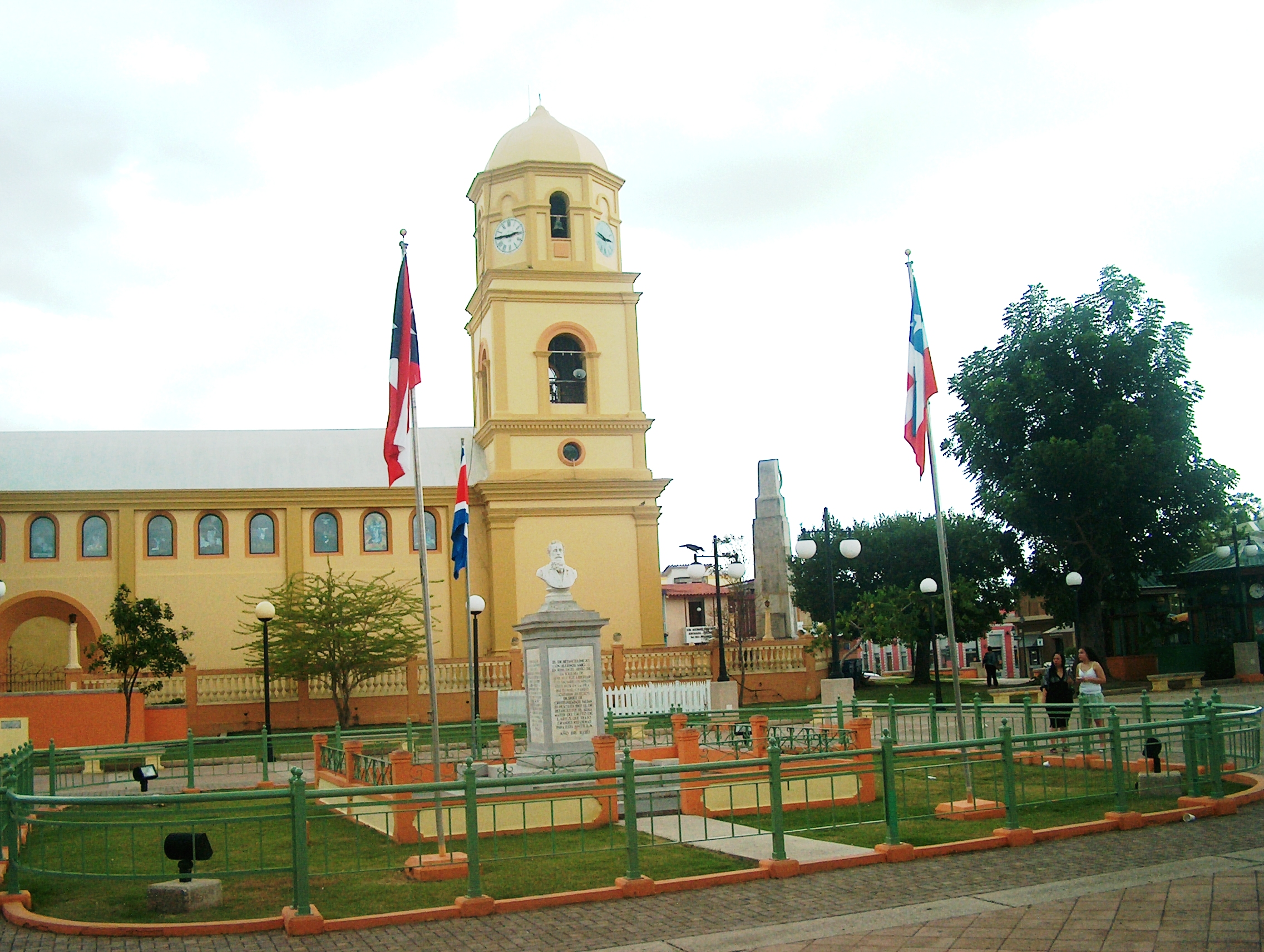
Parrocchia di San Miguel Arcángel

Il protestantesimo è presente anche in tutte le regioni della città. Allo stesso modo, hanno diverse scuole protestanti per l'istruzione a tutti i livelli e secondo le loro dottrine. Le Chiese protestanti sono le più attive nelle attività religiose ma anche in quelle socio-civili, i luoghi dove si svolgono la maggior parte di queste attività sono nella Plaza de Recreo Ramón Emeterio Betances e nei parchi intorno alla città. La piazza Recreo è circondata da chiese pentecostali, battisti e luterani. Sotto l'amministrazione del sindaco Perza Rodríguez ha installato un cartello sulla PR-100 dove esclamò "Cabo Rojo dove Gesù Cristo è il Re dei re e il Signore dei signori" questo è stato fortemente criticato dalla comunità LGBT e altri movimenti religiosi che alla fine raggiunsero il successo rimozione del predetto cartello. I consigli protestanti che hanno le chiese della città sono l'Assemblea delle Chiese Cristiane, Inc.,
Movimento Internazionale, Consiglio Missionario, Assemblee di Dio e Alleanza Cristiana Missionaria sebbene vi siano anche molte chiese indipendenti (non affiliate ad alcun consiglio), e fondate nelle loro case con una prospettiva familiare, nonché: la Chiesa di Ispirazione Divina a Puerto Real e la Chiesa di Gesù Cristo, un nuovo inizio a Pedernales. Ci sono anche chiese battiste e presbiteriane. Ci sono tre sale dei Testimoni di Geova a Cabo Rojo.

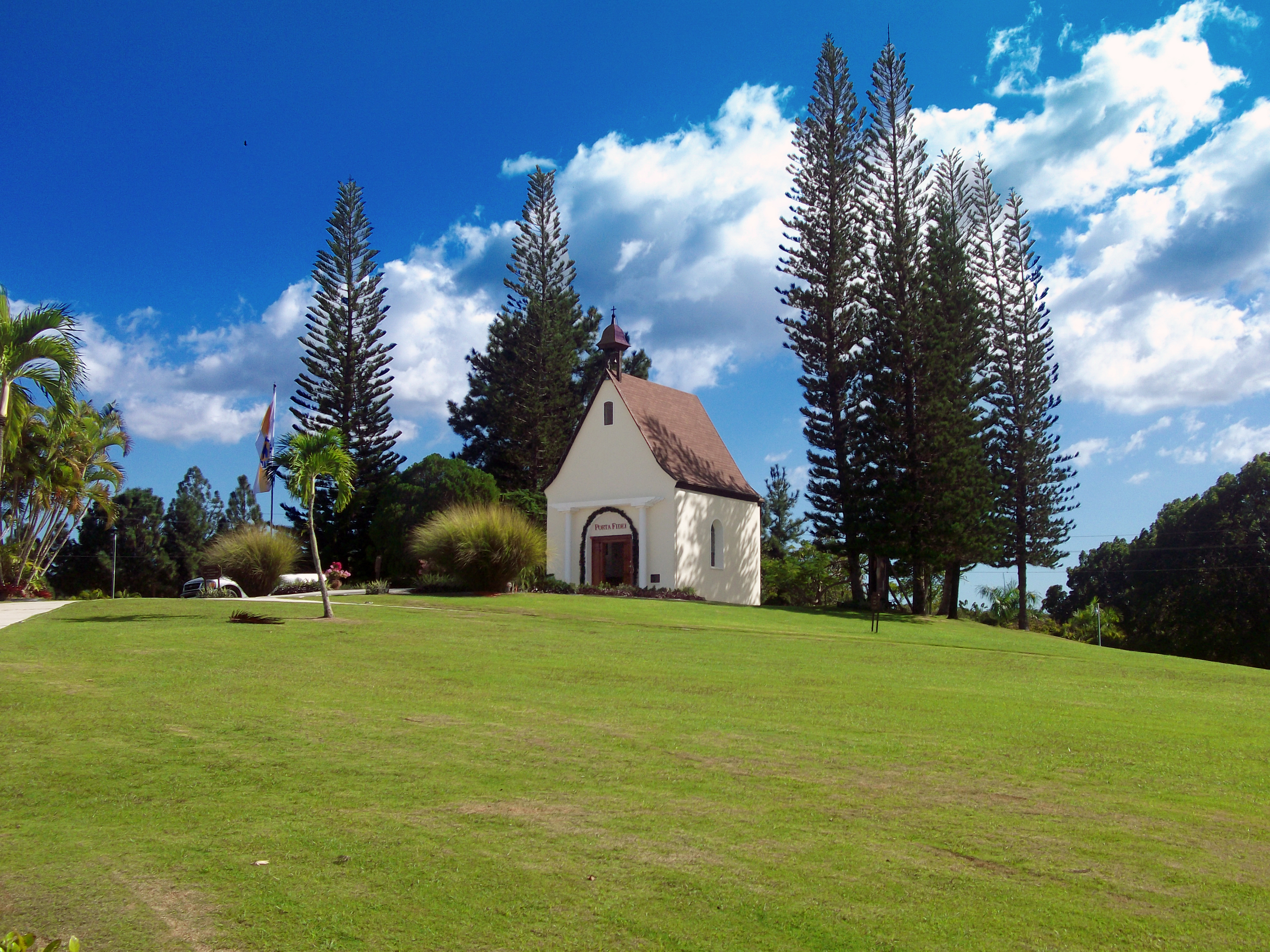
Santuario Schönstatt

Questo bellissimo santuario è amministrato dal Movimento Apostolico di Schoenstatt (in tedesco Schönstatt-Bewegung). È un movimento cattolico fondato il 18 ottobre 1914 da José Kentenich e un piccolo gruppo di seminaristi dell'ex seminario dei Padri Pallottini, come cammino di rinnovamento spirituale all'interno della Chiesa cattolica.

### Lingue e dialetti
Il dialetto di Cabo Rojo presenta caratteristiche fonetiche distintive. Tra queste vi sono l'aspirazione o la caduta della “s” finale nelle parole, la sostituzione della “r” con una “l” (lambdacismo), o viceversa (rotacismo), e una tendenza alla semplificazione di certe consonanti in posizione finale. Ad esempio, “los amigos” può essere pronunciato come “loh amigo”, mentre “puerta” può diventare “puelta”.
Il lessico locale include anche parole di origine taína, come “huracán” o “hamaca”, ancora in uso, oltre a termini africani e influenze inglesi dovute al contesto coloniale statunitense. L'uso di espressioni idiomatiche come “chévere” (fantastico), “nítido” (chiaro, perfetto), “mano” (abbreviazione colloquiale di "hermano", usato come “fratello” o “amico”), e “mamey” (qualcosa di facile da fare) è comune nel linguaggio quotidiano.

### Tradizioni e folclore

#### Festival dei Re Magi di Boquerón

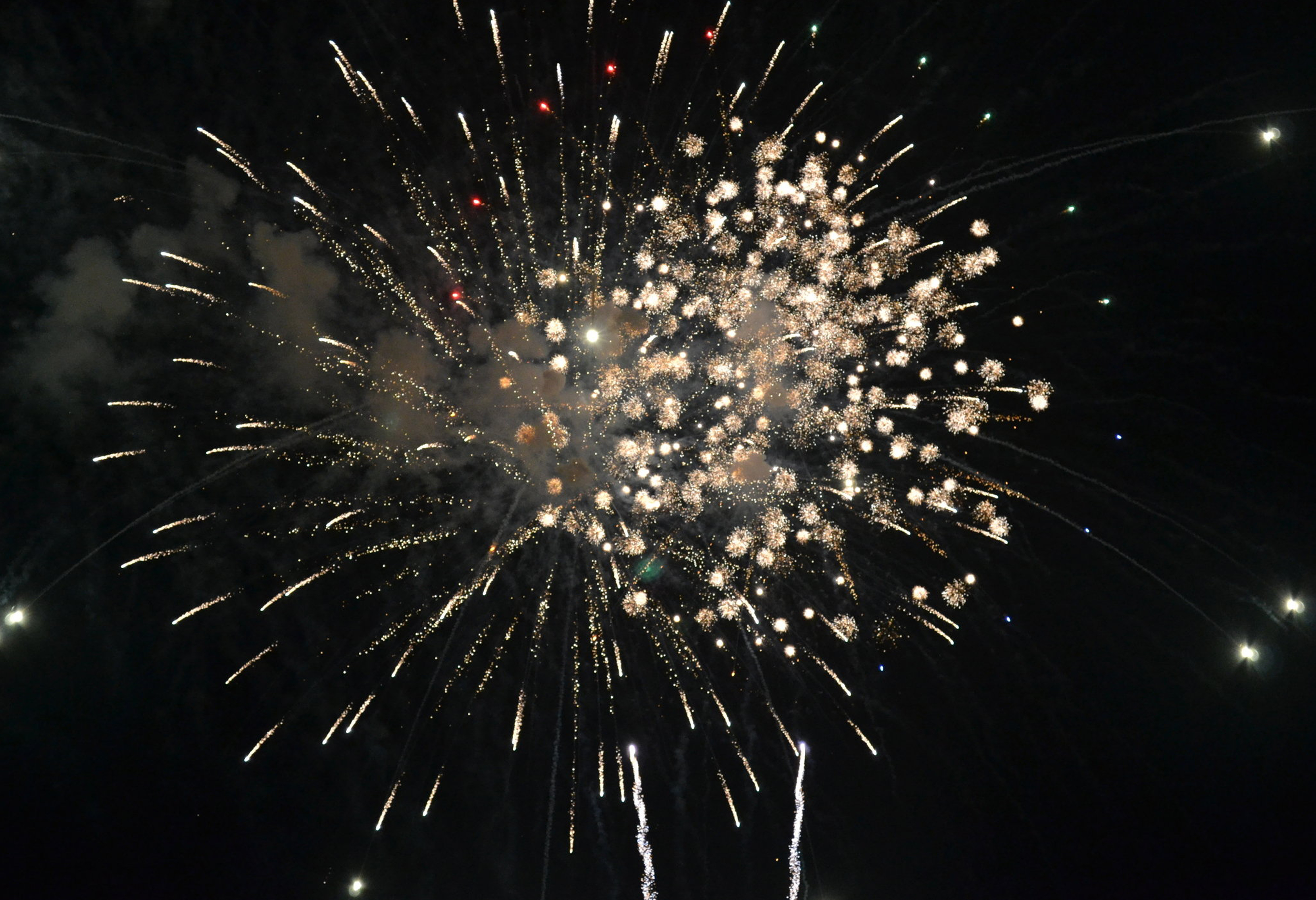
Fuochi d'artificio nella baia di Boquerón

Da più di 40 anni, ogni 6 gennaio, la comunità si riunisce per intrattenere i bambini in un modo molto speciale. Alle 3 del mattino i Re Magi escono a cavallo con i loro sontuosi abiti tradizionali, riuscendo a trasformare gli adulti in bambini e commuovendo tutti. Girano per tutta la comunità svegliandola con la musica e distribuendo caramelle ai bambini e agli anziani. Poi la passeggiata termina in Plaza Cofresí per continuare a festeggiare con la musica natalizia. I Re Magi si lasciano fotografare con chi lo desidera, soprattutto con i bambini. Lì in piazza viene offerta cioccolata e colazione a tutti. Poi nel pomeriggio, tra tante altre attività per i bambini, inizia un'altra attività dove viene ricreato il Natale e l'Epifania, vengono distribuiti i doni a tutti i bambini della comunità fino al calare della notte.

#### Festival dei Re Magi del Partito Indipendentista Portoricano
Ogni 5 gennaio, centinaia di Caborrojeños si riuniscono per il tradizionale Festival dei Magi del PIP davanti al comitato municipale. Dalle prime ore della notte cavalli, buoi e carri escono alla scoperta delle vie principali del centro, visitando soprattutto i bambini del Residencial Santa Rita e La Pileta. Il corteo dei re è seguito da bambini e adulti che percorrono tutto il Centro dietro ai re aspettando dolcetti e al suono di musiche tipiche. Questa festa dei re è la più antica e continua della città.

#### Nascita di Salvador Brau y Asencio
Questa attività commemora la nascita del primo storico ufficiale di Porto Rico, il caborrojeño Salvador Brau y Asencio. Si svolge ogni 11 gennaio, davanti al maestoso monumento in suo onore, situato nella Plaza Dr. Ramón Emeterio Betances y Alacán, di fronte al Tempio Parrocchiale di San Miguel Arcángel. In esso vengono raccontate storie sulla vita e l'opera dell'eroe, offerte dagli artisti del patio.

#### Parata di San Patrizio
Ogni anno, per le strade del Poblado di Boquerón, si celebra la tradizionale parata in onore del santo patrono d'Irlanda, San Patrizio. Questa sfilata, conosciuta come la Parata di San Patrizio, riunisce i discendenti irlandesi che vivono a Boquerón e un numero considerevole di persone che vengono ad assistervi. Durante l'evento, i partecipanti si vestono di verde (il colore tradizionale di San Patrizio) e sfilano al seguito del Gran Maresciallo, per le strade della città, celebrando la cultura e le tradizioni del paese europeo, al suono delle cornamuse e indossando il tradizionale costume irlandese e il gonnellino.

#### Il Grande Triathlon Joyuda
Si celebra alla fine di marzo, nel Joyuda Village. È un evento che riunisce tre discipline sportive: nuoto, ciclismo e corsa. Uno degli eventi sportivi più attesi a Porto Rico per la sua qualità, organizzazione e tradizione. Il numero dei partecipanti e degli adepti di questo sport è cresciuto in costante progressione dalla sua prima edizione nel 1986. Le sue distanze sono: 1,8 miglia nel nuoto, 40 miglia nel ciclismo e 10 miglia nella corsa.

#### Festa della Pesca

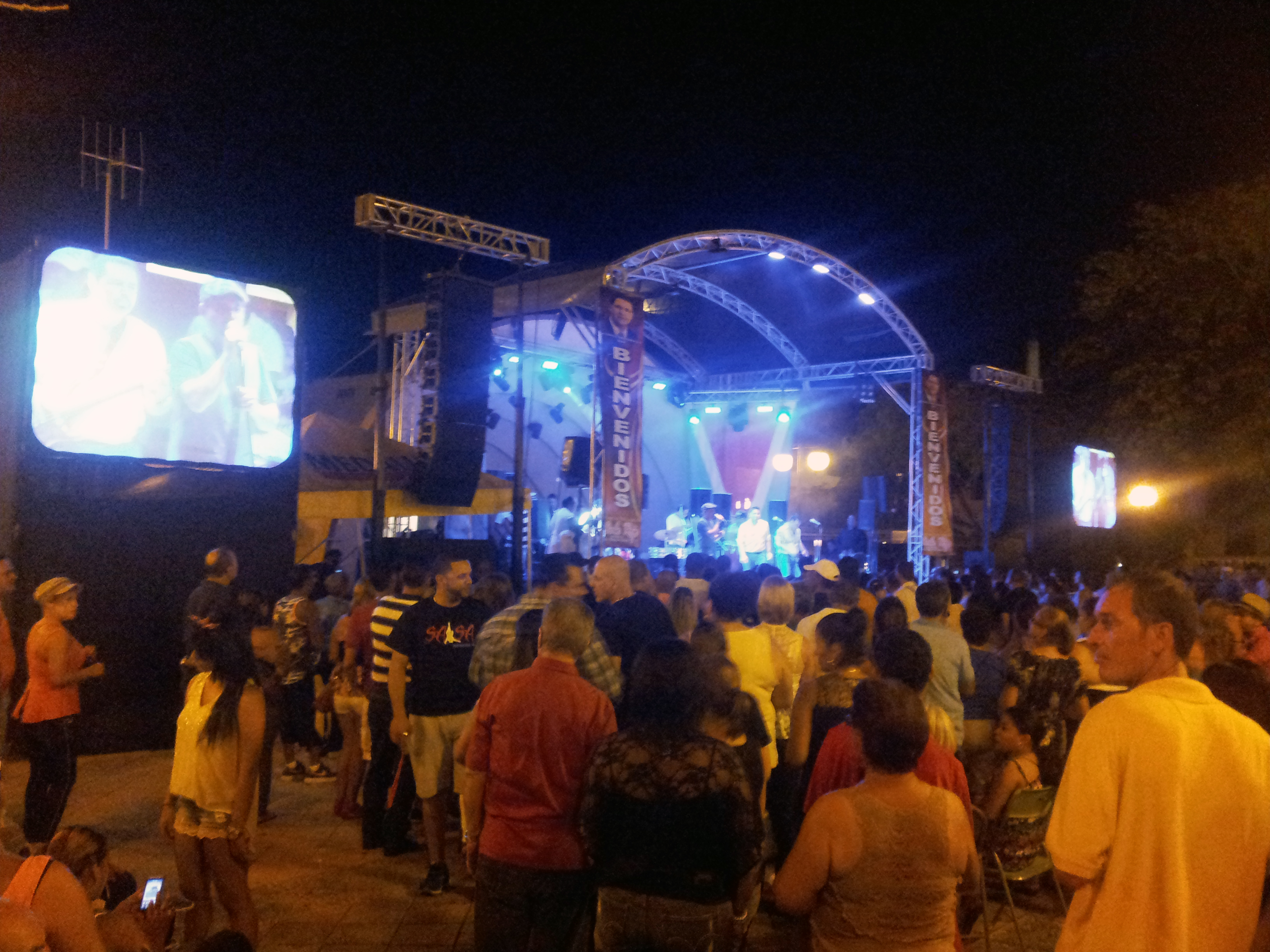
Feste patronali San Michele Arcangelo

Si celebra tradizionalmente, alla fine di aprile, nella Plaza del Pescador, nel Comune e nel Primo Villaggio dei Pescatori di Puerto Real. Evento imponente con una lunga tradizione nella Zona Ovest. Fin dalle prime ore del mattino diverse migliaia di persone si radunano per le vie del paese, dove si può godere di una fiera dell'artigianato, mostre di pesci rari, squali e altri molluschi, gite in barca nella baia e piatti tipici a base di pesce e frutti di mare, chioschi e musica di vari artisti di fama nazionale.

#### Giornata di Betances
La Giornata di Betances si celebra dal 1981, tradizionalmente l'8, 9 e 10 aprile, nella piazza Dr. Ramón Emeterio Betances y Alacán, che prende il nome dal famoso portoricano. Tributi postumi vengono resi al "Padre della Nazione Portoricana" nel suo mausoleo, dove si trovano le ceneri del grande eroe. Situato al centro della piazza, con il suo busto, targhe e decorato con le bandiere di Porto Rico, Cabo Rojo e Lares. L'Istituto di Cultura Portoricana sponsorizza una fiera dell'artigianato, con artigiani provenienti da tutto Porto Rico e varie attività culturali ed educative.

#### Apertura estiva
Questo evento è ciò che segna l'inizio ufficiale della stagione estiva a Cabo Rojo. È un periodo in cui la città si riempie di visitatori e turisti provenienti da tutte le regioni e angoli dell'isola, nonché da fuori Porto Rico. Allo stesso modo, gli esercizi commerciali, gli alberghi e i ristoranti della zona approfittano della prosperità derivante dall'arrivo di migliaia di persone, che fanno i loro acquisti nella regione. In quella notte, tradizionalmente di fine maggio, le strade del Poblado di Boquerón si riempiono di migliaia di persone per dare il benvenuto all'estate con spettacoli musicali di vari artisti, cibo, bevande e un bellissimo spettacolo pirotecnico nella baia di Boquerón.

#### Festività

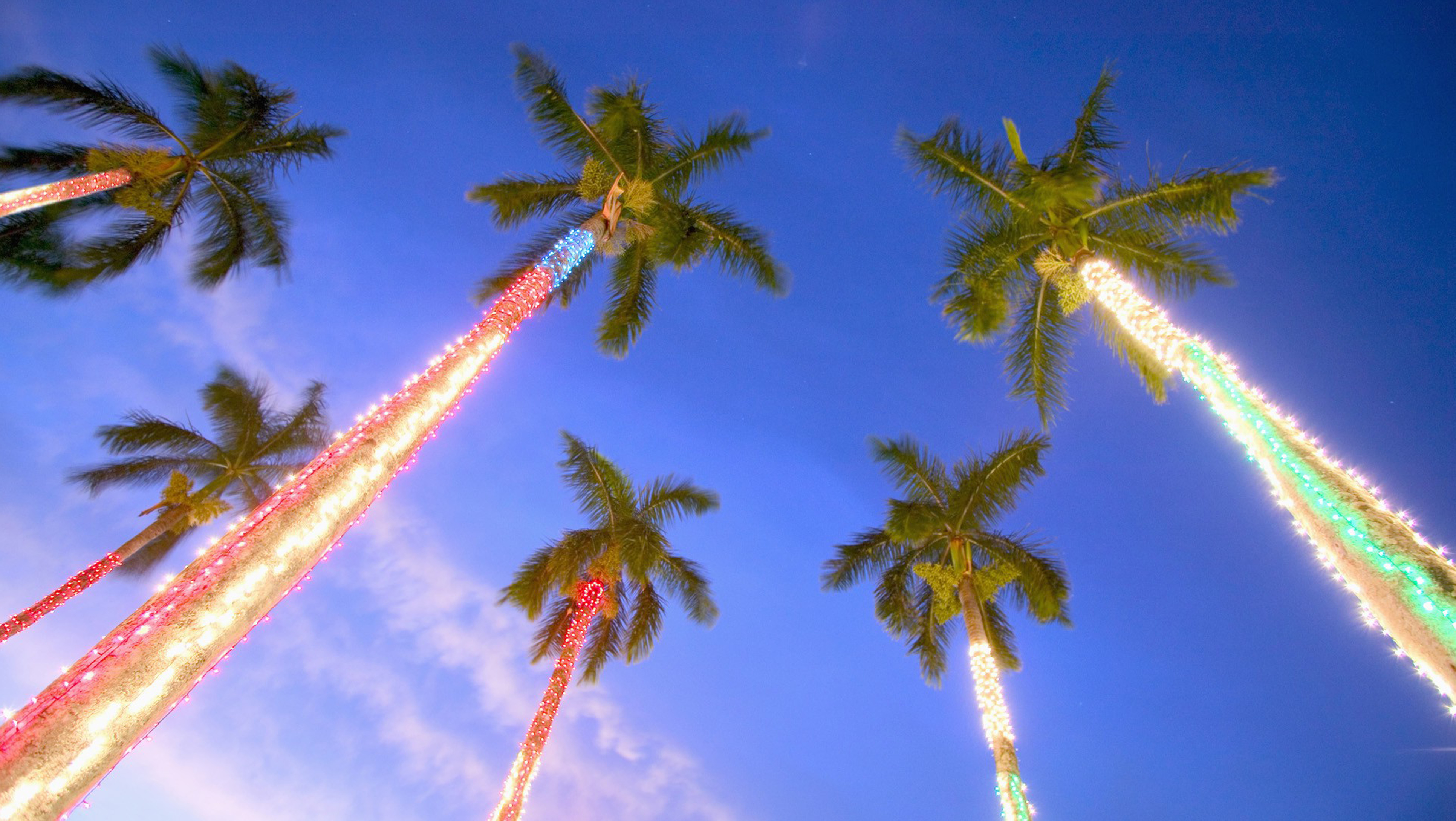
Palme a Natale, Boquerón

Ogni anno la città celebra le feste patronali in onore del suo santo patrono San Miguel Arcángel. Anniversari che si susseguono ininterrottamente dalla fondazione ufficiale di Cabo Rojo. Queste attività, che si svolgono intorno al 29 settembre, comprendono la processione religiosa poiché hanno origine come tradizione cattolica. Tuttavia, questi festival adottarono altri elementi africani e origini locali.
Attualmente si svolgono nella Plaza Dr. Ramón Emeterio Betances y Alacán. I festeggiamenti di Cabo Rojo sono una colorata dimostrazione dell'orgoglio e della felicità del Caborrojeño, mettendo in risalto sfilate, giochi tradizionali, machinas, cibo, bevande e spettacoli dal vivo.

#### Illuminazione natalizia
Questa attività, che si svolge ogni anno la prima settimana di dicembre, si caratterizza per essere l'accoglienza del Natale a Cabo Rojo. La piazza Dr. Ramón Emeterio Betances y Alacán si riempie di luci, colori e immagini natalizie. Al Sindaco della città spetta l'onore di fare il conto alla rovescia, al termine del quale la piazza e le vie del Centro si illuminano con gli addobbi natalizi. Il tutto in una cornice musicale, con diversi artisti del parco giochi e spettacoli dei bambini e dei ragazzi delle scuole di Cabo Rojo.

#### Festival Le Lo Lai
Questo festival si svolge al Poblado de Boquerón, durante il periodo natalizio. Il suo scopo è quello di far conoscere la cultura e la musica natalizia per le vie e le piazze del paese. Sia la gente del posto che i visitatori riempiono le strade del paese, godendosi spettacoli musicali, piatti tipici natalizi, bevande e giochi nei diversi esercizi commerciali della zona.

### Istituzioni, enti e associazioni
Cabo Rojo ospita diverse associazioni attive in ambiti sociali, ambientali, culturali e comunitari.
- L'Asociación Protectora de Animales de Cabo Rojo, Inc., fondata nel 2004, si dedica al salvataggio, alla cura e all’adozione di cani randagi, promuovendo l’adozione responsabile e contrastando il maltrattamento animale attraverso campagne e azioni legali.
- Il Comité Caborrojeño Pro Salud y Ambiente (CCPSAI), attivo dal 1990, è un punto di riferimento per la conservazione ambientale. Gestisce il Centro Interpretativo Las Salinas, promuove programmi educativi come “Semillas para el Ambiente” (semi per l'ambiente) e ha ricevuto riconoscimenti per il suo impegno ecologico.
- Waves Ahead è un’organizzazione che sostiene la comunità LGBT anziana con programmi di microimprenditorialità e formazione, oltre al programma “ReconstruyeQ” per la resilienza post-uragano.
- Altrusa Internacional, Inc. fa parte di una rete globale che realizza progetti di alfabetizzazione, raccolte fondi e iniziative di servizio comunitario, invitando volontari locali a partecipare.
- Detallistas Unidos de Cabo Rojo rappresenta i commercianti locali e promuove lo sviluppo economico del territorio.

Esistono anche numerose associazioni di quartiere, come la Asociación de Residentes de Villa Taína Interior Quintas del Mar; l’Asociación de Vecinos Alturas del Marla Asociación de Titulares Estancia Esperidiona e il Concilio De Núcleo De Villa Taína, tutte impegnate nella gestione e valorizzazione delle rispettive comunità.
Altre realtà rilevanti includono i Caballeros de Colón, ordine religioso dedita alla beneficenza; la Fundación Iván Omar Lugo González, che offre borse di studio a studenti meritevoli; la Fundación para el Desarrollo Integral de la Mujer Inc., che sostiene le donne attraverso programmi educativi; Hermanos Sin Fronteras Inc., che promuove l’educazione artistica e culturale; e infine l’Hogar de Ancianos Hacienda María de los Reyes, che offre assistenza residenziale agli anziani.

### Criminalità

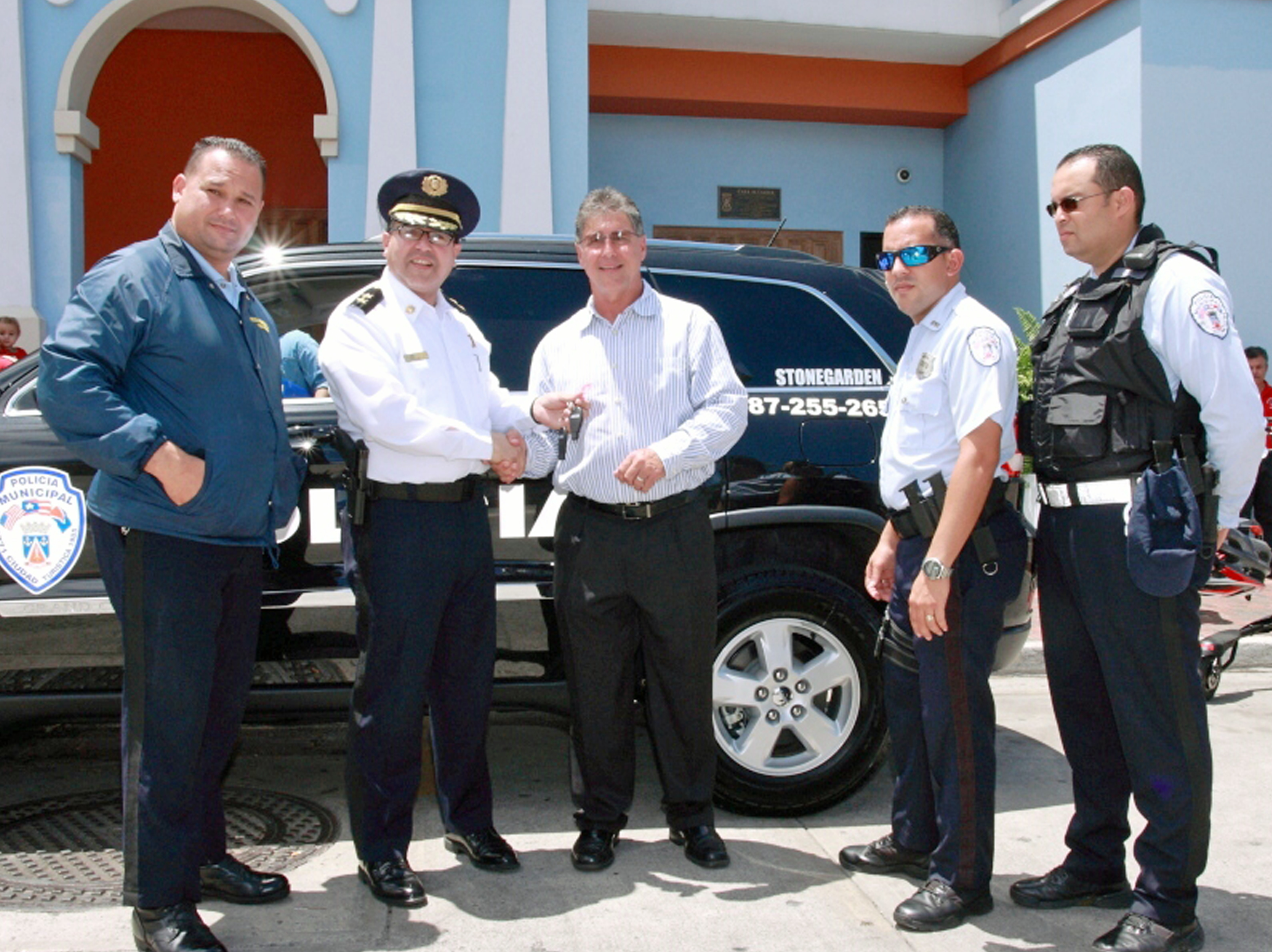
Il sindaco di Cabo Rojo e gli agenti della polizia municipale

Nonostante sia una grande città, non ha un alto tasso di criminalità. Cabo Rojo è la città più lontana dalla capitale, fatto che rende il comune tranquillo e lontano dal caos e dalla frenesia dell'area metropolitana. Le forze di polizia con autorità di polizia sono la Polizia di Stato di Porto Rico e la Polizia Municipale di Cabo Rojo, una delle più preparate ed equipaggiate. La Polizia di Stato è presente in diverse divisioni sul territorio cittadino ed è fortemente presente grazie ai flussi di visitatori e turisti nelle diverse zone turistiche del comune.
La División de Drogas y Narcóticos (Divisione Droga e Narcotici) si trova a Puerto Real. Nel quartiere di Boquerón operano la Caserma Boquerón, le divisioni delle Fuerzas Unidas de Rápida Acción - FURA (Forze Unite di Azione Rapida) e l'Unidad Montada de la Policía Estatal (Unità a cavallo della Polizia di Stato). La sua sede principale si trova in Hostos Street. Anche la Polizia Municipale di Cabo Rojo dispone di diversi punti di servizio in città. La sua sede principale e il Centro di Comando si trovano alla fine della via Muñoz Rivera. Ha sede nel Poblado El Combate, nella Zona Sud, con lo scopo di fornire sorveglianza e sicurezza nell'intera regione. Dispone inoltre dell'Unità Marittima, dotata di natanti e altri mezzi nautici per il monitoraggio delle acque territoriali del Comune. La Polizia Municipale di Cabo Rojo è stata fondata il 26 maggio 1985 e ha 30 anni di servizio ai cittadini di Cabo Rojo.

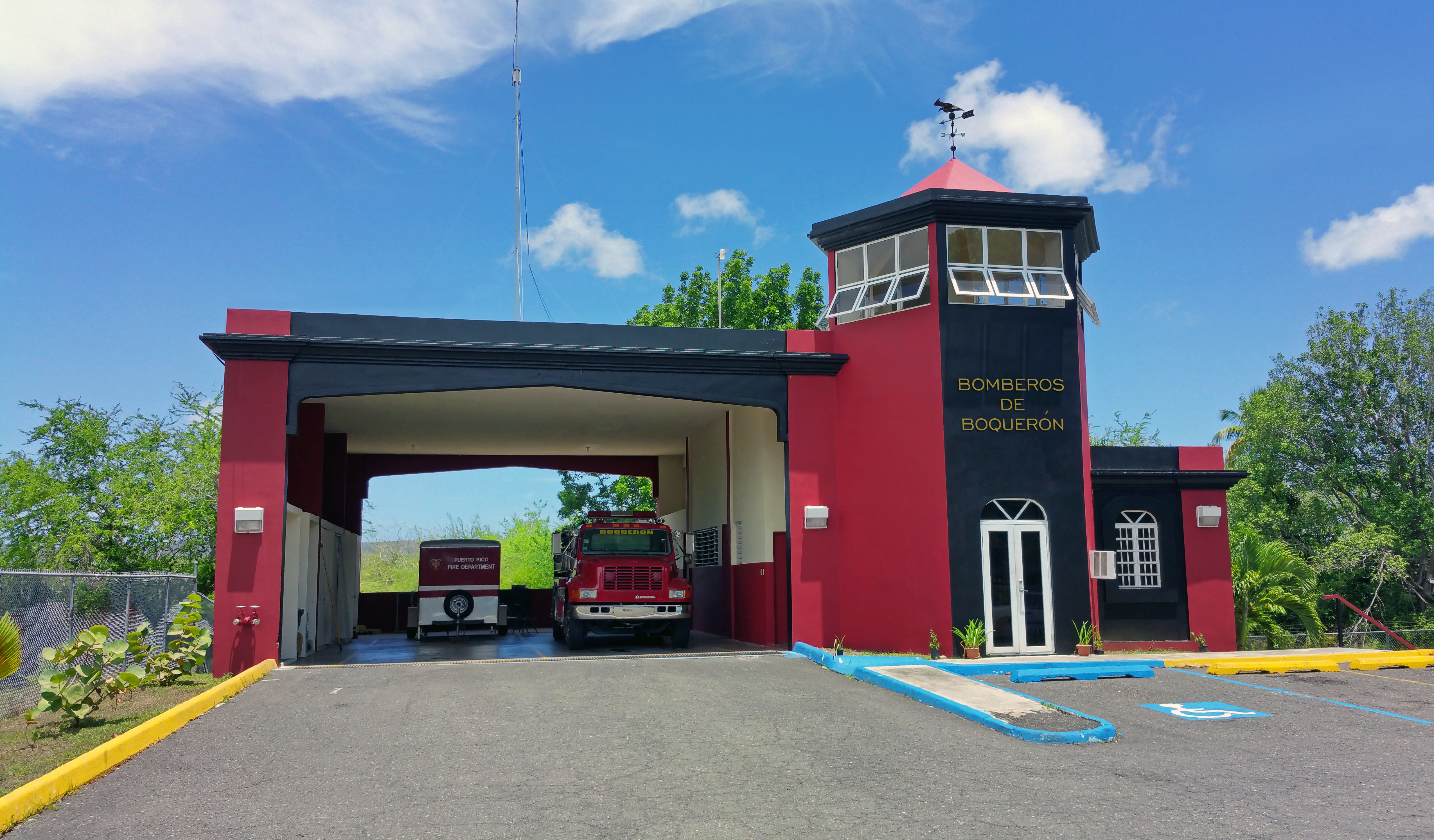
Caserma dei vigili del fuoco di Boquerón.

Nel settore della sicurezza antincendio, la città ha 2 caserme dei vigili del fuoco. Una per ciascuna metà nord/sud della città. Quello principale è costituito dalla Stazione dei Corpi Vigili del fuoco di Porto Rico "Chaibén J. Fas Fagundo" nella zona del Centro. Questa stazione serve la maggior parte dei casi di incendio la città, soprattutto la metà settentrionale. Nel Poblado di Boquerón si può trovare la stazione dei vigili del fuoco. Questa installazione serve la metà meridionale, integrando quella del Centro. Assessorato dal Dipartimento delle risorse naturali e ambientali di Porto Rico si occupa della manutenzione dei camion e delle attrezzature aggiuntive per fornire assistenza in caso degli incendi boschivi in aree sensibili e riserve naturali protetti dalla città. Lo sono i vigili del fuoco di Cabo Rojo altamente formati nell'uso delle attrezzature e costantemente si reinventano per portare le loro conoscenze e competenze nell'area di fuoco. Nei casi di incendio denunciati, rispondono le stazioni e i rispettivi vigili del fuoco veloce ed efficiente.

### Cucina

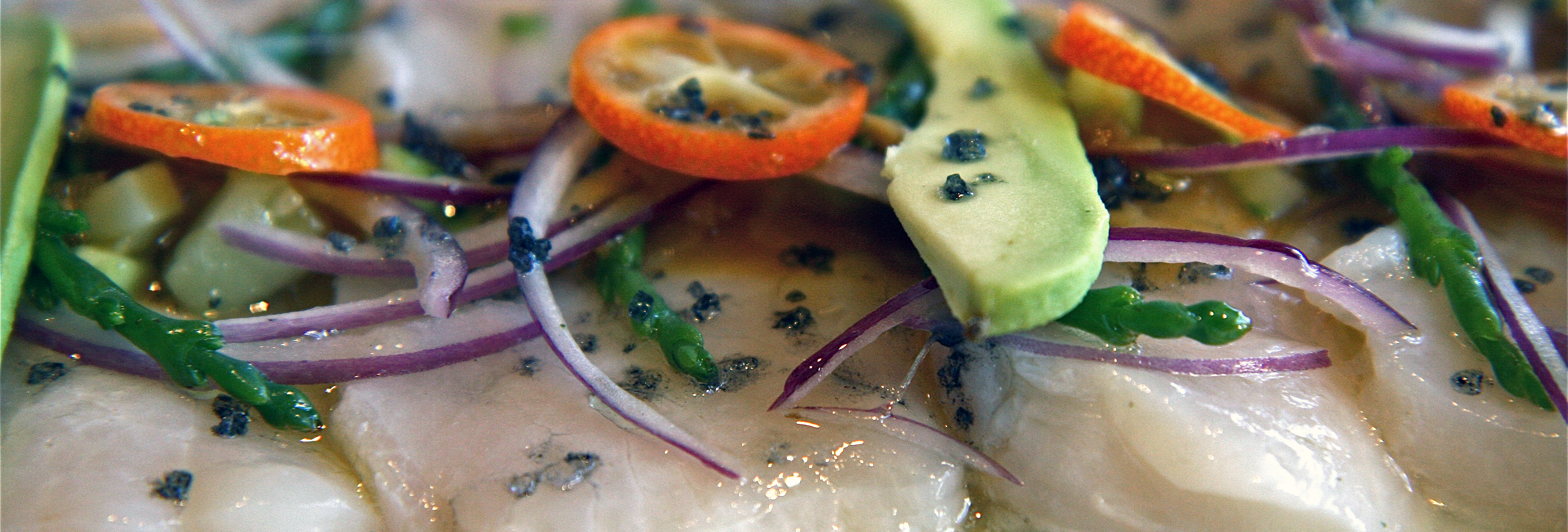
Prelibatezza culinaria a Joyuda.

Cabo Rojo si vanta con orgoglio di avere il meglio della tavola creola e internazionale. Dai frutti di mare più buoni e freschi delle sue coste al maialino arrosto più gustoso della zona montuosa. Da generazioni, centinaia di famiglie Caborrojeñas si distinguono offrendo la migliore qualità e servizio. Dal settore La Tuna con il gustoso maialino arrosto, scendendo per tutta Joyuda, sul “Milla de Oro del Buen Comer” (Miglio d'Oro del Buon Mangiare). La città offre qualcosa per tutti i gusti, il suo ricco sapore Caborrojeño.

## Economia

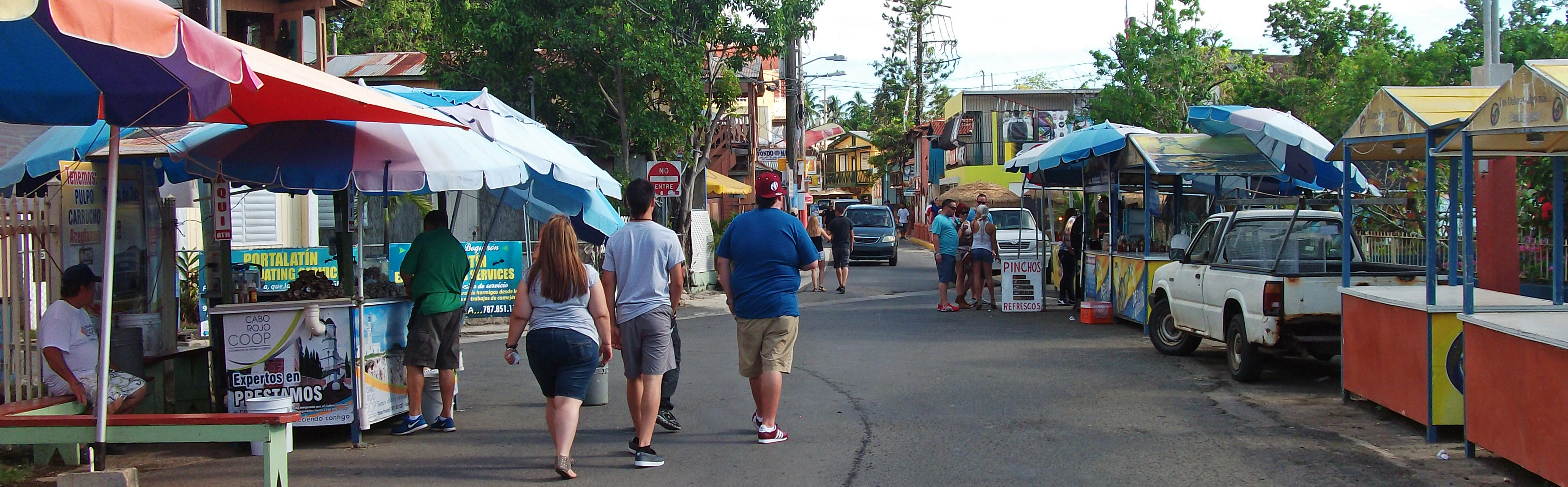
Turismo e divertimento sono aspetti fondamentali della vita economica della città; È la più grande attrazione turistica nazionale del paese, sia per i portoricani che per gli stranieri.

Tradizionalmente l'economia della città è dipesa quasi esclusivamente dall'industria del turismo. Prima del 1980 si basava principalmente sulla pesca commerciale. Dagli anni '80, tuttavia, l'economia della città si è diversificata e oggi ruota attorno a un'industria mista che comprende il settore della pesca, quello immobiliare e il suo punto di forza, il turismo.
Si prevede che la costruzione di ulteriori progetti residenziali e commerciali, la cui costruzione inizierà nel 2014, dovrebbe contribuire in modo significativo all'economia della zona. Anche l'agricoltura, il commercio e i servizi sono attori importanti dell'economia locale. È un'azienda agricola e un centro di distribuzione. Le industrie includono il turismo, la lavorazione dei prodotti agricoli, la lavorazione dei materiali riciclabili, l'industria manifatturiera e i prodotti ittici. I produttori includono tessili, mobili, articoli per la casa e prodotti in metallo. La città, però, ha un tasso di disoccupazione che si aggira intorno al 12%.
Le risorse naturali hanno un rapporto "simbiotico" con l'economia del comune. Vale a dire, è di estrema importanza ricercarne la tutela con il beneficio che ciò comporta per la promozione del turismo e dei suoi conseguenti benefici economici.

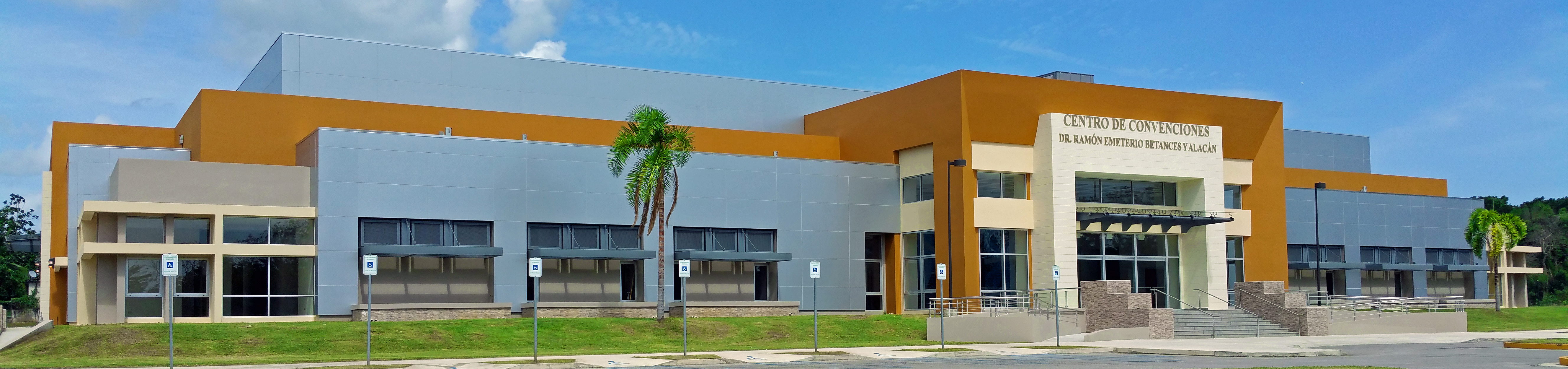
Centro delle convenzioni di Cabo Rojo, il più grande della parte occidentale di Porto Rico.

## Salute

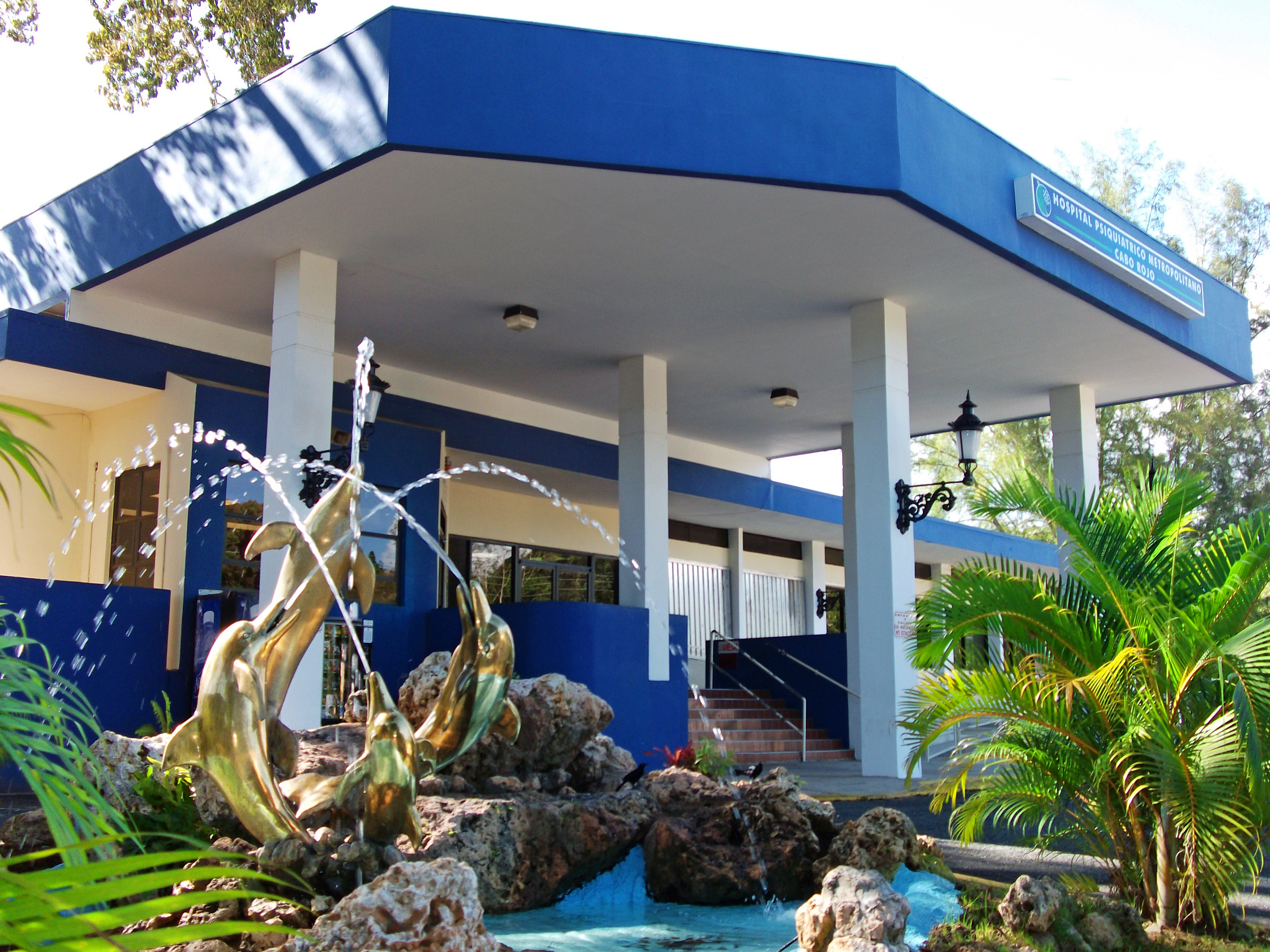
Ospedale psichiatrico Metropolitano

Cabo Rojo ha un istituto sanitario privato, l'Ospedale Psichiatrico Metropolitano. Altre grandi istituzioni sanitarie non si trovano a Cabo Rojo, ma a poche miglia di distanza. La città ha un gran numero di studi medici, laboratori clinici e farmacie. Dispone anche di assistenza medica ambulatoriale nelle specialità di base. Diverse cliniche dislocate su tutto il territorio eseguono interventi, senza dover spostarsi fuori città per eseguirli.

## Cultura e vita contemporanea

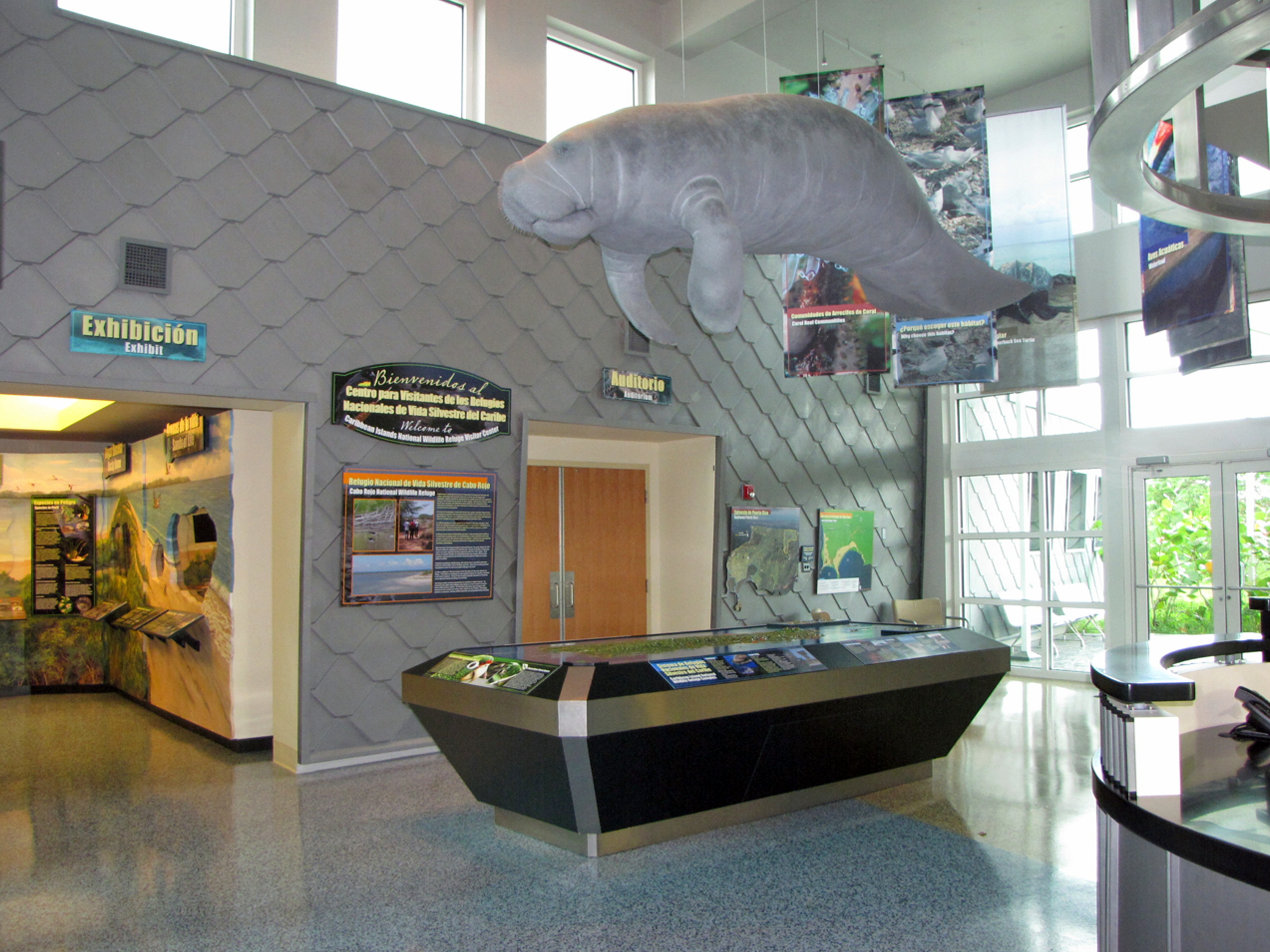
Accoglienza del Centro Visita del Rifugio nazionale della pesca e della fauna selvatica.

Cabo Rojo è uno dei principali centri turistici e culturali di Porto Rico. La sua architettura comprende chiese, strutture ed edifici risalenti alla fine del XVI secolo fino al XIX secolo, mescolandosi con i design moderni del XX secolo. Cabo Rojo fu sede di insediamenti indigeni e spagnoli, fu per molti anni un importante porto e fu influenzato dall'architettura spagnola.
Cabo Rojo ha ereditato dal passato un ruolo culturale molto forte. Nel corso degli anni, i suoi scenari naturali e i luoghi di sorprendente bellezza sono stati preferiti per le riprese di produzioni cinematografiche nazionali e internazionali. Alcuni esempi sono: Wuthering Heights, A Perfect Getaway e, più recentemente, Dark Power, che ha trasformato il faro di Cabo Rojo in un set per diverse scene d'azione. Allo stesso modo, l'ufficio del sindaco, una spiaggia Caborrojeña e il parador di Bahía Salinas hanno fatto da cornice agli uffici dell'FBI e ad alcuni momenti romantici. La città è stata anche il set per le riprese di vari video musicali di generi diversi. Tra alcuni dei video musicali girati in città: Me Puedes Llamar di El Joey; Donde Nadie Nos Vea di El Joey ft. Jowell, Maquinando di Miguelito, El Sujeto, Franco "El Gorila" e Bonny Cepeda; La Jirafa di Calle 13; Actúa di J Álvarez, Zion e De La Ghetto e No Me Hace Falta Na di Danny Fornaris.

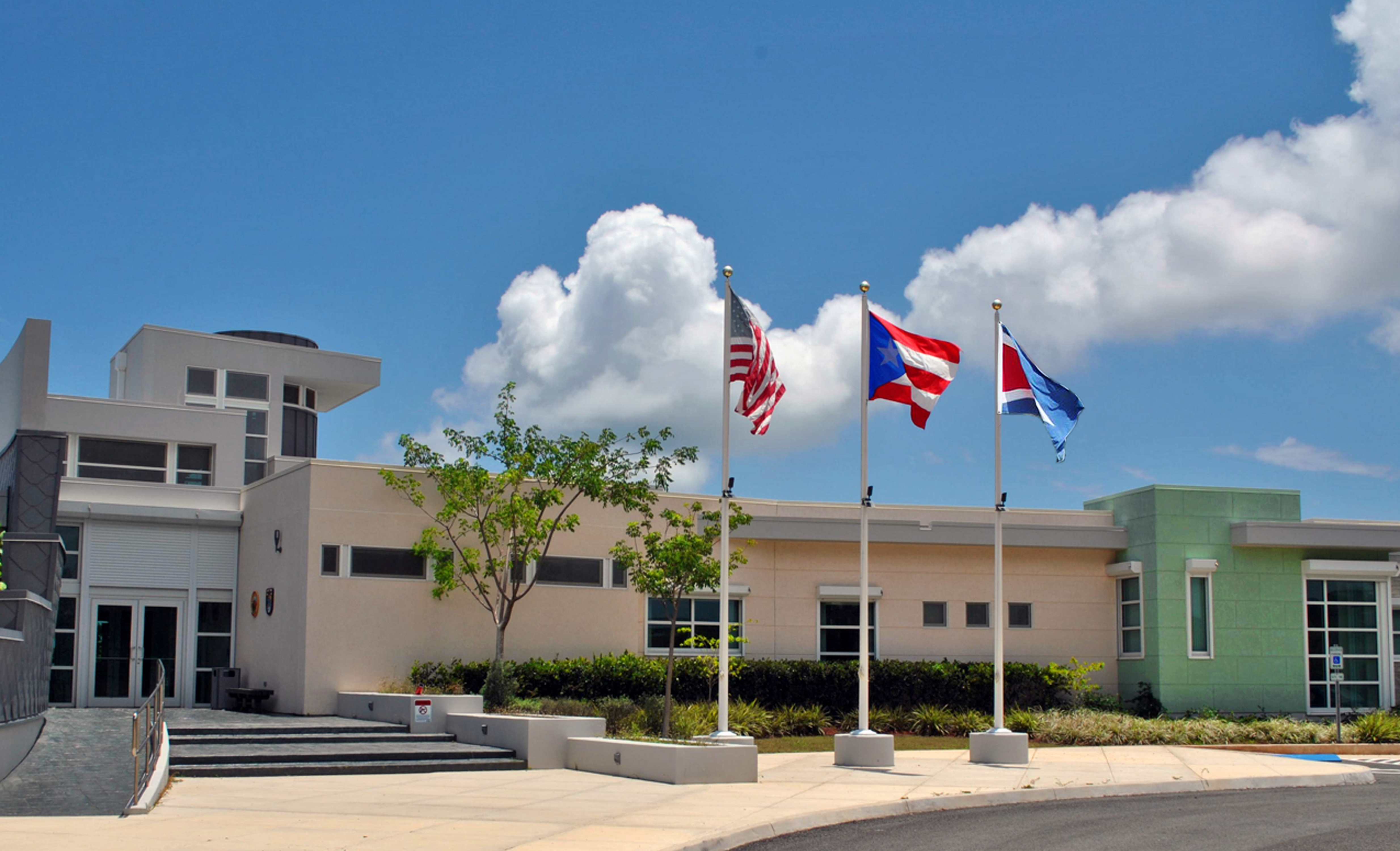

Cabo Rojo possiede un notevole numero di attrazioni culturali, come la Biblioteca Comunale, uno dei centri studi più moderni della regione; il Teatro Excelsior; il Museo de Los Próceres; la Piazza Artigianale; la Casita Mata con Hacha, il Centro Interpretativo Las Salinas e il Centro de Visitantes del Refugio Nacional de Pesca y Vida Silvestre.

### Istruzione

#### Scuole pubbliche
- Segunda Unidad Federico Degetau

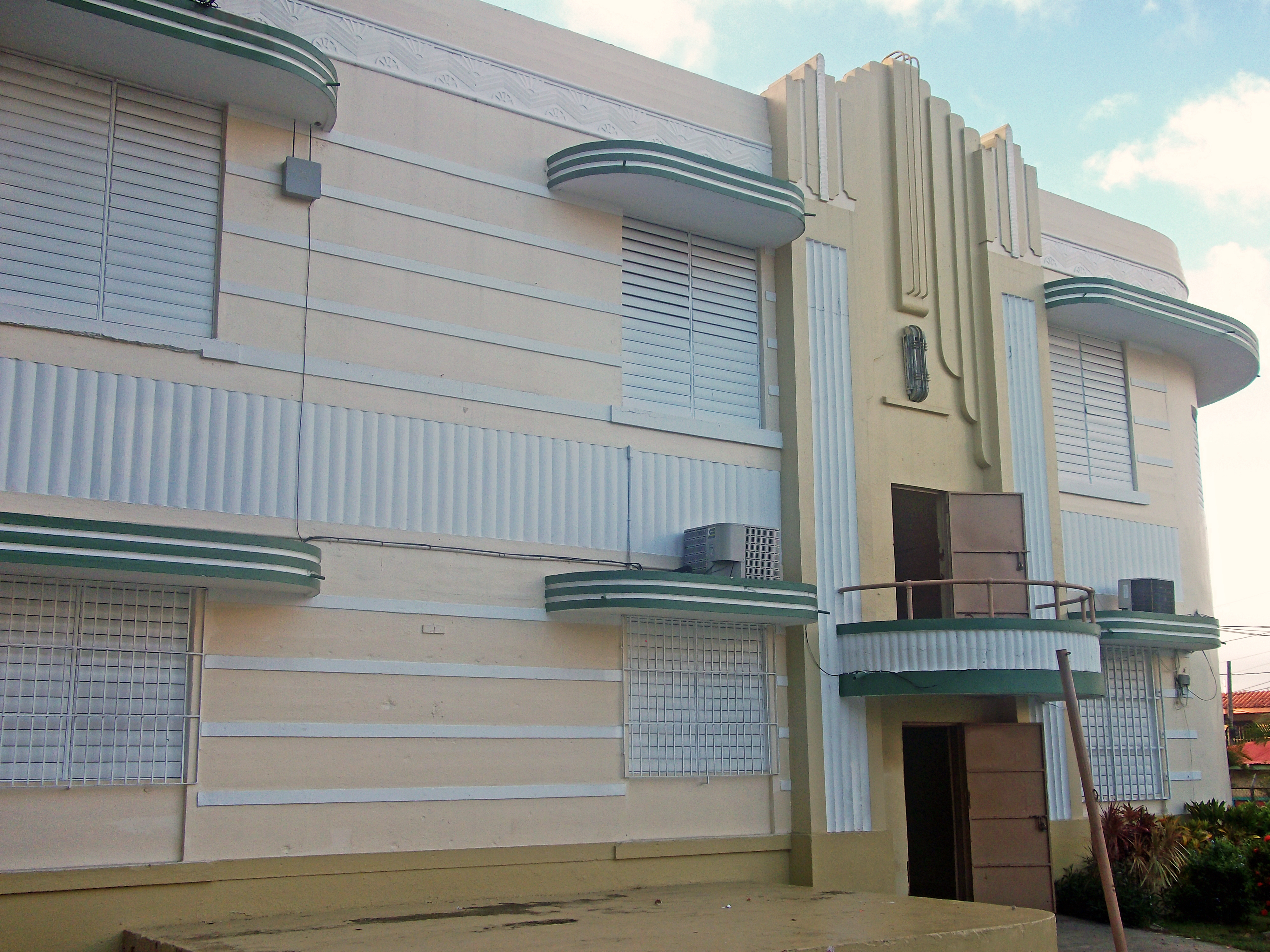
Scuola Luis Muñoz Marín - Centro. Vecchia scuola superiore

- Escuela Superior Inés María Mendoza
- Escuela Superior Monserrate León de Irizarry
- Escuela Segunda Unidad Mildred Arroyo Cardoza
- Escuela Elemental Luis Muñoz Souffront
- Escuela Intermedia Luis Muñoz Marín
- Escuela Intermedia Pedro Nelson Colberg
- Segunda Unidad Carmen Vignals Rosario
- Escuela Elemental Pedro Fidel Colberg
- Escuela Elemental Severo E. Colberg Ramírez
- Segunda Unidad Sebastián Pabón Alves
- Escuela Elemental Ramón Emeterio Betances y Alacán
- Segunda Unidad Antonio Acarón Correa
- Escuela Elemental Carlota Matienzo
- Escuela Elemental James Garfield
- Escuela Elemental Manuel Fernández Juncos
- Escuela Elemental Pole Ojea

#### Scuole private
- Colegio San Agustín
- Cemi-Montessori
- Cabo Rojo Christian Academy
- Centro de Desarrollo Integral "Mafalda"
- Centro de Embajadores: Young Ambassadors Academy
- Inspiration Christian Academy, Inc.
- Praise Christian Academy
- Instituto Técnico Vocacional del Oeste, Inc.

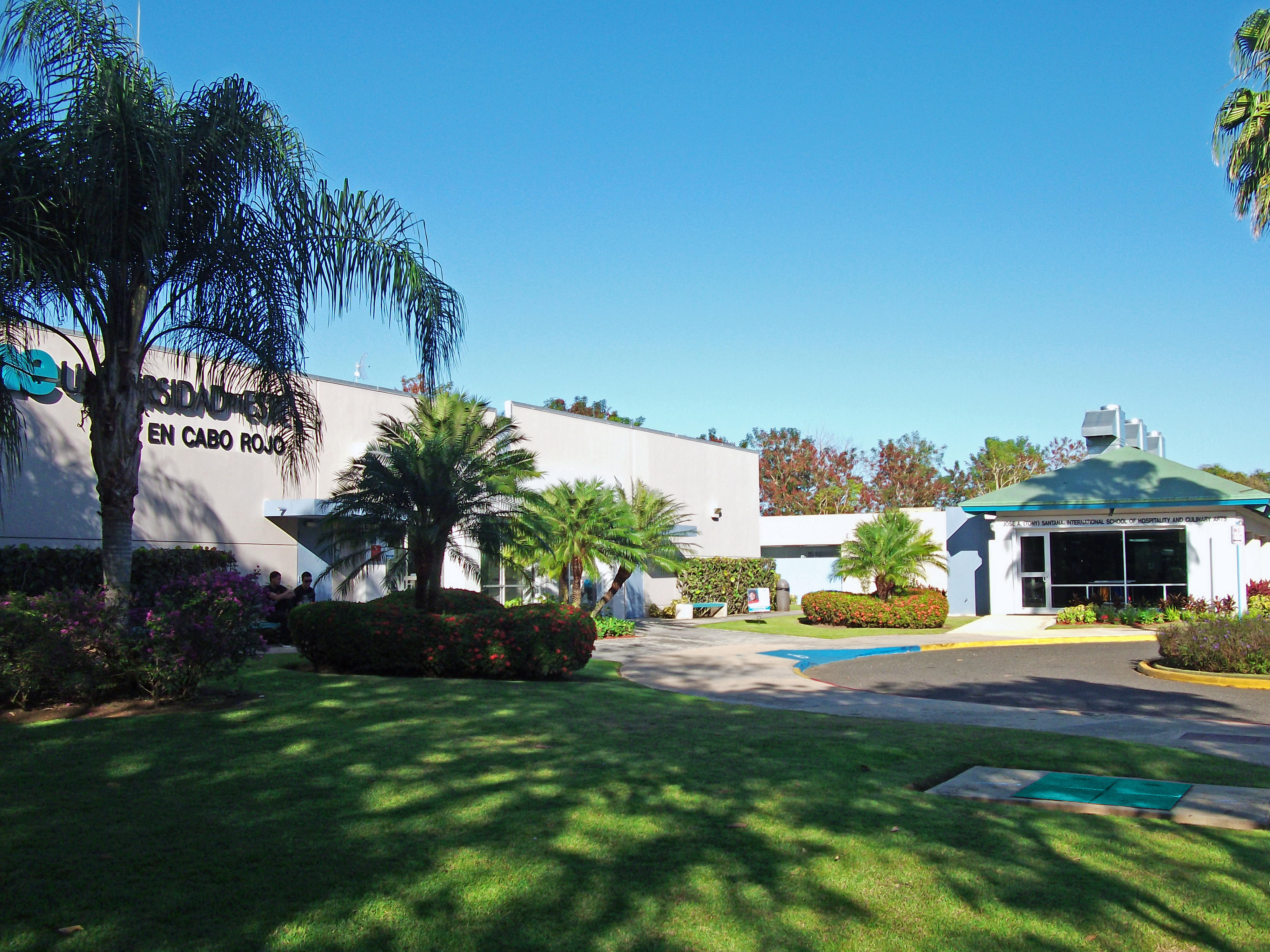
Università del Este - Campus di Cabo Rojo

#### Università
- Università Ana G. Méndez

### Media

#### Stampa
A Cabo Rojo ha sede il quotidiano El Faro del Suroeste (fondato nel 2013).

#### Televisioni e Radio
A livello radiofonico sono attive WYAC (AM) (frequenza 930 KHz) e Hot 102

### Turismo

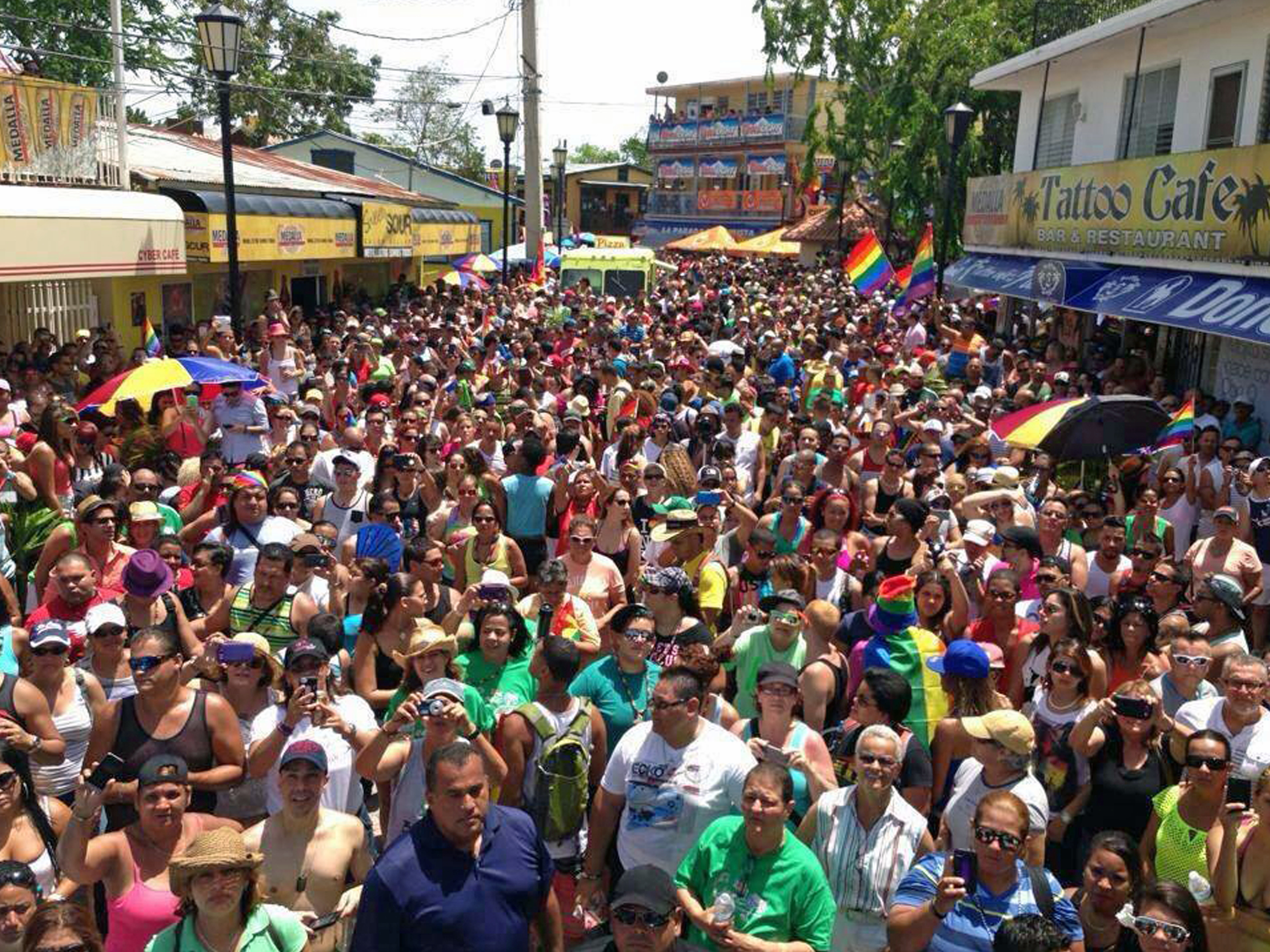
Festival dell'orgoglio LGBT a Boquerón

Cabo Rojo è una delle principali attrazioni turistiche di Porto Rico. Riceve la più alta concentrazione di visitatori e turisti interni all'anno rispetto a qualsiasi altra città di Porto Rico. Cabo Rojo attira un gran numero di turismo nazionale e internazionale, che arriva in città alla ricerca delle sue spiagge, della sua variegata offerta culturale e della sua vivace vita notturna. Tenendo conto del numero di visitatori, nazionali e internazionali, riceve circa 450.000 turisti all'anno. La città ospita alberghi e il maggior numero di locande e trattorie gastronomiche dell'isola. Cabo Rojo è l'unico comune di Porto Rico con 45 km di costa, che si estende dai suoi limiti con i comuni di Lajas fino a Mayagüez. In città si trova l'Ufficio del Turismo della Regione Porta del Sol, il marchio turistico del governo statale nella zona occidentale di Porto Rico. Cabo Rojo fa parte di Porta del Sol e il suo comune principale.
Il governo municipale ha concentrato il suo lavoro sulla modernizzazione dell'economia della città, sulla riduzione delle sue carenze sociali e sul miglioramento della sua posizione commerciale come parte di un'iniziativa per rafforzare l'industria del turismo. La maggior parte del turismo a Cabo Rojo proviene dallo stesso Porto Rico (65%), mentre il 35% proviene da altri paesi. Dei turisti internazionali, il 38% proviene dagli Stati Uniti, il Sud America contribuisce per il 24%, la stessa percentuale dell'Europa, mentre il restante 14% proviene da Asia, Africa, America Centrale e Oceania.
La città è un'importante destinazione LGBT, quasi 80.000 turisti visitano ogni anno la città di Cabo Rojo. El Poblado de Boquerón, le sue strade e la spiaggia sono eccezionali per la sua popolarità tra la comunità, essendo il suo principale punto d'incontro.

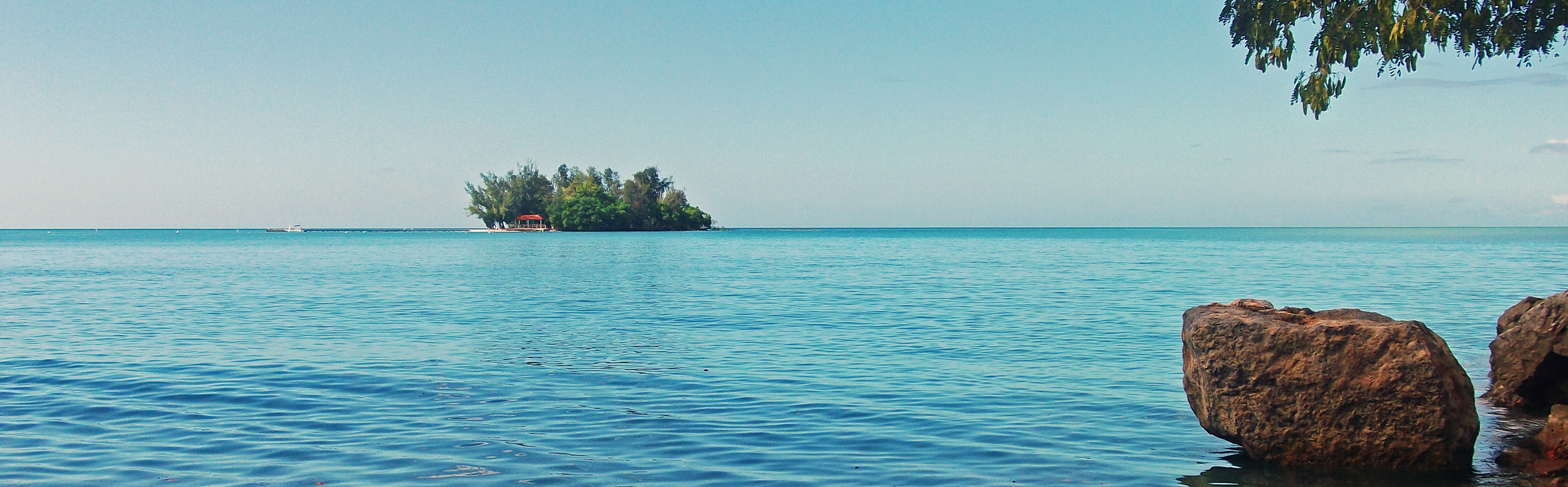
Islote Piñero (Ratones), dalla costa di Joyuda.

### Letteratura

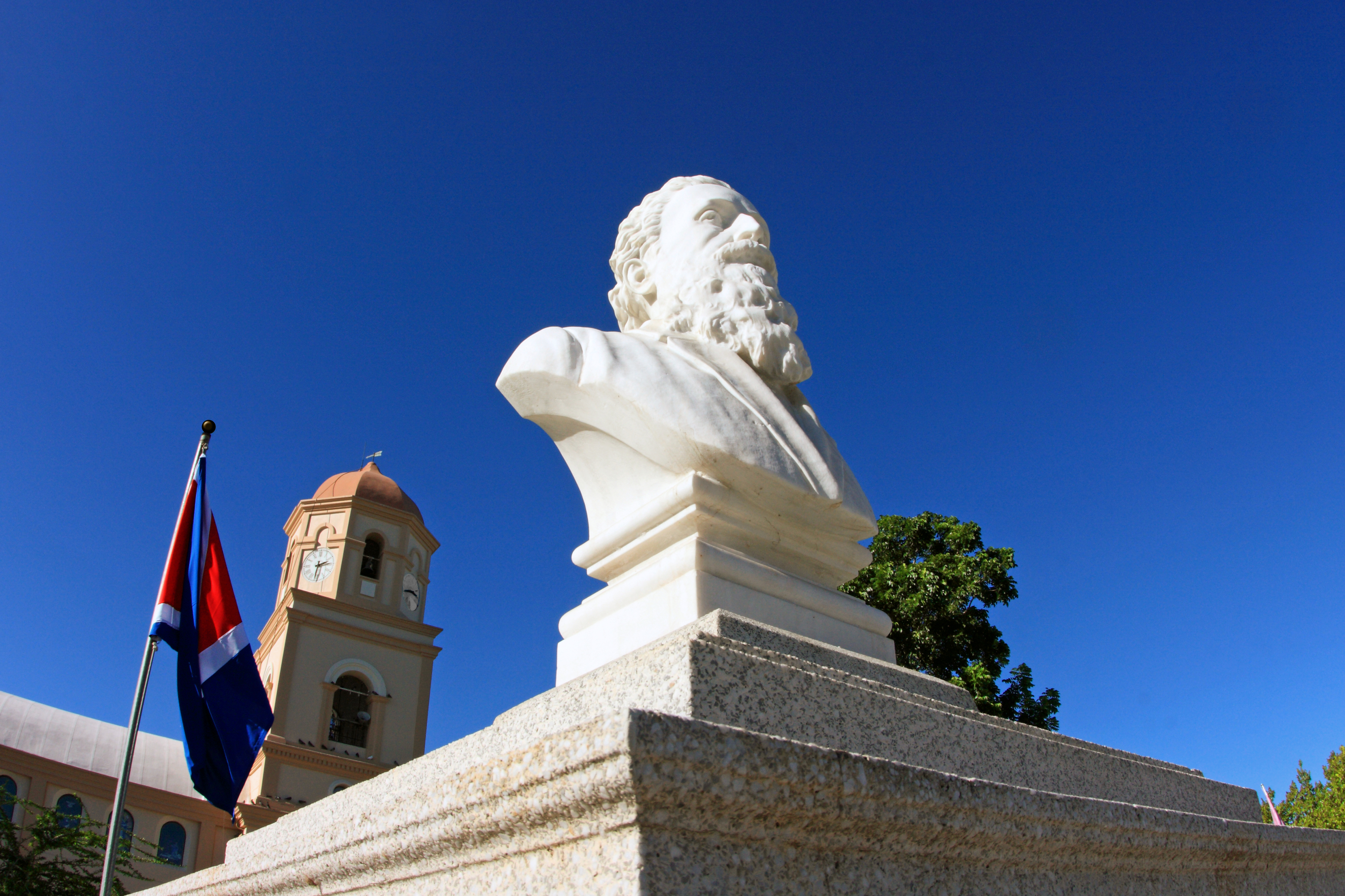
Busto di Betances, Piazza Pubblica Dr. Ramón Emeterio Betances y Alacán.

Dopo il passaggio di sovranità dalla Spagna al governo degli Stati Uniti d'America nel 1898, Cabo Rojo sviluppò rapidamente una vita culturale borghese di tipo europeo, comprendendo diversi giornali, nei quali la maggior parte degli scritti furono inizialmente pubblicati in serie. In quel periodo furono pubblicate innumerevoli opere letterarie di autori Caborrojeños di grande valore letterario. Uno dei più riconosciuti è proprio il figlio più illustre di questa città alla fine del XIX secolo, il Dr. Ramón Emeterio Betances y Alacán. La sua opera letteraria comprende scritti politici e letterari, nonché un lavoro scientifico che gli è valso un premio da parte del governo francese. Aveva commentato e criticato gli eventi politici e sociali della città e del paese, come la schiavitù e le condizioni antigieniche nei ranch.
Alla fine del XIX secolo, Salvador Brau y Asencio, anch'egli di Cabo Rojo, divenne un altro dei bastioni della letteratura, sia a Cabo Rojo che a livello nazionale. Ha ottenuto una formazione da autodidatta e all'età di 16 anni scriveva versi e dirigeva una compagnia teatrale. Con i suoi amici fondò a Cabo Rojo il "Círculo Popular de Enseñanza Mutua", dove si insegnavano corsi di lingua e materie scientifiche. All'età di 23 anni, Brau era segretario del Cabo Rojo Education Board e collaborava alla stampa di San Juan. Nel 1873, sotto il governo della Prima Repubblica spagnola, fu amministratore del Consiglio Comunale. Il suo primo dramma Eroe e Martire, ispirato alla storia della rivolta dei comuneros, fu presentato per la prima volta a Cabo Rojo nel 1871 e fu successivamente rappresentato a Mayagüez e in altre città dell'isola. Il successo dell'opera lo portò a scrivere altre due opere: De La Superficie al Fondo e La Vuelta al Hogar. Inoltre, le sue poesie sono raccolte nella raccolta Hojas Caídas, pubblicata alla fine della sua vita. Dal 1903 fino alla sua morte ricoprì la carica ufficiale di Storico di Porto Rico.
I suoi libri costituiscono un importante contributo allo studio della storia di Porto Rico:
- Puerto Rico y su Historia (1892)
- La Colonización de Puerto Rico (1903)
- Historia de Puerto Rico (1904)
- La Fundación de Ponce (1909)

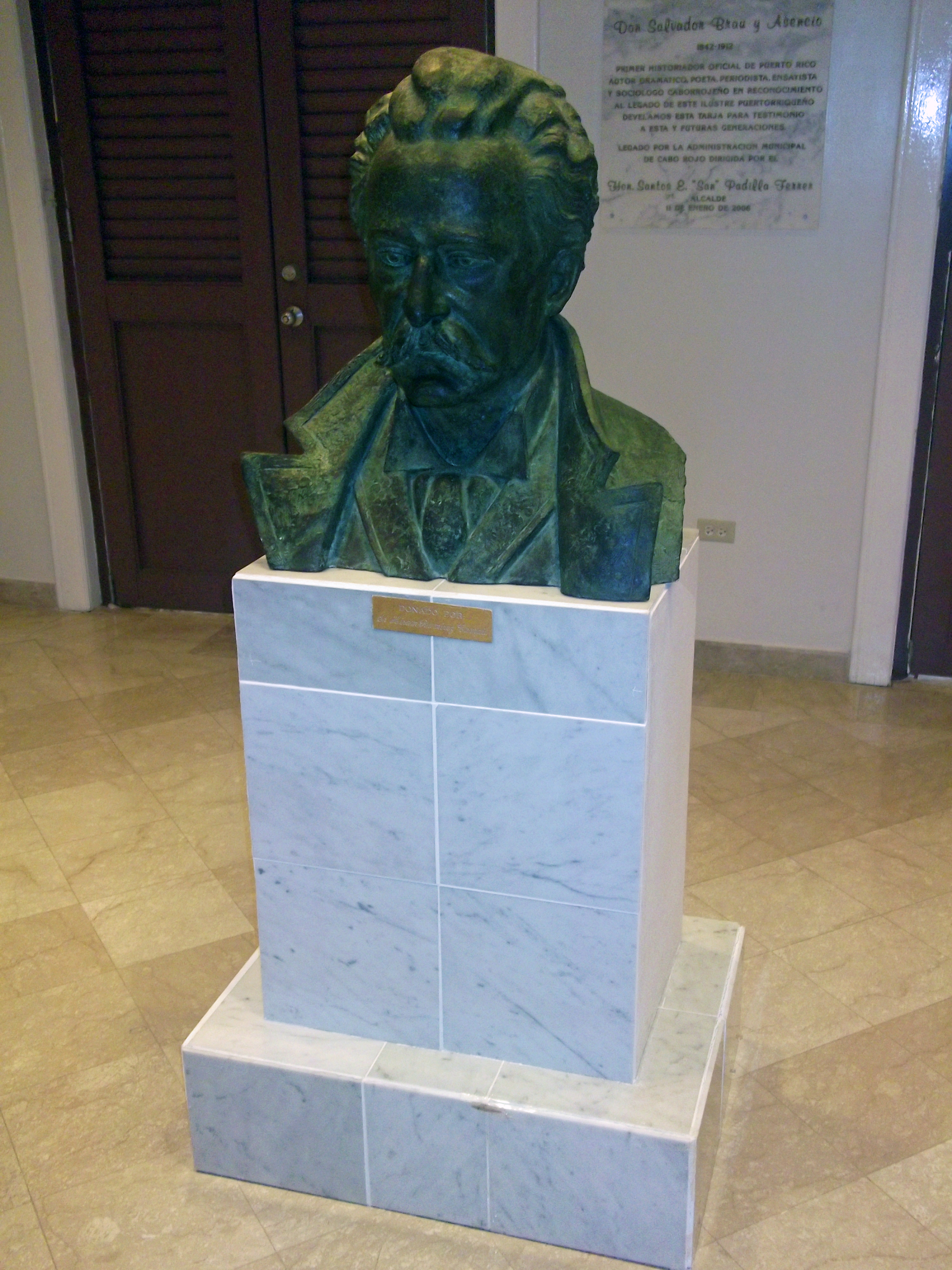
Busto di Salvador Brau.

Nell'anno 1967, dodici (12) penne letterarie dell'epoca, in uno sforzo intellettuale collettivo, fondarono il "CIRCULO LITERARIO CABORROJEÑO" tra cui i seguenti poeti nativi del suolo Caborrojeño: Carmen Eneida Seda, Sifredo Lugo Toro (Zahorí), Carlos Eneri Avilés , Julio A. Toledo, Cayetano Acosta Almodóvar, Antonio Pagán, Lino Lucena Zapata, Reinaldo Silvestri, María de los Milagros Pérez, Edilberto Irizarry Acarón e Myrna Lluch. Questa istituzione culturale pubblicava anche un mensile letterario intitolato "Fiat Lux", edito dall'illustre Caborrojeño, Don Sifredo Lugo Toro (Zahorí).
Quattro anni dopo la fondazione del "Círculo Literario Caborrojeño", il 26 marzo 1971, parte dell'opera poetica dei suddetti autori fu pubblicata nell'Antologia Poetica "Surco y Espiga". Il movimento letterario di quel tempo fu testimoniato anche dalla pubblicazione dell'"Annuario antologico delle feste patronali in onore del Patrono San Miguel Arcángel", anch'esso curato e pubblicato annualmente da Don Sifredo Lugo Toro (Zahorí)... nel corso degli anni corso di dieci (10) ininterrotti. Attualmente (2014), otto dei poeti fondatori dell'epoca di gloria del "Círculo Literario Caborrojeño" sono morti (1967-2013), e sono ancora vivi: María de los Milagros Pérez, Margarita Asencio, Edilberto Irizarry Acaron e Myrna Lluch.
La "Casita Mata con Hacha" (Galleria e Museo d'Arte Caborrojeño), il cui paroprietario e amministratore è la scrittrice e artista Caborrojeña Myrna Lluch, dalla sua fondazione il 1 maggio 2011, è attualmente un luogo di belle arti, cultura e storia. Caborrojeña che celebra eventi culturali bimestrali dove continua a esaltare e far conoscere le voci poetiche contemporanee di Cabo Rojo e dei paesi circostanti, organizzando "Peñas Literarias" dove i poeti fanno conoscere le loro ispirazioni più recenti e le loro opere letterarie pubblicate... avendo pubblicato nel 2013, la sua prima "Antologia Poetica" raccoglie composizioni di tredici (13) poeti contemporanei, mantenendo viva e latente l'attività letteraria a Cabo Rojo. Il quotidiano "El Faro del Suroeste" (quotidiano pubblicato localmente) ha anche una "Pagina poetica" dove vengono pubblicate poesie di autori Caborrojeños.
Cabo Rojo (Culla degli uomini illustri) conta attualmente, agli inizi del XXI secolo, una pletora di grandi scrittori di vari generi letterari, tra cui: poeti, scrittori di racconti, romanzieri e giornalisti pubblicati sia in patria che all'estero.

### Biblioteche

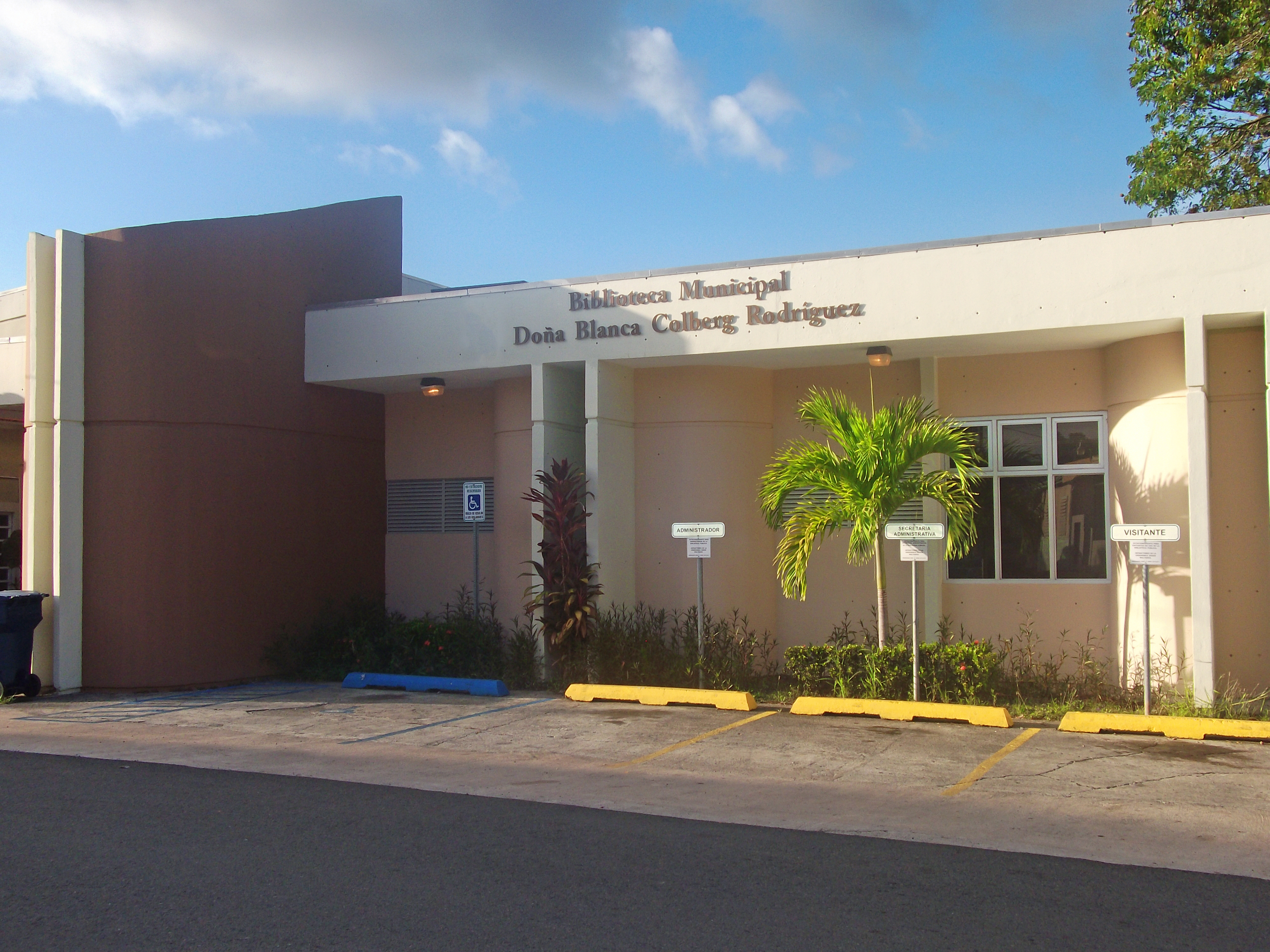
Biblioteca Comunale in Centro.

La città dispone di diverse biblioteche a disposizione dei cittadini Caborrojeños e dei comuni limitrofi. Questi luoghi di studio integrano l'uso tradizionale dei libri così come l'inclusione di sistemi elettronici per avere accesso ad altre fonti didattiche. Le biblioteche pubbliche di Cabo Rojo sono:
- Biblioteca Municipal Blanca E. Colberg Rodríguez

Questo moderno centro studi, che prende il nome dal primo sindaco della città, dispone di una variegata collezione di libri su diversi argomenti. Allo stesso modo, dispone di una sala moderna con sistemi informatici a scopo di svolgere compiti e indagini sulla rete informatica. L'edificio dispone di un grande anfiteatro per lo svolgimento di conferenze, workshop e presentazioni.
- Sala Studio "Zahorí".

Questa sala, situata all'interno del Museo de los Próceres, possiede una propria collezione di libri, riviste e articoli di studio. Completa la Biblioteca Comunale.
- Biblioteca dell'Università del Este

La Biblioteca dell'Università del Este è un'unità dipendente dalla Vice Preside delle Risorse Informative del Sistema Universitario Ana G. Méndez. È responsabile dell'acquisizione, dell'organizzazione, dello sviluppo, della conservazione e della promozione delle risorse bibliografiche in diversi formati. Questi dispongono di nuove tecnologie dell'informazione e della comunicazione, nonché di personale qualificato per guidare l'utente nella ricerca, nel recupero e nella gestione delle informazioni. Il Servizio Pubblico è suddiviso nelle aree di Riferimento, Riviste, Circolazione e Riserva. Queste aree sono inoltre integrate da: sviluppo delle collezioni, centro tecnologico comunitario, sala per le competenze di informazione e ricerca e ufficio amministrativo.

### Musei

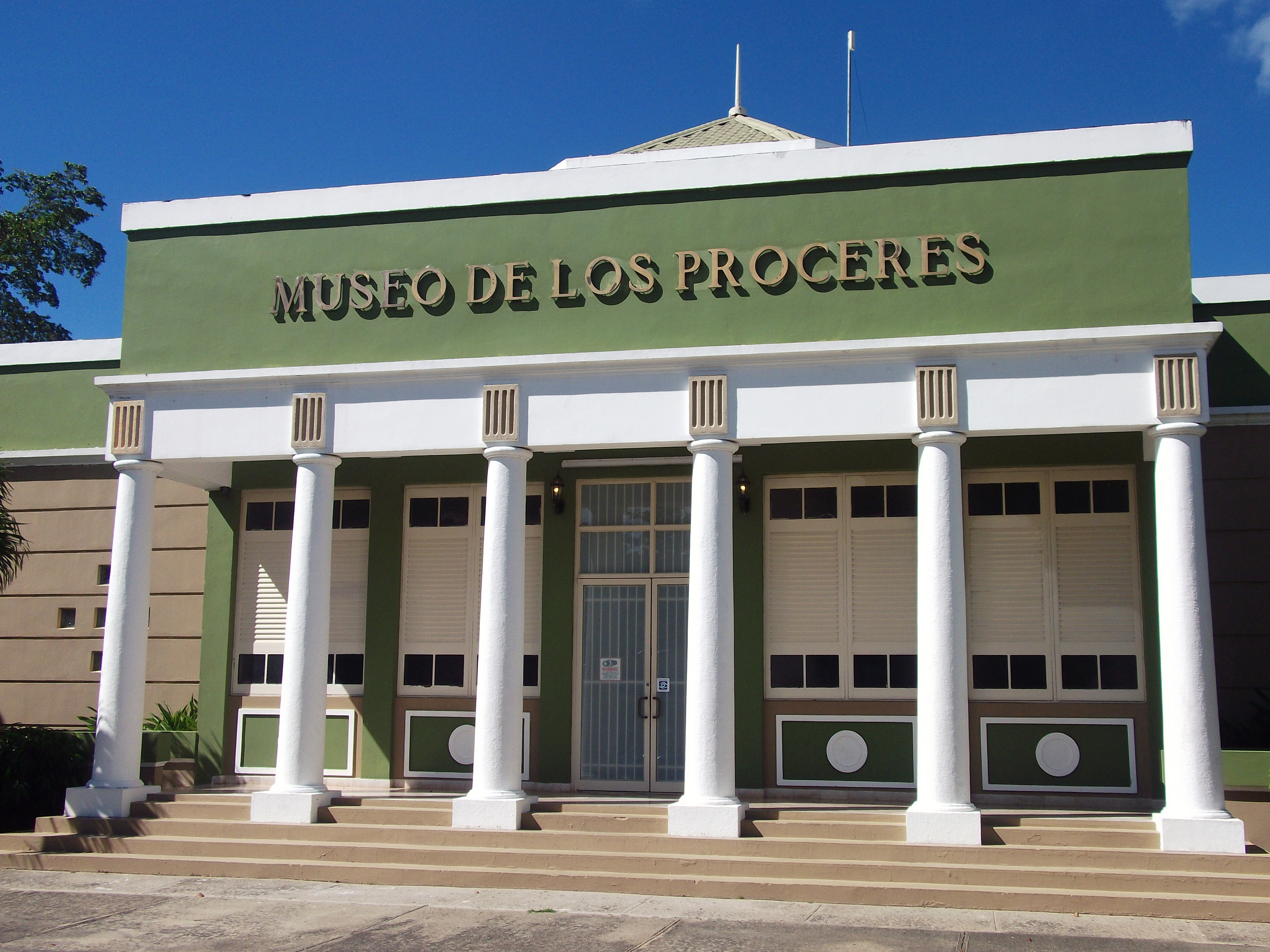
Museo de los Próceres

Il Museo Los Próceres, inaugurato il 6 aprile 1995, si trova nell'area adiacente al complesso sportivo Rebekah Colberg. Il museo è una struttura neoclassica e le sue colonne frontali sono simili a quelle della Logia Cuna de Betances, mentre la rotonda ricorda il Faro Los Morrillos, per la sua grande somiglianza.
Questo progetto fu creato dall'amministrazione Don Santos Ortiz Ruiz. Faceva parte delle attività commemorative per il V centenario della scoperta di Porto Rico. Negli ultimi anni sono state allestite nuove sale espositive dedicate alla vita e all'opera dei nostri illustri uomini e donne, alla cultura indigena e agli artisti caborrojeños. Attualmente il Museo dispone di 7 sale espositive permanenti e 2 sale espositive temporanee. 

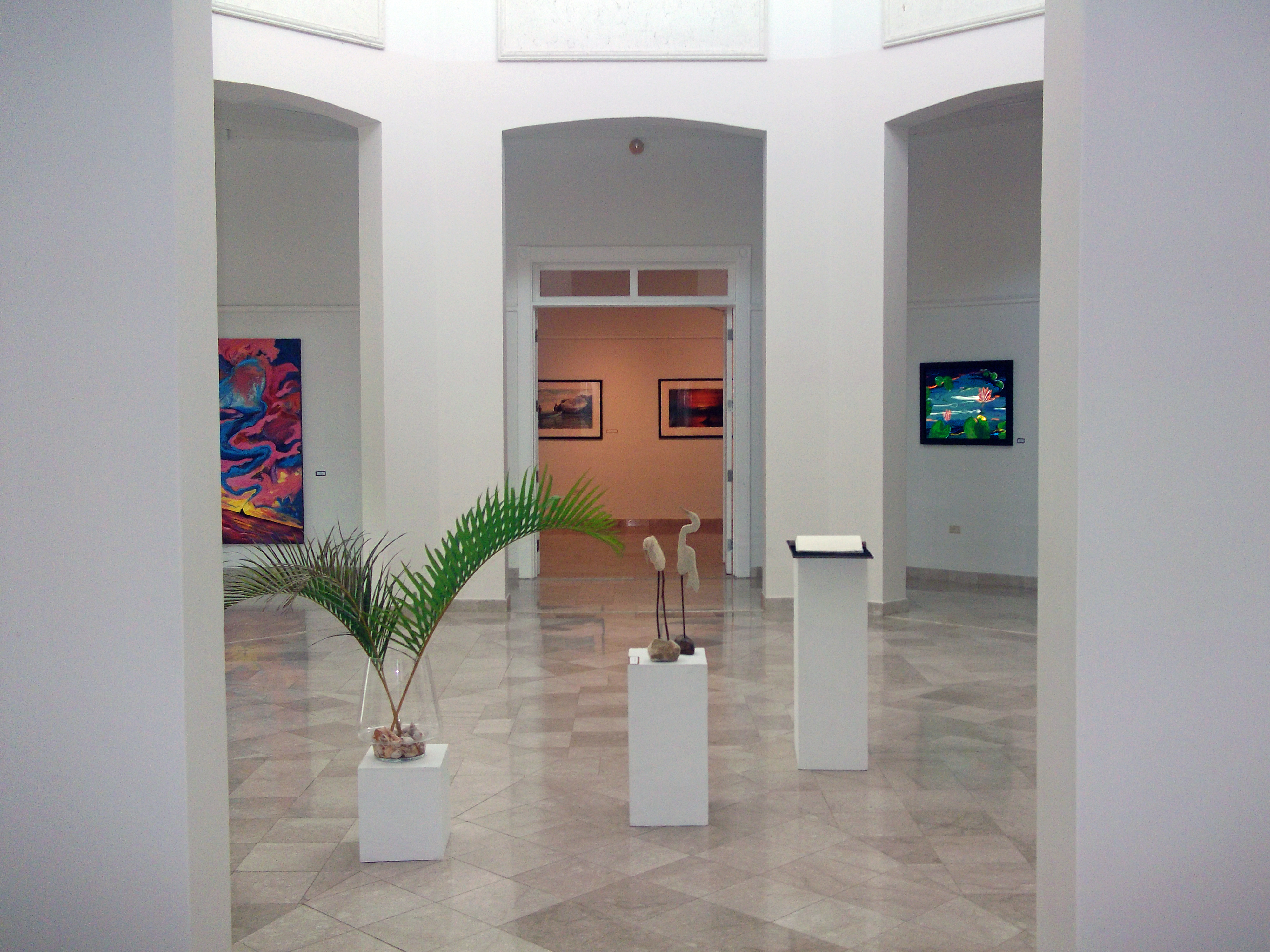
Rotonda del Museo

Negli anni di attività del Museo, sono state presentate diverse mostre d'arte, sia di artisti portoricani che stranieri. La collezione privata conta oltre 100 opere d'arte, donate al Museo ed esposte per la gioia dei nostri visitatori.
Nella collezione privata del Museo contiamo opere di Antonio Martorell, Augusto Marín, Lorenzo Omar, John Balossi, Fernando Santiago, Hiram Palermo e Sixto Febus tra gli altri.
La visione di questo spazio dedicato all'arte e alla cultura è quella di riconoscere la vita e il lavoro di uomini e donne illustri di Porto Rico e in particolare di Cabo Rojo, poiché hanno contribuito in modo straordinario al progresso e allo sviluppo della nostra isola Borincana.
Il Museo ospita la rotonda dedicata a Don Luis A. Ferré Aguayo, il Salvador Brau e l'Anfiteatro Asencio, dove vengono presentati spettacoli teatrali, recital e laboratori, tra gli altri. Dispone di una terrazza esterna e di un ampio parcheggio. Il personale lavora a favore della cultura, dell'arte e della storia degli eroi illustri della nostra città e della nostra splendida isola, promuovendo l'interesse storico per tutte le generazioni e creando un ambiente educativo che arricchisca l'intelletto di ogni essere umano.
Servizi offerti dal Museo
Il Museo offre l'opportunità ai nuovi artisti di esporre le proprie opere nelle gallerie dedicate alle mostre temporanee. È disponibile un servizio di guida turistica per le visite all'interno del Museo. Si prega di chiamare per coordinare le visite.

### Musica

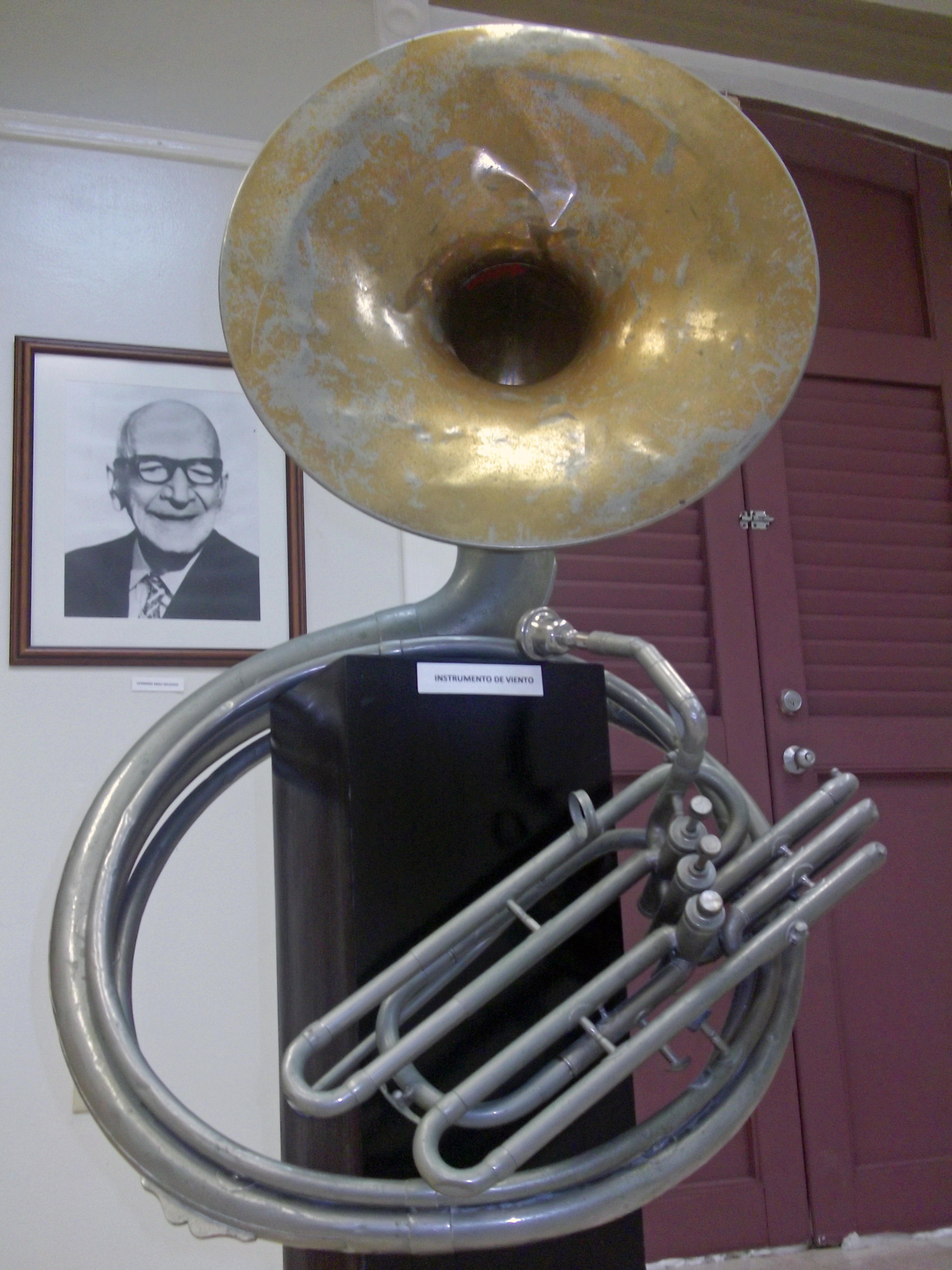
Strumento a fiato di Herminio Brau.

Cabo Rojo ospita tutti i tipi di generi musicali presenti a Porto Rico. La città è stata resa popolare in diverse canzoni, una delle quali "Mi Cabo Rojo Querido", composta da Carlos Weber. Questa danza è considerata "l'inno civico" di Cabo Rojo, ed è la canzone preferita negli ambienti sociali della città. Un altro brano musicale molto popolare dedicato a questa città è la plena "Pa' Los Caborrojeños", composta e cantata da Israel "Shorty" Castro con l'orchestra Happy Hills. Allo stesso modo è la plena "Cabo Rojo", composta e cantata da Joe Valle con César Concepción e la sua Orchestra. Allo stesso modo, il brano musicale "Mi Cabo Rojo" è uno dei preferiti del trio Caborrojeño. Uno dei generi più presenti a Cabo Rojo è la danza. Uno degli esponenti più riconosciuti di questo genere a Porto Rico fu il Caborrojeño Santos Ortiz Montalvo, che fu sindaco della città (1965-72). Compose un numero considerevole di danze, di grande bellezza e realismo. Molti di loro sono riconosciuti a Porto Rico e all'estero. I suoi figli hanno ereditato il gusto e l'abilità musicale del padre, tra cui Santos Ortiz Ruiz, che fu anche sindaco della città (1985-96); e suo fratello, Roberto Ortiz Ruíz, che fondò una delle orchestre più rinomate di Porto Rico. L'Orchestra Roberto Ortiz è stata riconosciuta a livello nazionale per la sua qualità, l'eccellente esecuzione e la carriera musicale. Attualmente, un'istituzione musicale a Cabo Rojo è la Banda Culturale Herminio Brau. Ha rappresentato la città in eventi dentro e fuori Porto Rico.
Le costanti variazioni culturali che Porto Rico ha subito negli ultimi decenni hanno avuto un grande impatto su Cabo Rojo. Ciò ha consentito la libertà di espressione che ha promosso la creatività e la sperimentazione nella cultura espressiva. Le importazioni commerciali e culturali dall'Europa, dal Nord America e dai Caraibi hanno influenzato il panorama musicale di Porto Rico. Ad esempio, l'hip hop arrivato da New York viene incorporato in vari modi in produzioni musicali come il Reggaeton. Le band di Cabo Rojo si sono sviluppate e adattate a nuovi stili musicali come Rap Rock, Bachata e Trance. Il compositore Gregory Simmons ha composto una canzone rock chiamata "Cabo Rojo", in chiara allusione a questa città. Allo stesso modo, l'artista internazionale Martínez ha incluso in Deep house una canzone chiamata "Cabo Rojo". Le importazioni di generi stranieri hanno permesso anche il riconoscimento e l'accettazione di questa diversificazione della cultura musicale Caborrojeña e portoricana. Cabo Rojo è il quartier generale di eventi musicali, come il Mix Summer Fest, che riunisce diverse migliaia di persone a Boquerón.

### Teatro

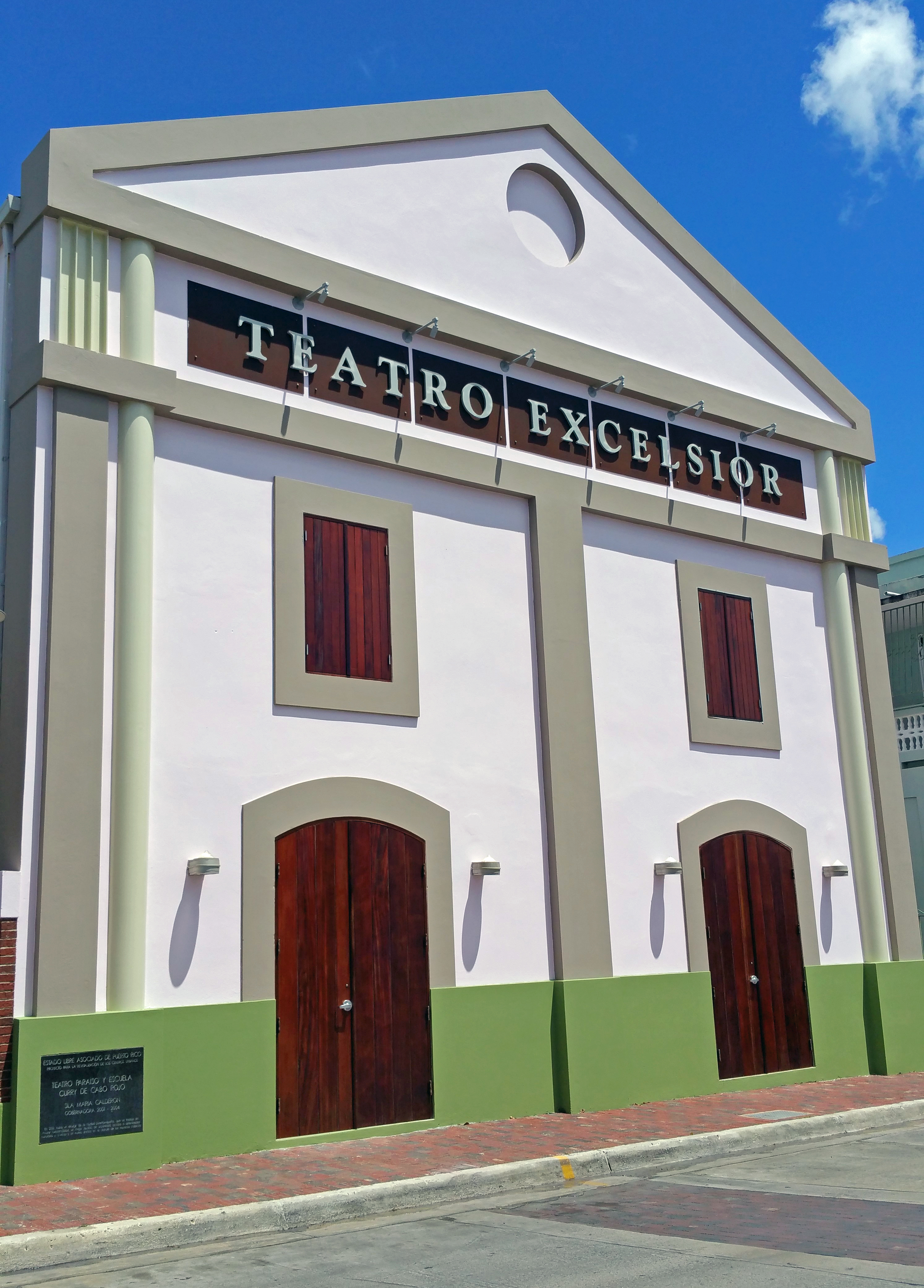
Teatro Excelsior

L'illustre Caborrojeño Don Salvador Brau y Asencio... poeta, giornalista, saggista, drammaturgo, sociologo e primo storico ufficiale di Porto Rico fu colui che fondò la prima "Società Drammatica" a Cabo Rojo nel 1871, riunendo un folto gruppo di intellettuali di quel tempo per fare teatro a Cabo Rojo.
Quindi ebbe inaugurato il nuovo "Teatro Excelsior" con la sua commedia in versi intitolata "Héroe y Mártir"... in occasione della celebrazione del primo centenario della fondazione di Cabo Rojo. Conosciamo il nostro primo drammaturgo Caborrojeño quattro (4) delle sue opere scritte e presentate in varie ambientazioni isolane: Héroe y Mártir, La Vuelta al Hogar (il ritorno a casa), De la Superficie al Fondo e Los Horrores del Triunfo; Quest'ultimo ricevette la "Corona d'alloro" per l'anno 1890. Fu la prima epoca di gloria del buon teatro Caborrojeño.
Centosette (107) anni dopo, nel 1997, la scrittrice e artista Caborrojeña Myrna Lluch, che iniziò con successo come "drammaturga" nella città di New York (1984), già pienamente stabilita nella sua città natale di Cabo Rojo iniziò a lavorare come dipendente del governo municipale della città e creò, fondò e diresse il "Taller de Teatro Caborrojeño" dell'Anfiteatro Salvador Brau del Museo de los Próceres per un intero decennio di ininterrotti successi teatrali (1997-2007) a causa del suo ritiro volontario dal servizio pubblico. Ha anche presentato gratuitamente ai cittadini sessantuno (61) opere teatrali nel corso di dieci anni consecutivi, incoronandosi "La donna del teatro" di Cabo Rojo... superando con successo e in larga percentuale l'epoca teatrale di Don Salvador Brau y Asencio.

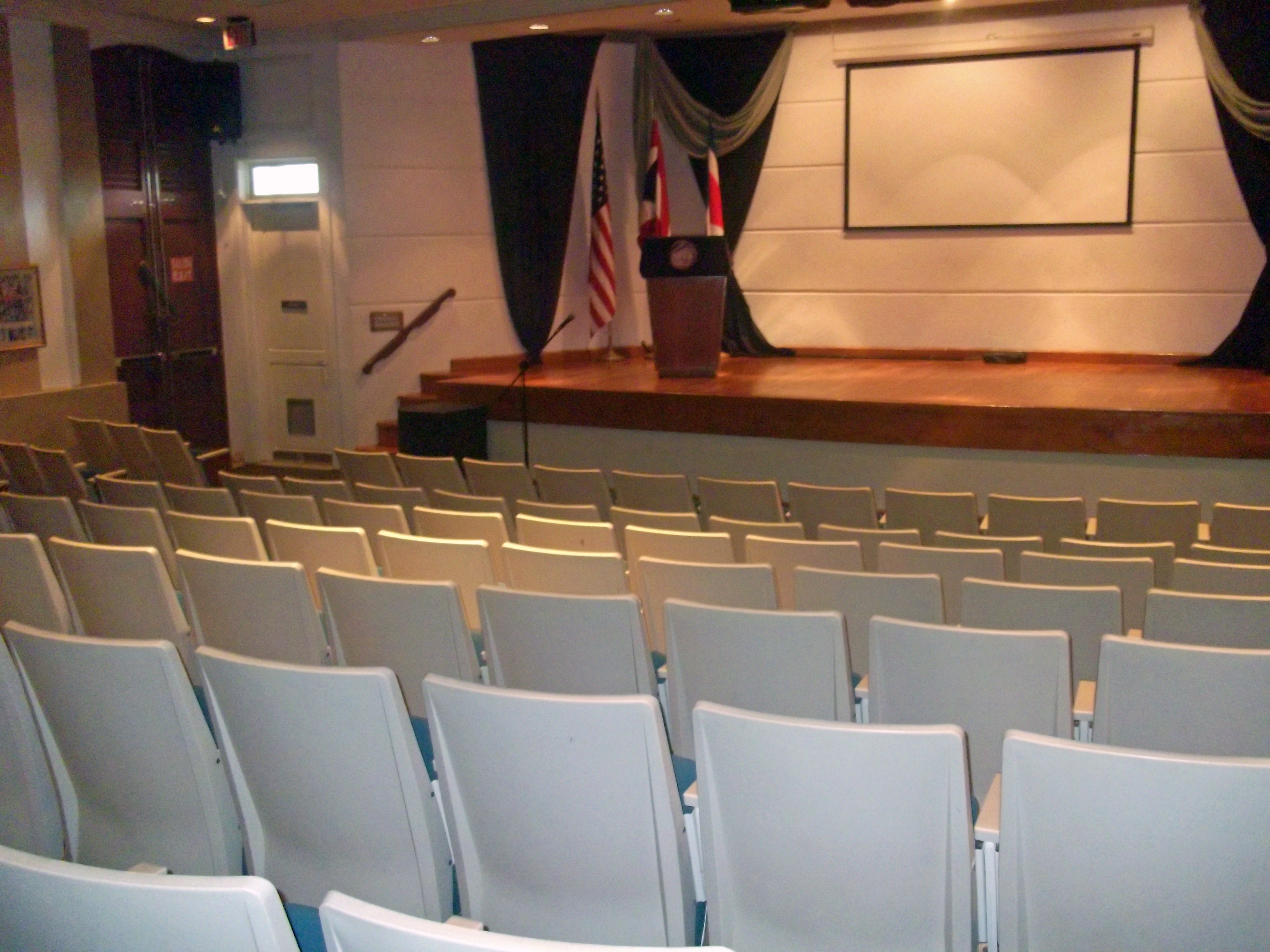
Anfiteatro Salvador Brau.

Myrna Lluch ha anche portato il suo <teatro studentesco> in tutte le scuole pubbliche del distretto scolastico di Cabo Rojo, e il gran numero di studenti che hanno contribuito con i loro talenti istrionici è stato ampio, rendendo il teatro un'attività rinfrescante e arricchente. Come fertile <drammaturga>, Myrna Lluch ha pubblicato due libri di teatro: "Antología de Teatro Estudiantil Puertorriqueño" (2003), e il "Libro de Oro: El Teatro en Cabo Rojo" (2007), che comprende nelle sue pagine il più importante decennio glorioso del teatro Caborrojeño (1997-2007).
L'Anfiteatro Salvador Brau del Museo de los Próceres di Cabo Rojo ha sulle sue pareti una mostra permanente di locandine storiche delle prime sedici (16) opere teatrali presentate da Myrna Lluch sul palco mentre lavorava in qualità di funzionario pubblico del governo municipale di città. Attualmente Myrna Lluch ha creato e fondato il "Teatro Zahorí" (Progetto Culturale della Casita Mata con Hacha) dallo scorso 7 ottobre 2012, che onora la memoria dell'illustre Caborrojeño, Don Sifredo Lugo Toro "Zahori". Offre laboratori teatrali gratuiti, studenti a basso reddito e persone interessate nelle belle arti teatrali. Ha anche una mostra di undici (11) locandine storiche che mostrano l'opera teatrale detta "Fiel legado a su ciudad a la hora de su muerte física" ("lascerà la sua città come fedele eredità al momento della sua morte fisica").

### Sport

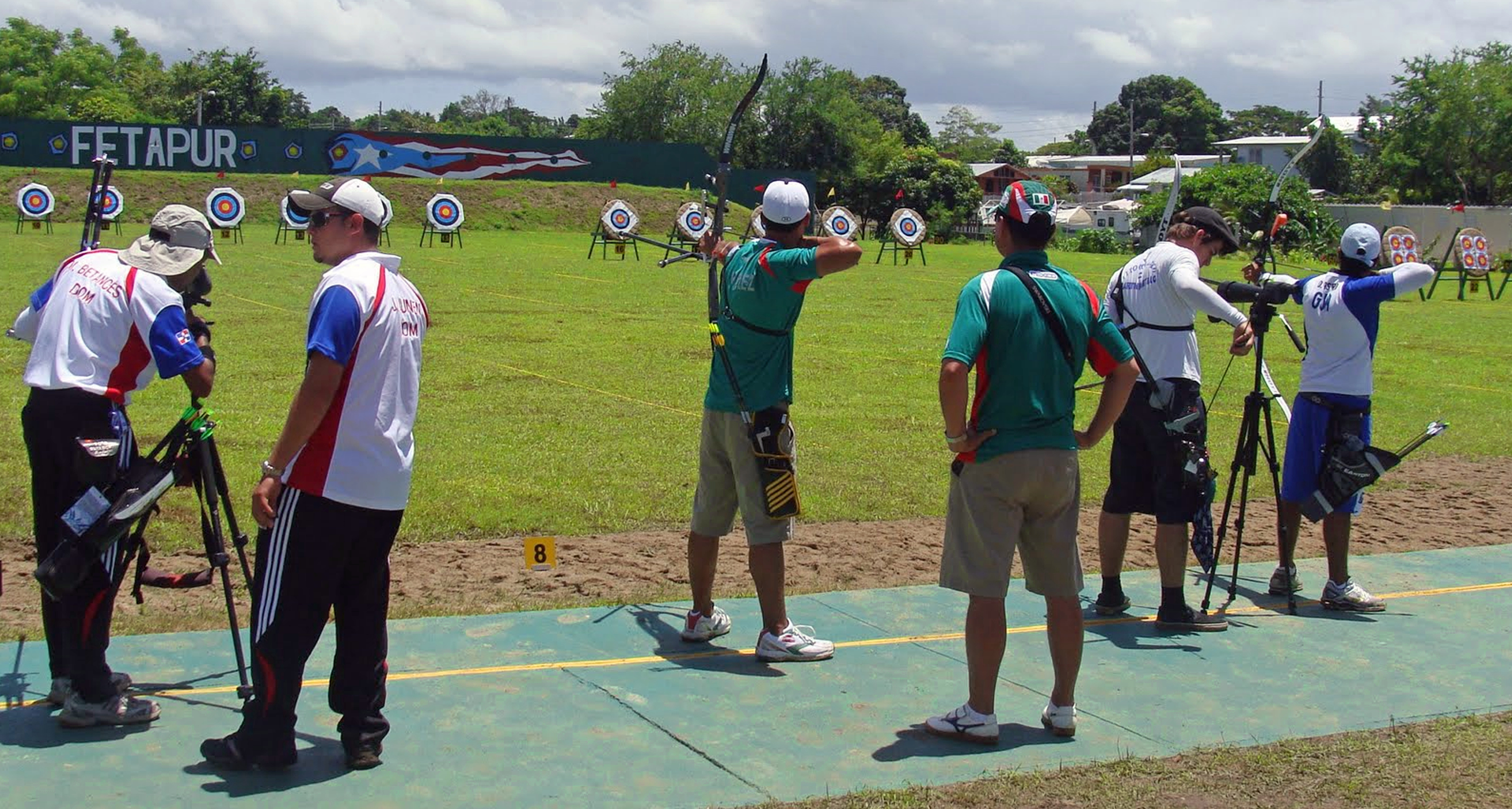
Centro nazionale del Tiro con l'arco a Cabo Rojo

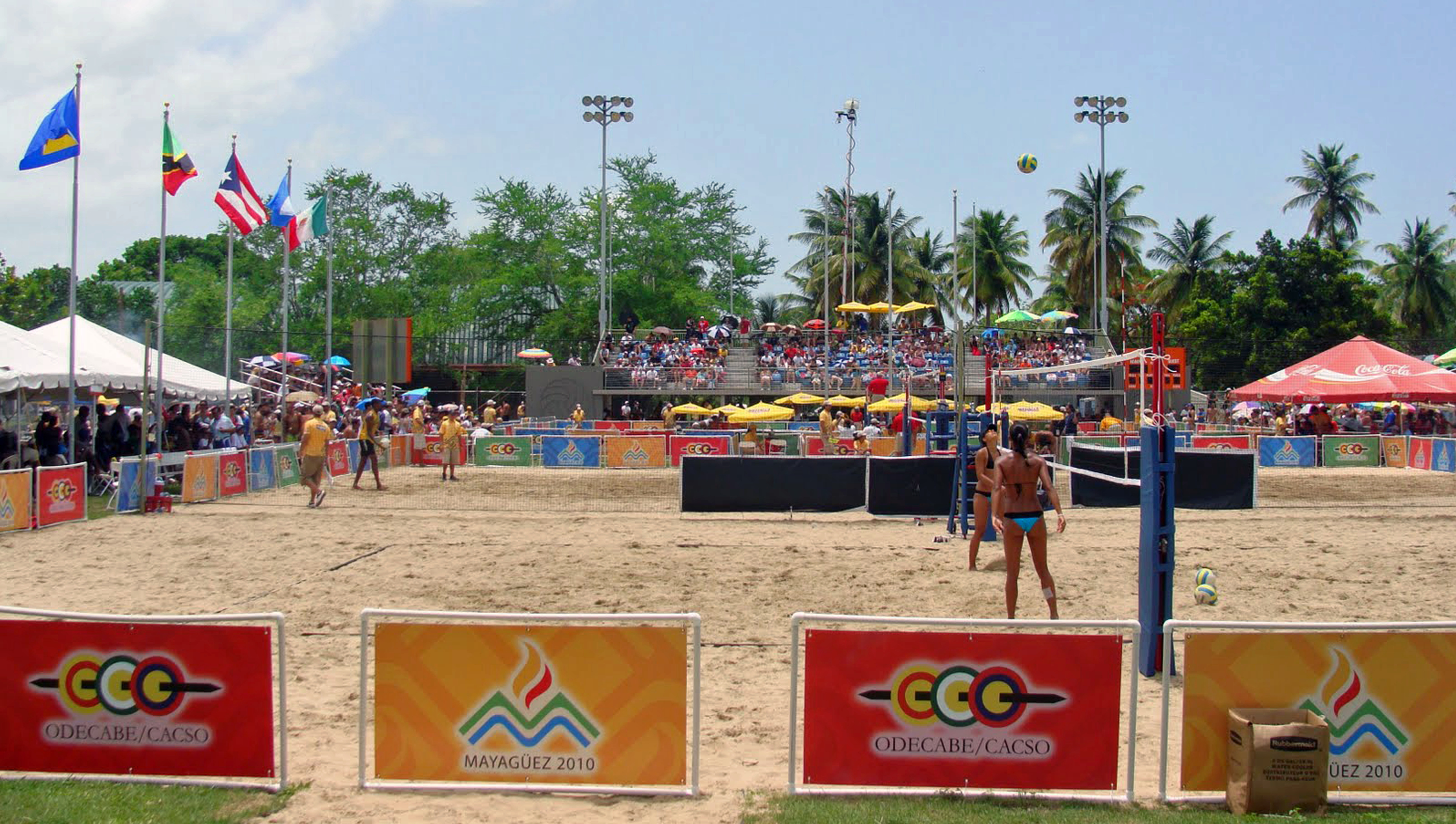
Stadio di Beach volley a Boquerón

Lo sport a Cabo Rojo è vario quanto il suo turismo. Nella città, lo sport con più seguaci è il baseball. Altri sport che spiccano sono il ciclismo, il basket, il nuoto e la vela. A Cabo Rojo gli sport di squadra hanno più appassionati degli sport individuali. La città dispone di un gran numero di impianti sportivi di prima classe sparsi su tutto il territorio comunale, tuttavia un gran numero di questi impianti sono concentrati nel Complesso sportivo e ricreativo Rebekah Colberg Cabrera. Altri centri sportivi della città si trovano nel Club Sportivo Cabo Rojo, nelle Terme Boquerón, a Samán e in diverse zone del comune. Alcune di queste strutture includono:
- Stadi di Tuto Mendoza, Puerto Real, Betances e altri luoghi - Baseball
- Coliseo Rebekah Colberg Cabrera polivalente - Basket e ping pong
- Stadio Relin Sosa Atlético - Atletica e calcio
- Campo di battuta - Pratica di baseball
- Complesso di campi da tennis
- Campi da tennis del Deportivo
- Campi da tennis di Villa La Mela
- Campi da tennis Borinquen
- Pista BMX Cabo Rojo e altre località - Ciclismo BMX
- Cabo Rojo Skate Plaza - Skateboarding
- Palestra Comunale Néstor A. Nazario Rosario - Ginnastica e Pugilato
- Palestra Cocoliso - Ginnastica
- Club Deportivo del Oeste
- Strutture veliche a Boquerón
- Stadio di Beach volley di Boquerón
- Laguna Rincón a Boquerón e altri luoghi - Canoa
- Boquerón Spa e altre località - Sci nautico
- Centro Nazionale di Tiro con l'Arco Altos de Samán - Tiro con l'arco
- Cabo Rojo Skeet & Gun Club e altre località - Tiro a segno
- Alpinismo
- Escursionismo
- Pesca sportiva
- Paracadutismo
- Parapendio
- Nuoto in acque libere
- Equitazione
- Taekwondo, Karate e Judo
- Canottaggio

Cabo Rojo ha co-ospitato i XXI Giochi centramericani e caraibici. Ha ospitato alcuni eventi di questi giochi, come Beach volley, Tiro con l'arco, Scherma e Vela.

## Amministrazione

### Sindaco

Il governo è un governo municipale che ha potere sotto un sindaco, il suo obbligo è difendere gli interessi dei suoi concittadini attraverso l'attuazione di politiche locali che mirano a migliorare la loro qualità di vita. Questa carica è stata ricoperta fino al 31 dicembre 2020 da Roberto José "Bobby" Ramírez, del Partito Democratico Popolare. Posizione elettiva ogni 4 anni, attraverso le elezioni generali.
Funzioni del Sindaco
- Organizzare, dirigere e supervisionare tutte le funzioni e le attività amministrative del Comune.

Coordinare tra loro i servizi comunali, per assicurarne un'offerta completa e adeguata in tutto l'ambito territoriale del comune e garantire che la popolazione abbia accesso, in condizioni di parità, a tutti i servizi pubblici minimi di competenza o responsabilità comunale.
- Promulgare e pubblicare norme e regolamenti comunali.
- Rispettare e far rispettare le ordinanze, delibere, regolamenti e disposizioni comunali debitamente approvate.
- Rappresentare il comune in azioni giudiziarie o extragiudiziali promosse da o contro il comune, comparire davanti a qualsiasi Corte di giustizia, forum o ente pubblico del governo del Commonwealth di Porto Rico e del governo degli Stati Uniti d'America e mantenere tutti i tipi di diritti , azioni e procedure. In nessuna procedura o azione in cui sia parte il Comune, il Sindaco può accogliere la richiesta o non rispondere senza il previo consenso della maggioranza assoluta dei membri della Legislatura. Il Sindaco sottoporrà all'esame della Legislatura Comunale qualsiasi offerta di transazione che comporti qualsiasi tipo di esborso finanziario superiore a venticinquemila (25.000) dollari, prima di sottoporre detta offerta di transazione all'esame del foro giudiziario.
- Rappresentare il comune in qualsiasi evento comunitario ufficiale di natura civica, culturale, sportiva o in qualsiasi altro atto, evento o attività di interesse dentro e fuori Porto Rico.
- Gestire i beni mobili e immobili del Comune in conformità alle disposizioni della legge, delle ordinanze e dei regolamenti applicabili, nonché i beni di demanio pubblico che la legge ne affida la custodia.
- Svolgere, nel rispetto della legge, tutti gli atti necessari, utili o convenienti per l'esercizio delle funzioni e dei poteri comunali in relazione a lavori e servizi pubblici di ogni genere e di qualsiasi natura.
- Trattare, con il consenso dell'Assemblea legislativa municipale e in conformità con questa legge, tutto ciò che riguarda la contrazione dei prestiti comunali.
- Preparare il progetto di delibera del bilancio generale delle spese di funzionamento del Comune, come previsto dalla presente legge.
- Gestire il budget generale delle spese dell'Esecutivo ed effettuare bonifici tra i suoi conti, ad eccezione dei conti creati per il pagamento di servizi personali. I trasferimenti autorizzati non possono riguardare il pagamento degli interessi, l'ammortamento e il pensionamento del debito pubblico, altre spese o obblighi di legge, il pagamento di sentenze giudiziali, il pagamento per coprire il disavanzo dell'anno precedente, o le spese a cui era dovuto vincolati dalla legge dai contratti stipulati dal Comune.
- Denunciare immediatamente alle autorità competenti qualsiasi irregolarità, carenza o infrazione delle leggi, ordinanze, delibere e regolamenti applicabili al Comune, adottare le misure e irrogare le sanzioni a disposizione dei funzionari o dipendenti che incorrono, o che con la loro azione o omissioni causino tali irregolarità, carenze o infrazioni.
- Progettare, formulare e applicare un sistema di amministrazione del personale per il comune, in conformità con le disposizioni di questa legge e dei regolamenti adottati in base alla stessa e promulgare le regole alle quali i funzionari e i dipendenti comunali saranno soggetti in conformità ai loro doveri e obblighi
- Il Sindaco promuoverà, attraverso l'Ufficio Risorse Umane, lo sviluppo di programmi volti a mantenere un ambiente di lavoro che contribuisca alla soddisfazione, alla motivazione e alla partecipazione dei dipendenti e funzionari comunali. L'Ufficio del Commissario per gli Affari Municipali deve promulgare mediante regolamenti le disposizioni necessarie per attuare lo sviluppo di questi programmi.
- Nominare tutti i funzionari e dipendenti e rimuoverli dai loro incarichi quando necessario per lo svolgimento del servizio per ragioni e secondo la procedura stabilita nella presente legge.
- Nominare supplenti ad interim dei funzionari che rivestono la carica di direttori di unità amministrative in caso di loro assenza temporanea o transitoria. Le persone designate a sostituire temporaneamente tali funzionari possono essere dipendenti dell'unità amministrativa in cui si verifica l'assenza.
- Nominare i membri della Commissione d'asta secondo le disposizioni della presente legge.
- Assumere i servizi professionali, tecnici e di consulenza necessari, convenienti o utili per l'espletamento delle proprie funzioni, compiti e poteri e per la facoltà comprende il conferimento di contratti contingenti di ricerca, consulenza e predisposizione di atti nella determinazione e riscossione di brevetti, imposte, contributi , diritti e altri debiti purché dichiarati insoluti, inesigibili o siano il prodotto dell'identificazione di evasori fiscali e la determinazione ufficiale del debito viene effettuata dal Direttore delle Finanze. Tutte le comunicazioni indirizzate al debitore dovranno essere firmate dal Direttore delle Finanze, dal suo rappresentante o dal suo consulente legale e le commissioni da pagare non supereranno il dieci per cento (10%) del totale del debito determinato e saranno addebitate senza includere i servizi legali che, con separato contratto, è necessario sottoscrivere e per i quali non possono essere corrisposti compensi nella misura del dieci per cento (10%) di quelli determinati e riscossi. Si riconosce la validità dei contratti stipulati prima dell'approvazione della presente legge, ma la sua futura applicazione sarà mitigata dalle disposizioni ivi contenute. Allo stesso modo, il Sindaco ha il potere di formalizzare e concedere contratti per servizi professionali, tecnici e di consulenza su base contingente attraverso la procedura di richiesta di proposte o ("Richieste di proposte - RFP") e quelli definiti nella presente legge, per svolgere attività in cui il Dipartimento delle Finanze Comunali non dispone delle competenze, delle conoscenze o delle risorse tecniche. A condizione, inoltre, che le commissioni da corrispondere non superino il dieci per cento (10%) dell'importo totale incassato. I poteri, i doveri e le funzioni stabiliti in questa sezione non costituiscono una delega inammissibile dell'autorità del Direttore delle Finanze, né una duplicazione di servizi.
- Supervisionare, gestire e autorizzare tutte le esborsi di fondi ricevuti dal Comune, in conformità con le disposizioni della presente legge, per quanto riguarda la dotazione di bilancio corrispondente alla Legislatura Comunale.
- Assegnare lavori e migliorie che non necessitano di asta, tenendo conto delle raccomandazioni presentate dai funzionari comunali corrispondenti; ordinare e far fornire le forniture, i materiali, le attrezzature, i servizi di stampa e le prestazioni contrattuali non professionali richieste da qualsiasi unità amministrativa e agenzia del Governo Comunale; e adottare specifiche per l'acquisto di forniture, materiali e attrezzature, provvedere alla loro ispezione ed esame e garantire in altro modo il rispetto di tali specifiche. Tutti questi acquisti dovranno essere effettuati in conformità con le norme e i regolamenti promulgati ai sensi delle disposizioni della presente legge.
- Promulgare stati di emergenza, mediante un apposito ordine esecutivo, in cui siano registrati i fatti che causano l'emergenza e le misure che saranno adottate per gestire e fornire agli abitanti le risorse necessarie, immediate ed essenziali. Quando il Governatore di Porto Rico emette un proclama che decreta lo stato di emergenza per gli stessi motivi, nella stessa data e coprendo la giurisdizione del suo comune, il Sindaco sarà esentato dall'emettere il proprio, con la proclamazione del Governatore che prevarrà in pieno vigore come se ci fossero state fatte dal Sindaco.
- Adottare tramite regolamenti, le regole e le procedure relative al pagamento delle diarie, delle spese di viaggio ufficiali e della rappresentanza dentro e fuori Porto Rico di funzionari e dipendenti municipali.
- Mantenere un registro aggiornato dei beni immobili, delle quote e dei diritti reali del Comune.
- Delegare per iscritto a qualsiasi funzionario o impiegato dell'Esecutivo municipale i poteri, le funzioni e i doveri conferiti dalla presente legge, ad eccezione del potere di approvare, adottare e promulgare norme e regolamenti.
- Esercitare tutti i poteri, funzioni e doveri espressamente delegati da qualsiasi legge o da qualsiasi ordinanza o delibera comunale e quelli necessari ed accessori allo svolgimento adeguato alla sua posizione.

### Legislatura municipale

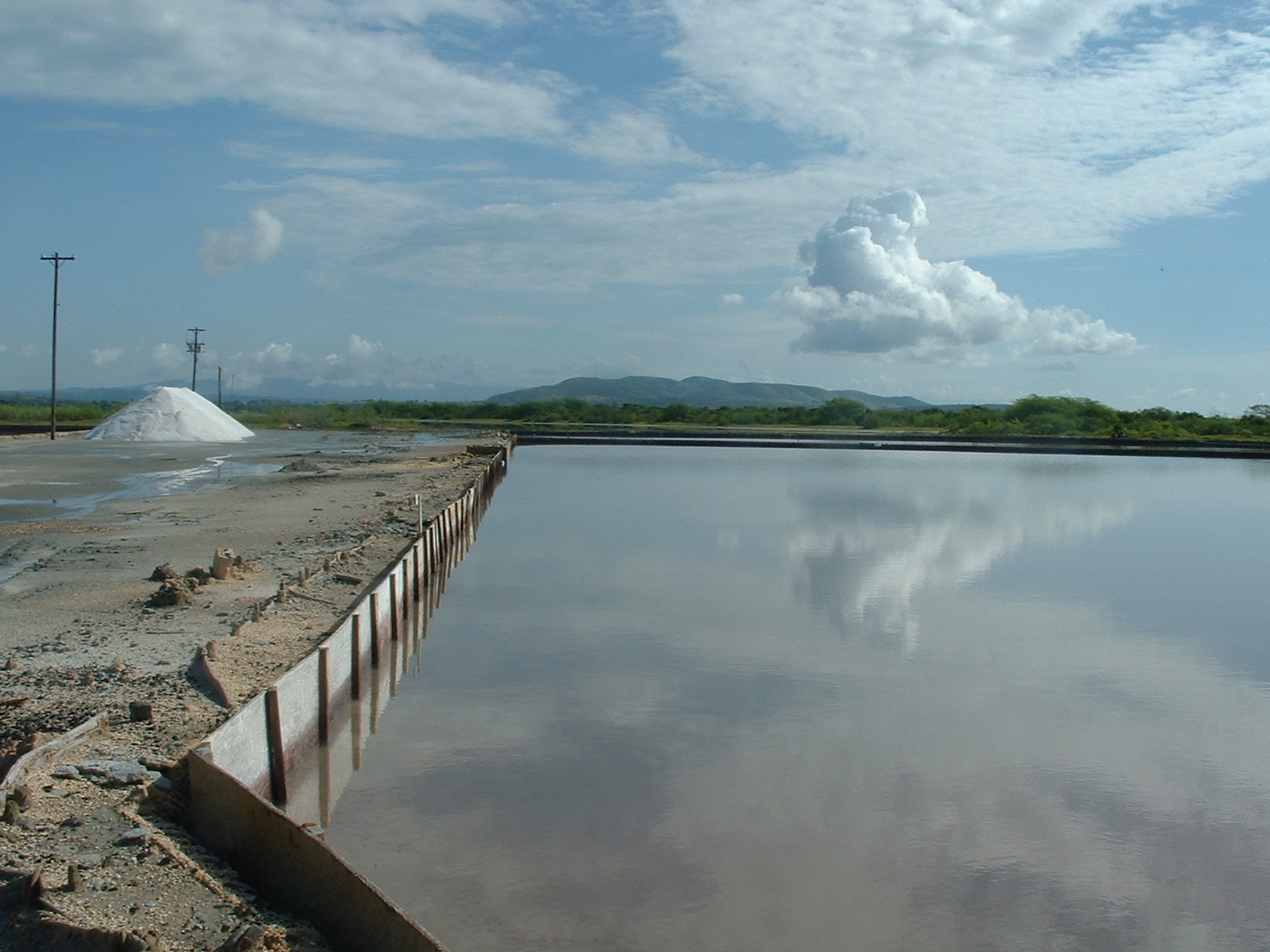

L'obiettivo principale della Legislatura è lo studio, la raccomandazione e l'approvazione delle ordinanze e risoluzioni di interesse pubblico. Essi sono costituiti in Commissioni, Sessioni Ordinarie e Straordinarie. La Legislatura Municipale di Cabo Rojo studia, stabilisce e approva misure di buon governo, nel quadro delle leggi attuali, che promuovono lo sviluppo globale del Comune per il benessere di tutti i suoi cittadini, senza distinzione di sesso, razza, condizione sociale o ideologia politica, basata sui principi legislativi più puri e democratici.
La Legislatura Comunale eserciterà il potere conferitogli dall'articolo 4.001 della Legge dei Comuni Autonomi e avrà i poteri, i doveri e le funzioni accessorie che le sono applicabili dalla Legge dei Comuni Autonomi stessa e da tutti quelli che derivano da altre leggi applicabili. leggi e regolamenti alle amministrazioni comunali. L'articolo 4.001 stabilisce che i poteri legislativi conferiti ai comuni dalla legge n. 81 del 30 agosto 1991 e successive modifiche, intitolata Legge dei Comuni Autonomi di Porto Rico, saranno esercitati dalla Legislatura Comunale.
La Legislatura Municipale di Cabo Rojo è composta da 16 membri, poiché la popolazione del comune è superiore a 40.000 abitanti, secondo il Capitolo IV, comma (a) della Legge dei Comuni Autonomi di Porto Rico.
- Evelyn Alicea González - Presidente
- Wilmer Morales Aymat - Vicepresidente
- Ermes Morales Matos - Portavoce
- Grelaine Rodriguez Feliciano - Portavoce di Alterna
- Monserrate Aponte Ramírez - Legislatore municipale
- Roberto Franqui Palermo – Legislatore Comunale
- Sylvia C. Montalvo Moya - Legislatrice comunale
- Gil G. Jusino Mendez - Legislatore municipale
- Louis E. Negron Cruz - Legislatore municipale
- Heriberto J. Vargas Zapata - Legislatore municipale
- Enrique A. Rosas López - Legislatore municipale
- Kebin A. Maldonado Martiz - Legislatore municipale
- Emilio Carlo Acosta - Portavoce della Minoranza PNP
- Delvis Ramírez Lugo - Legislatore municipale del PNP
- Jaime Urbán Andújar - Portavoce Indipendente
- Manca nella foto: Grelaine Rodríguez Feliciano

## Inno municipale
La composizione "Mi Cabo Rojo Querido" è una danza raffinata e maestosa scritta dal Caborrojeño Carlos Weber Asencio "El Maestro".
```
Mi Cabo Rojo querido
Donde yo he vivido
y quiero morir
Cuna de grandes personas
Betances, Asencios
También Cofresí.
Cuenta con bellas praderas
Las playas enteras no tienen igual
Sus montes, salinas y valles
Por donde tu pases
Siempre admirarás.
Y es pueblo de gente noble
Su ambiente sin igual
Todo el que nos visita
Admira este lugar.
Su faro siempre alumbra
Todo este litoral
Velando aquel que venga
Pueda hasta aquí llegar.
La isla de Puerto Rico
Es isla espectacular
Sin nuestro Cabo Rojo
No sería linda, no sería igual
Sin nuestro Cabo Rojo
No sería linda, no sería igual.
```

## Infrastrutture e trasporti
La città vede la presenza di 20 ponti.

### Trasporti extraurbani

#### Aeroporti
I principali aeroporti della regione si trovano a Mayagüez (regionale) e Aguadilla (internazionale). Dall'inizio di questo decennio, l'aeroporto Rafael Hernández di Aguadilla offre voli diretti per New York. La sua pista è considerata la più lunga dei Caraibi e le compagnie aeree che operano sono JetBlue Airways, United Airlines e Spirit Airlines. Nel luglio 2005 è stato inaugurato l'ampliamento e la ristrutturazione del terminal passeggeri nazionale, realizzato per un costo di 8,8 milioni di dollari.
Il Comune di Cabo Rojo, pur godendo di un'estesa costa e di un terreno pianeggiante nel sud-ovest, non dispone di un aeroporto. Tuttavia, ha 2 piste di atterraggio. Innanzitutto il Boquerón Airport, identificato dalla Federal Aviation Administration come PR10. Situato in una fattoria sulla PR-301 che è lunga circa 900 metri e viene utilizzata per l'atterraggio di piccoli aerei con 4 o 8 passeggeri. L'altro si trova sul terreno della United States Fish and Wildlife Service. Questa, chiamata Cullingford Field Airstrip ha la capacità di ricevere piccoli aerei da 2 a 4 passeggeri.

#### Porti

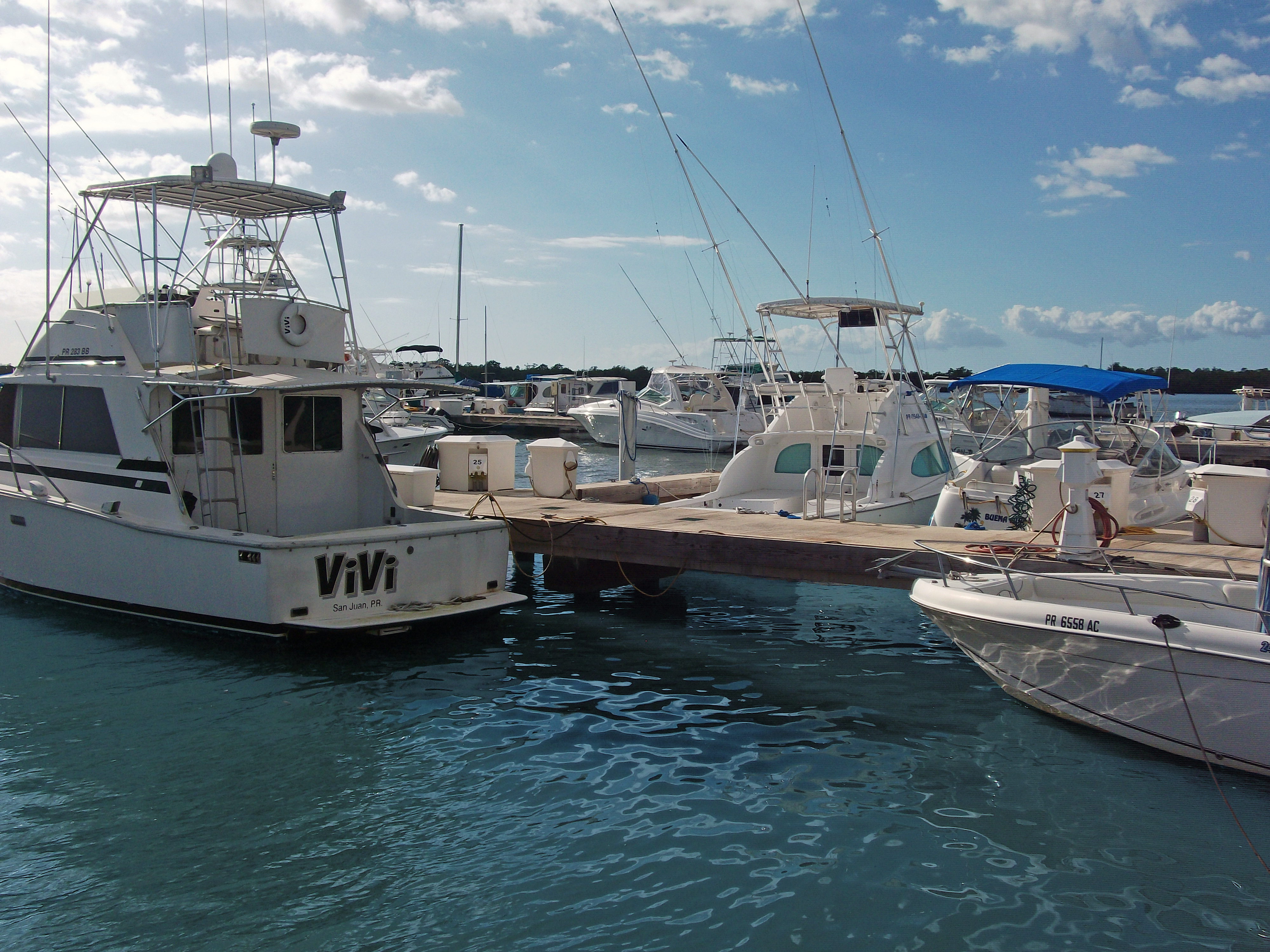
Puerto Real, Zona Oeste

La Regione possiede il porto di Mayagüez, il principale porto per il movimento di merci e passeggeri dopo San Juan. Tra gli otto porti esistenti a Porto Rico, San Juan è il primo porto per movimento di navi con 3.485, che rappresentano il 76,1% di Porto Rico. Segue il porto di Mayagüez con il 5,8%.
Si può dedurre che le sorti del comune di Cabo Rojo cambiarono diametralmente a metà del XIX secolo, quando le attività mercantili di Puerto Real furono spostate nell'attuale porto di Mayagüez.
A Guánica c'è un altro porto che ha due ormeggi adiacenti ad est della baia protetta e fornisce servizi di rimorchiatore e pilotaggio. Ha un molo lungo 700 piedi (213 m) e un pescaggio di 28 piedi (8,5 m), utilizzato da Ochoa Fertilizar per le sue operazioni. L'altro molo, costruito nel 1972, è gestito dalla Progranos ed è costituito da una linea di "delfini d'ormeggio" in cemento, sospesi su pali in acciaio e dotati di un sistema di parabordi.

#### Strade

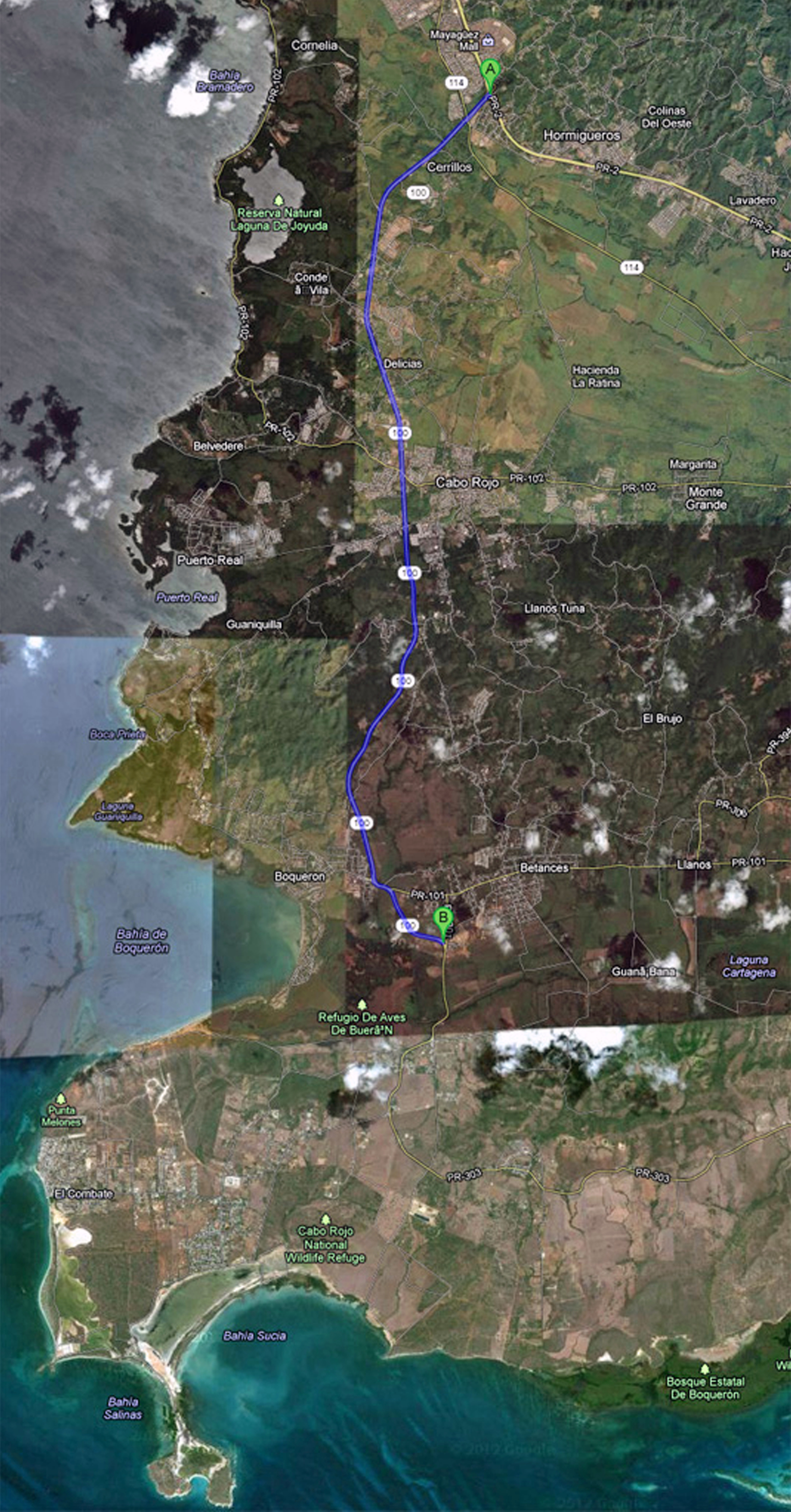
Percorso della PR-100 attraverso la città.

La forma di trasporto più comune a Cabo Rojo, come in altre città di Porto Rico, è attraverso le strade pubbliche. La città è collegata da un efficace sistema di strade e vie di rullaggio che collegano Cabo Rojo con i comuni limitrofi. La PR-102 collega con il Comune di Mayagüez a nord e con il Comune di San Germán a est; la PR-114 con il Comune di Hormigueros, mentre le strade statali PR-101 e PR-303 si collegano con il Comune di Lajas. Da ognuna di queste strade principali nascono altre strade secondarie, che sono quelle che collegano i diversi quartieri e settori della città.
La più importante di queste strade, "l'arteria" principale della città, è la PR-100. Questa strada statale, una delle più conosciute di Porto Rico, attraversa la città da nord a sud, collegando la maggior parte dei suoi quartieri e dei settori turistici. Inizia con la PR-2 a Hormigueros, a solo 1 chilometro a sud-sud-est di Mayagüez. Segna l'inizio e la fine di una terza corsia in ciascuna direzione della PR-2 nella zona di Mayagüez. La PR-100 si estende per 15 chilometri a sud fino a terminare con la PR-301 a Boquerón. Solo 1 chilometro di questa strada si trova a Hormigueros; il resto è a Cabo Rojo. Questa strada è composta da 4 corsie, due in ciascuna direzione, dall'inizio a Hormigueros fino al chilometro 8,3 circa, immediatamente a sud dell'intersezione con l'autostrada PR-308. Poi prosegue con tratti a 2 e 3 corsie, fino a terminare nella Zona Sud, la zona più famosa e turistica della città. La PR-100 è l'accesso principale dal resto dell'isola a importanti destinazioni costiere come Boquerón, El Combate, Puerto Real e Joyuda.
Delle strade principali della regione, è possibile accedere a Cabo Rojo tramite PR-2. Inoltre, puoi accedere al Centro di Cabo Rojo dalla PR-100 entrando in Avenida Pedro Albizu Campos (PR-102) che alla fine porta a Calle Principal Dr. Salvador Carbonell. È possibile accedere al Centro anche dalla PR-100 attraverso Avenida Santos Ortiz Montalvo (PR-308) che intercetta la PR-103 e questa a sua volta diventa Calle Principal Salvador Brau.